# Liste der Biografien/Got
Liste der Biografien |
Portal Biografien |
Personensuche
# |
A |
B |
C |
D |
E |
F |
G |
H |
I |
J |
K |
L |
M |
N |
O |
P |
Q |
R |
S |
T |
U |
V |
W |
X |
Y |
Z |
?
 
Ga |
Gb |
Gc |
Gd |
Ge |
Gf |
Gh |
Gi |
Gj |
Gk |
Gl |
Gm |
Gn |
Go |
Gp |
Gq |
Gr |
Gs |
Gu |
Gv |
Gw |
Gy |
Gz
 
Goa |
Gob |
Goc |
God |
Goe |
Gof |
Gog |
Goh |
Goi |
Goj |
Gok |
Gol |
Gom |
Gon |
Goo |
Gop |
Gor |
Gos |
Got |
Gou |
Gov |
Gow |
Goy |
Goz
Die Liste der Biografien führt alle Personen auf, die in der deutschsprachigen Wikipedia einen Artikel haben. Dieses ist eine Teilliste mit 1118 Einträgen von Personen, deren Namen mit den Buchstaben „Got“ beginnt.

## Got

### Gota
- Gotafrid, fränkischer Adeliger, Präfekt des bairischen Ostlandes
- Gotal, Sandro (* 1991), österreichischer Fußballspieler
- Gotami, Mahapajapati, Stiefmutter Buddhas
- Gotar, Alenka (* 1977), slowenische Opernsängerin (Sopran)
- Gotard, Hubert, Buchdrucker
- Gotarzes I., parthischer König
- Gotarzes II. († 51), parthischer König

### Gotc
- Gotch, Francis (1853–1913), britischer Neurophysiologe
- Gotch, Frank (1878–1917), US-amerikanischer RingerFrank Gotch (1878–1917)

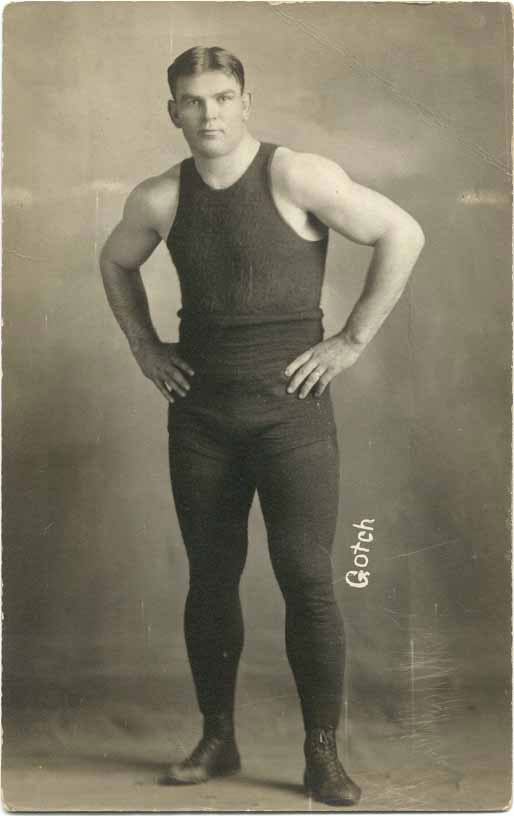
Frank Gotch (1878–1917)

- Gotch, Thomas Cooper (1854–1931), englischer Maler des Spätimpressionismus und Präraffaelismus

### Gote
- Gote, Ulrike (* 1965), deutsche Politikerin (Bündnis 90/Die Grünen)
- Gotebold († 1063), deutscher Geistlicher
- Gotell, Walter (1924–1997), deutsch-britischer Schauspieler
- Gotelli, Angela (1905–1996), italienische Politikerin
- Goter, Robert (* 1976), slowenischer Musiker und Weltmeister auf der Steirischen Harmonika
- Goteram († 803), Graf, königlicher Sendbote und Präfekt des baierischen Ostlandes von Karl dem Großen
- Gotesmanas, Arkadijus (* 1959), litauischer Jazz- und Improvisationsmusiker (Schlagzeug, Perkussion)
- Götestam, Staffan (* 1952), schwedischer Schauspieler, Regisseur, Dramatiker, Theatermanager und Komponist

### Gotf
- Gotfrid († 709), alamannischer Herzog
- Gotfryd, Roman (* 1951), polnischer Boxer im Federgewicht
- Gotfurt, Dorothea (1907–1995), deutsch-britische Übersetzerin und Autorin
- Gotfurt, Frederick (1901–1973), deutsch-britischer Drehbuchautor

### Goth
- Göth, Amon (1908–1946), österreichischer SS-Offizier, zuletzt im Rang eines SS-HauptsturmführersAmon Göth (1908–1946)

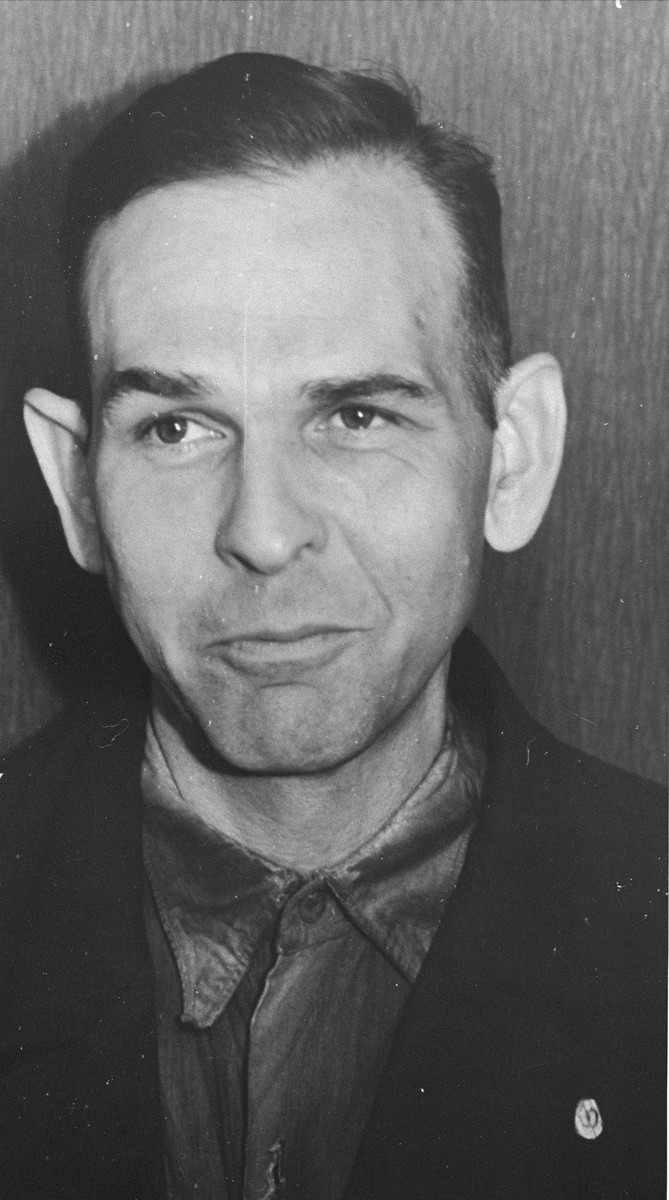
Amon Göth (1908–1946)

- Goth, Bérard de († 1297), Kardinal
- Goth, Bertrand de († 1313), Bischof von Agen; Bischof von Langres
- Göth, Eduard (1898–1944), österreichischer Lehrer und Widerstandskämpfer gegen den Nationalsozialismus
- Göth, Georg (1803–1873), österreichischer Historiker und Naturforscher
- Goth, Josef (1870–1939), österreichisch-tschechoslowakischer Gewerkschafter und Politiker
- Goth, Kurt (1926–1990), deutscher Fußballtorwart
- Göth, Martin (* 1957), deutscher Komponist
- Goth, Mia (* 1993), britische SchauspielerinMia Goth (* 1993)

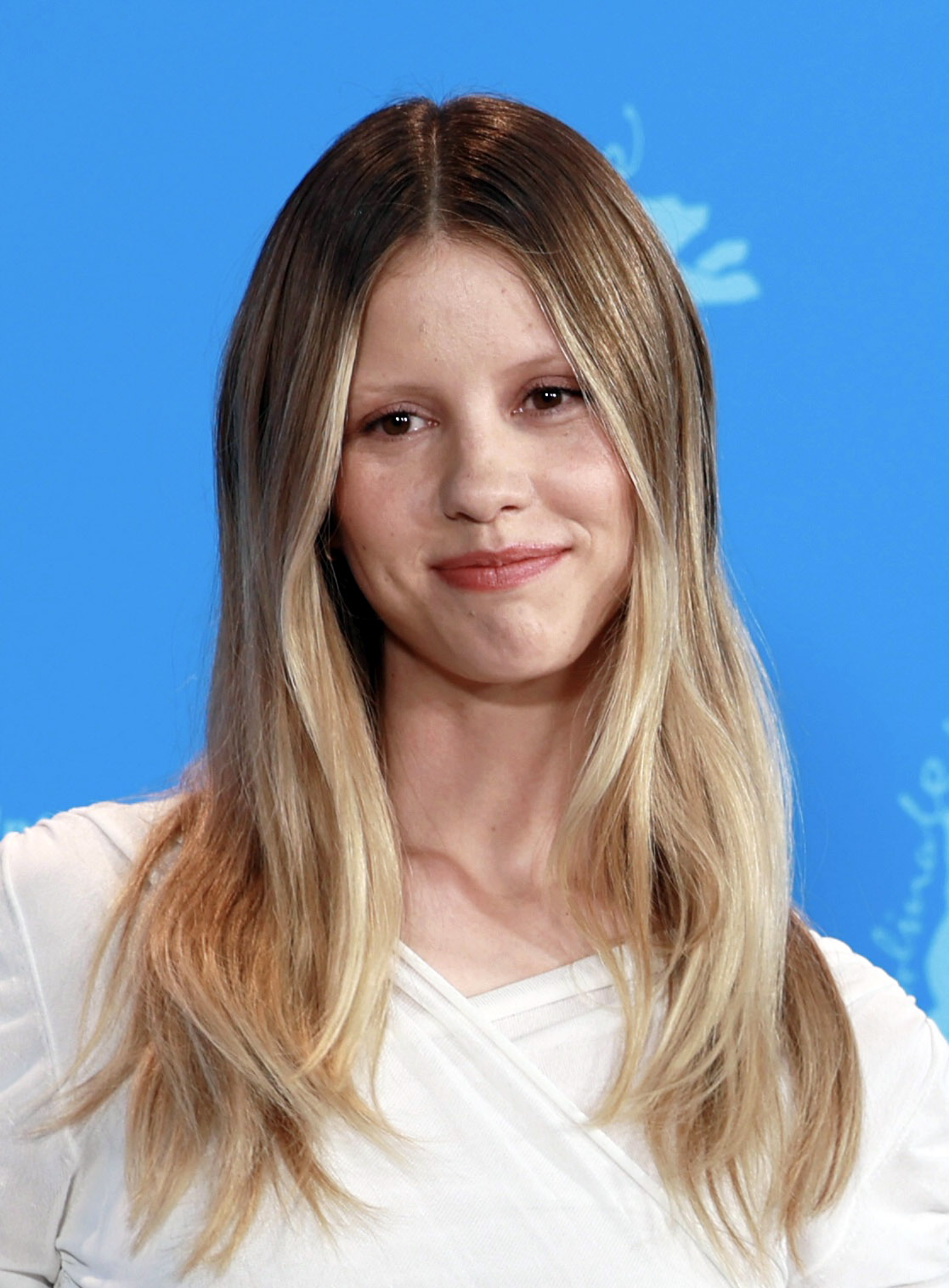
Mia Goth (* 1993)

- Goth, Raymond de († 1310), Kardinal
- Goth, Rolf von (1906–1981), deutscher Schauspieler
- Götha, Erich von (* 1924), britischer Illustrator und Comiczeichner
- Gotha, Holger C. (* 1960), deutscher Schauspieler, Regisseur und Drehbuchautor
- Gothan, Walther (1879–1954), deutscher Geologe und Paläobotaniker
- Gothard, Eugen von (1857–1909), ungarischer Adliger und Amateur-Astronom
- Gothard, Michael (1939–1992), britischer Schauspieler
- Göthberg, Joakim, schwedischer Musiker und Produzent
- Gothe, Ephraim (* 1964), deutscher Politiker (SPD)
- Gothe, Florian (* 1962), deutscher Fußballspieler
- Gothe, Friedrich (1872–1951), deutscher Architekt und Kommunalpolitiker
- Göthe, Friedrich Georg (1657–1730), Großvater des Schriftstellers Johann Wolfgang von Goethe
- Gothe, Käthe (1887–1969), deutsche Schauspielerin
- Gothe, Lothar (* 1944), deutscher Ökobauer und Mitgründer der Sozialistischen Selbsthilfe Köln (SSK)
- Gothe, Richard (1928–1985), deutscher SED-Funktionär und Vorsitzender des Rates des Bezirkes Erfurt
- Gothein, Eberhard (1853–1923), Nationalökonom, Kultur- und Wirtschaftshistoriker
- Gothein, Georg (1857–1940), deutscher Politiker (Freisinnige Vereinigung, DDP), MdRGeorg Gothein (1857–1940)

Georg Gothein (1857–1940)

- Gothein, Marie Luise (1863–1931), deutsche Kunsthistorikerin und Expertin für Gartenkunst
- Gothein, Percy (1896–1944), deutscher Schriftsteller und Renaissanceforscher
- Gothein, Werner (1890–1968), deutscher bildender Künstler
- Göthel, Andreas (* 1958), deutscher Biathlet
- Göthel, Christian Friedrich (1804–1873), deutscher Orgelbauer
- Göthel, Erik (* 1973), deutscher Handballspieler
- Göthel, Ingeborg (* 1931), deutsche Koreanistin
- Göthel, Ralf (* 1962), deutscher Biathlet
- Göthel, Siegfried (1942–2004), deutscher Trompeter, Kammermusiker und Hochschullehrer
- Gothenius, Johan (1721–1809), schwedischer Gelehrter und Übersetzer
- Göthert, Manfred (1939–2019), deutscher Arzt und Pharmakologe
- Gotho, Heinrich (1872–1938), österreichischer Schauspieler
- Gotho, Mbah († 2017), indonesischer Fischer
- Gothofredus, Dionysius (1549–1622), französischer Rechtswissenschaftler
- Gothofredus, Iacobus (1587–1652), Jurist und Politiker sowie Herausgeber des Codex Theodosianus
- Gothóni, Ralf (* 1946), finnischer Pianist, Dirigent, Komponist, Pädagoge und Essayist
- Gothot, Heinrich (1889–1963), deutscher Unternehmer
- Gothov-Grünecke, Ludwig (1847–1921), österreichischer Komponist und Kapellmeister

### Gotk
- Götke, Conrad, schwedischer Kupferstecher in Polen-Litauen
- Gotkovsky, Ida (* 1933), französische Komponistin und Pianistin

### Gotl
- Gotlib, Henryk (1890–1966), polnischer Maler, Bildhauer und Schriftsteller
- Gotlieb, Marcel (1934–2016), französischer Comiczeichner
- Gotlieb, Phyllis (1926–2009), kanadische Schriftstellerin
- Gotlieb, Shelly (* 1980), neuseeländische Snowboarderin

### Gotm
- Gotman, Andrei Danilowitsch (1790–1865), russischer Ingenieur und Hochschullehrer

### Goto
- Gotō Mitsutsugu (1571–1625), japanischer Metallurg
- Gotō Shimpei (1857–1929), japanischer Mediziner und Politiker der Taishō-Zeit und Bürgermeister von Tokio
- Gotō, Ai (* 1983), japanische Badmintonspielerin
- Gotō, Aritomo (1888–1942), Konteradmiral der Kaiserlich Japanischen Marine
- Gotō, Chūgai (1867–1938), japanischer Schriftsteller
- Gotō, Daiki (* 1996), japanischer Fußballspieler
- Gotō, Fumio (1884–1980), japanischer Staatsbeamter und Politiker
- Goto, John (1949–2023), britischer Fotograf
- Gotō, Junji (* 1971), japanischer Fußballspieler
- Gotō, Jūrō (1887–1984), japanischer General
- Goto, Kanoko (* 1975), japanische Skilangläuferin
- Gotō, Katsu (1862–1889), japanischer Unternehmer
- Gotō, Keiji (1883–1919), japanischer Architekt
- Goto, Keisuke (* 2005), japanischer Fußballspieler
- Gotō, Keita (1882–1959), japanischer Unternehmer und Kunstsammler
- Gotō, Keita (* 1986), japanischer Fußballspieler
- Gotō, Kenji (1967–2015), japanischer Journalist
- Gotō, Konzan (1659–1733), japanischer Mediziner
- Gotō, Kōsuke (* 1994), japanischer Fußballspieler
- Gotō, Kyōsuke (* 1992), japanischer Fußballspieler
- Gotō, Maki (* 1985), japanische Pop-Musikerin
- Gotō, Makiko (1963–2021), japanische Kotospielerin und Musikpädagogin
- Gotō, Masaaki (* 1995), japanischer Fußballspieler
- Gotō, Meisei (1932–1999), japanischer Schriftsteller
- Gotō, Michi (* 1990), japanische Fußballspielerin
- Goto, Naoki (* 2002), japanischer Fußballspieler
- Gotō, Noboru (1916–1989), japanischer Unternehmer
- Gotō, Ryō (* 1986), japanischer Fußballspieler
- Goto, Ryu (* 1988), US-amerikanischer Violinist
- Gotō, Ryūnosuke (1888–1984), japanischer Politiker
- Gotō, Shōjirō (1838–1897), japanischer Politiker
- Gotō, Shuichi (1888–1960), japanischer Archäologe
- Gotō, Sumio (1930–2016), japanischer Nihonga-Maler
- Gotō, Takuma (* 1997), japanischer Fußballspieler
- Gotō, Tarō (* 1969), japanischer Fußballspieler
- Gotō, Tomoya (* 1996), japanischer Dartspieler
- Gotō, Yō (* 1958), japanischer Komponist
- Gotō, Yoshikazu (* 1964), japanischer Fußballspieler
- Gotō, Yoshiko (* 1933), japanische Jazzmusikerin
- Gotō, Yūji (* 1985), japanischer Fußballspieler
- Gotō, Yūjō (1440–1512), japanischer Metallhandwerker
- Gotō, Yukio († 1976), japanischer Fußballspieler
- Gotō, Yume (* 2000), japanische Langstreckenläuferin
- Gotō, Yūsuke (* 1993), japanischer Fußballspieler
- Gotōda, Kōki (* 1999), japanischer Fußballspieler
- Gotovac, Jakov (1895–1982), jugoslawischer Komponist und Dirigent
- Gotovac, Tomislav (1937–2010), jugoslawisch-kroatischer Konzeptkünstler und Schauspieler
- Gotovac, Vlado (1930–2000), kroatischer Dichter und liberaler Politiker
- Gotovina, Ante (* 1955), kroatischer GeneralAnte Gotovina (* 1955)

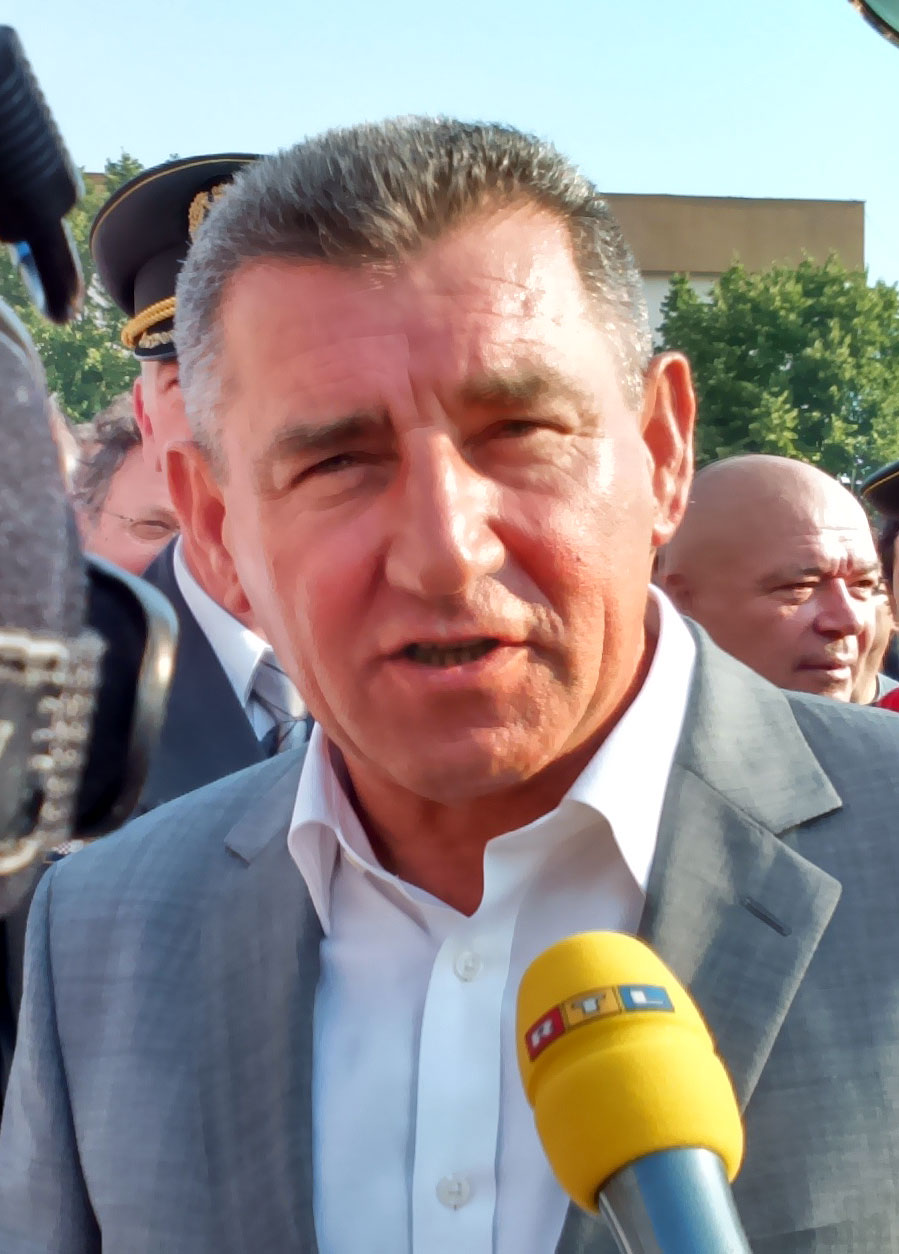
Ante Gotovina (* 1955)

- Gotovskytė, Julija (* 1988), litauische Tennisspielerin

### Gotp
- Gotpold († 1169), Bischof von Prag

### Gotr
- Gotrel, Matthew (* 1989), britischer Ruderer

### Gots
- Götsch, Antonia (* 1978), deutsche Journalistin
- Götsch, Ernst (* 1948), Schweizer Agronom, Begründer der syntropischen Landwirtschaft
- Götsch, Freimut (* 1938), deutscher Schauspieler und Synchronsprecher
- Gotsch, Friedrich Karl (1900–1984), deutscher Maler und Grafiker
- Götsch, Georg (1895–1956), deutscher Musikpädagoge
- Götsch, Joseph (1728–1793), deutscher Bildhauer
- Götsch, Julius (1887–1948), deutscher Architekt
- Gotsch, Qianhong (* 1968), deutsche Tischtennisspielerin
- Gotsch, Rudolf von (1804–1888), preußischer Generalleutnant
- Götsch, Ueli (1925–2017), Schweizer Journalist und ehemaliger Chefredaktor des Schweizer Fernsehens
- Gotschaschwili, Bessarion (* 1983), georgischer Ringer
- Gotsche, Otto (1904–1985), deutscher Politiker (SED), MdV und Schriftsteller
- Gotscheff, Dimiter (1943–2013), bulgarischer Theaterregisseur
- Götschel, Helene (* 1963), deutsche Physikerin, Sozialwissenschaftlerin und Professorin an der Hochschule Hannover
- Götschel, Johann Christoph Friedrich (1768–1812), deutscher evangelisch-lutherischer Geistlicher
- Götschenberg, Michael (* 1969), deutscher Fernsehjournalist
- Götschenberg, Paul (1892–1955), deutscher Kaufmann
- Gotschewa, Rumjana (* 1957), bulgarische Schachspielerin
- Götschi, Reto (* 1965), Schweizer Bobfahrer
- Götschi, Silvia (* 1958), Schweizer Schriftstellerin
- Gotschke, Walter (1912–2000), deutscher Grafiker, Pressezeichner und Automobil-Illustrator
- Götschl, Christina (* 1990), österreichische Naturbahnrodlerin
- Götschl, Heimo (* 1968), österreichischer Badmintonspieler
- Götschl, Johann (* 1939), österreichischer Philosoph und Wissenschaftstheoretiker
- Götschl, Renate (* 1975), österreichische SkirennläuferinRenate Götschl (* 1975)

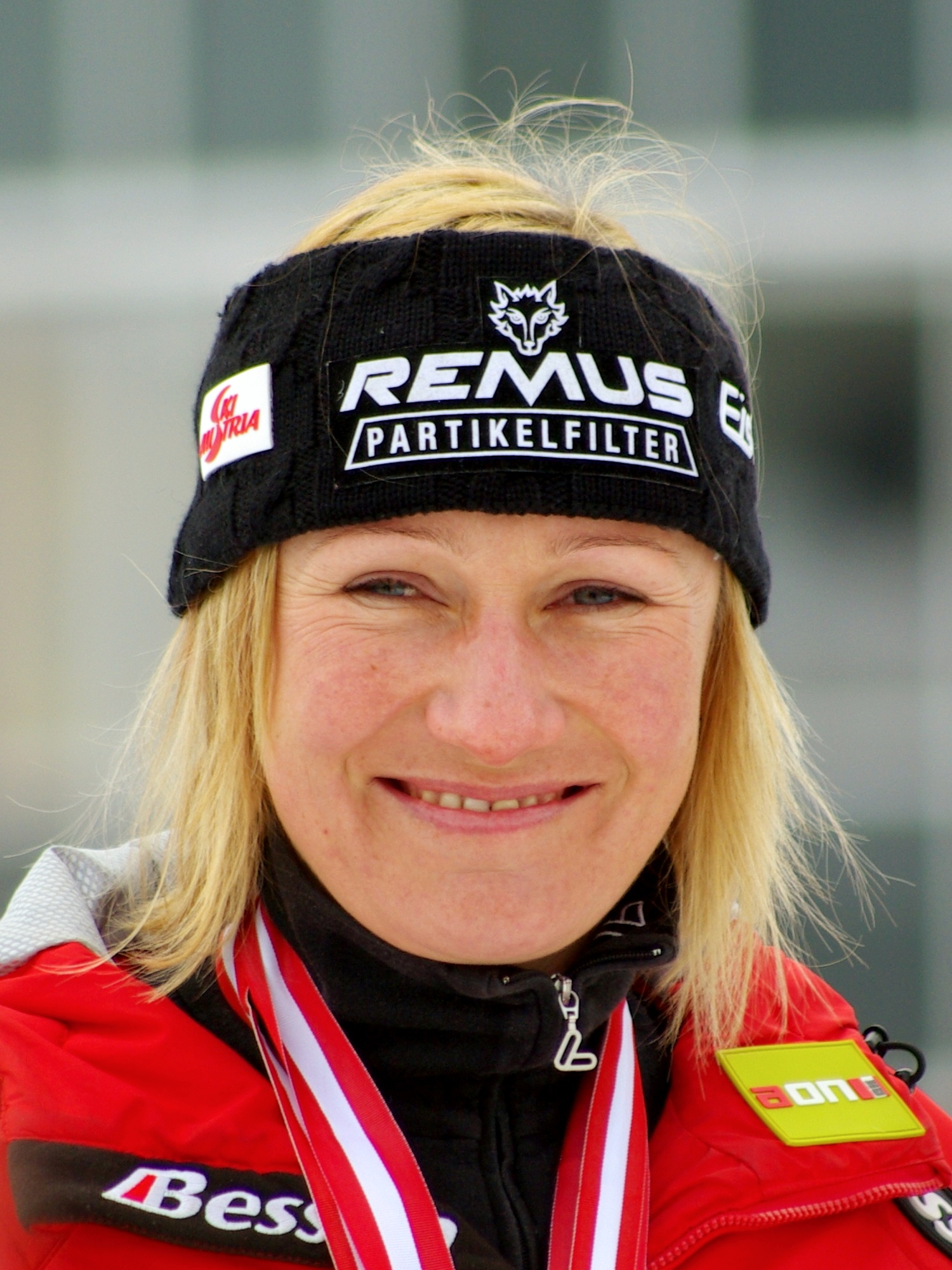
Renate Götschl (* 1975)

- Gotschlich, Emil (1870–1949), deutscher Arzt und Hygieniker
- Gotschlich, Emil C. (1935–2023), US-amerikanischer Bakteriologe und Immunologe
- Gotschlich, Helga (* 1938), deutsche Historikerin
- Götschmann, Dirk (* 1948), deutscher Historiker
- Götschmann, Georg Christian Heinrich (1857–1929), deutscher Bildhauer
- Gotscholeischwili, Giorgi (* 2001), georgischer Fußballspieler
- Götshangpa Gönpo Dorje (1189–1258), Meister der Drugpa-Kagyü-Schule des tibetischen Buddhismus, Gründer der Oberen Drugpa-Tradition
- Gotsiridze, Rusudan (* 1975), georgische baptistische Bischöfin
- Gotsis, Adam (* 1992), australischer American-Football-Spieler
- Gotsmann, Walter (1891–1961), deutscher Maler und Naturschützer
- Gotsmich, Alois (1895–1974), deutscher Klassischer Archäologe

### Gott
- Gott, Daniel (1794–1864), US-amerikanischer Jurist und Politiker
- Gott, Eddie (1876–1949), englischer Fußballspieler
- Gött, Emil (1864–1908), deutscher SchriftstellerEmil Gött (1864–1908)

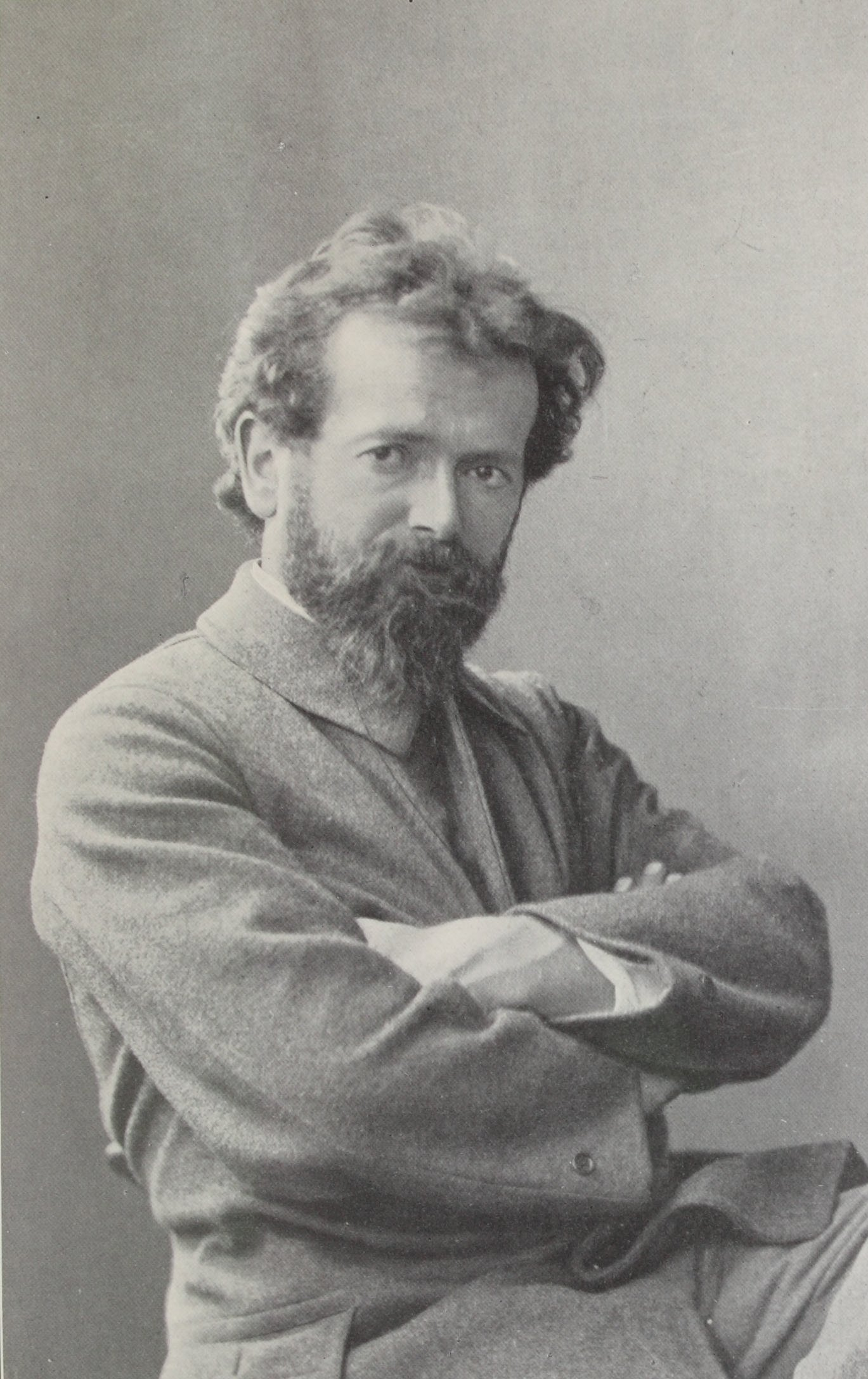
Emil Gött (1864–1908)

- Gött, Hans (1883–1974), deutscher Maler und Grafiker
- Gott, J. Richard (* 1947), US-amerikanischer Kosmologe
- Gött, Johann (1810–1888), siebenbürgischer Buchdrucker und Zeitungsverleger
- Gott, Karel (1939–2019), tschechischer Schlagersänger, Komponist, Schauspieler und MalerKarel Gott (1939–2019)

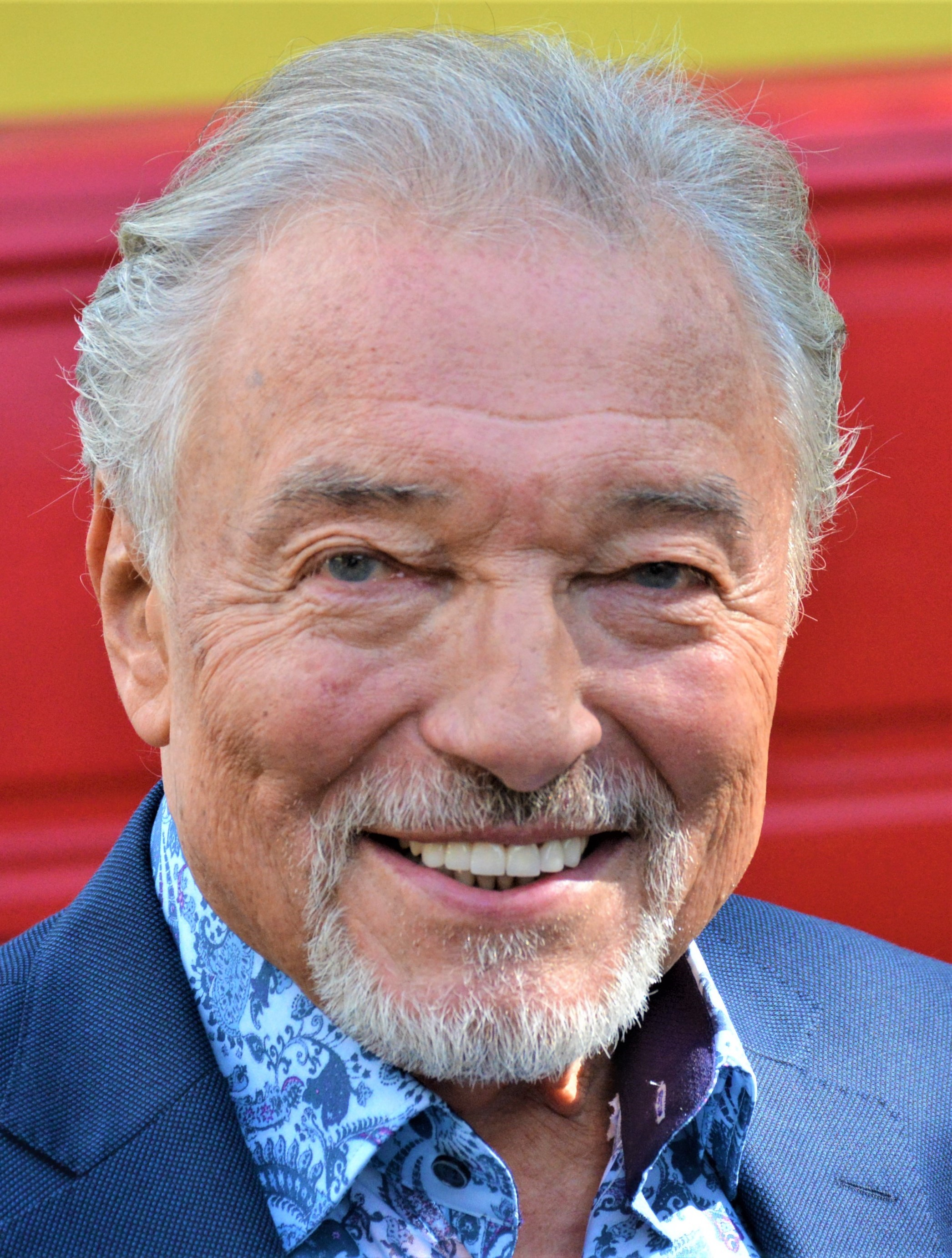
Karel Gott (1939–2019)

- Gott, Tommy (1895–1965), US-amerikanischer Jazztrompeter, Kornettist und Bandleader
- Gott, William (1897–1942), britischer Offizier im Ersten und Zweiten Weltkrieg

#### Gotta
- Gotta, Manfred (* 1947), deutscher Unternehmer
- Gotta, Martin der Ältere (* 1880), deutscher Maler und Kirchenmaler sowie Restaurator
- Gotta, Monica, Zellbiologin und Professorin an der Universität Genf
- Gotta, Salvatore (1887–1980), italienischer Schriftsteller
- Gottardi Cristelli, José (1923–2005), italienischer Salesianer Don Boscos, Missionar und römisch-katholischer Erzbischof
- Gottardi, Alessandro Maria (1912–2001), italienischer Erzbischof des Erzbistums Trient
- Gottardi, Gottardo (* 1961), Schweizer Großmeister im Fernschach
- Gottardi, Hugo (* 1953), argentinischer Fußballspieler
- Gottardi, Roberta (* 1964), italienische Klarinettistin
- Gottardi, Valentina (* 2002), italienische Beachvolleyballspielerin
- Gottardi, Vittore (1941–2015), Schweizer Fussballspieler
- Gottardo, Wilson (* 1963), brasilianischer Fußballspieler
- Gottas, Friedrich (1940–2020), österreichischer Historiker
- Gottau, Jorge (1917–1994), argentinischer Geistlicher, römisch-katholischer Bischof

#### Gottb
- Gottberg, Anni von (1885–1958), deutsches Mitglied des Brandenburgischen Provinzialbruderrates der Bekennenden Kirche
- Gottberg, Christian Ludwig Friedrich von (1789–1850), Landrat im Landkreis Stolp
- Gottberg, Curt von (1896–1945), deutscher SS-Obergruppenführer
- Gottberg, Franz Wilhelm von (1824–1869), deutscher Beamter, Regierungsrat und Deichhauptmann
- Gottberg, Hans Hugo Erdmann von (1812–1890), preußischer Politiker
- Gottberg, Heinrich von (1864–1931), deutscher Verwaltungsbeamter
- Gottberg, Jakob, schwedischer Admiral
- Gottberg, Otto von (1831–1913), deutscher Gutsbesitzer, preußischer Landrat und Politiker
- Gottberg, Rasmus von (1932–2010), deutscher Schriftsteller, Regisseur und Produzent
- Gottberg, Richard von (1833–1910), preußischer Generalleutnant
- Gottberg, Walter von (1823–1885), preußischer General der Infanterie
- Gottberg, Wilhelm von (* 1940), deutscher Politiker (CDU, AfD) und VertriebenenfunktionärWilhelm von Gottberg (* 1940)

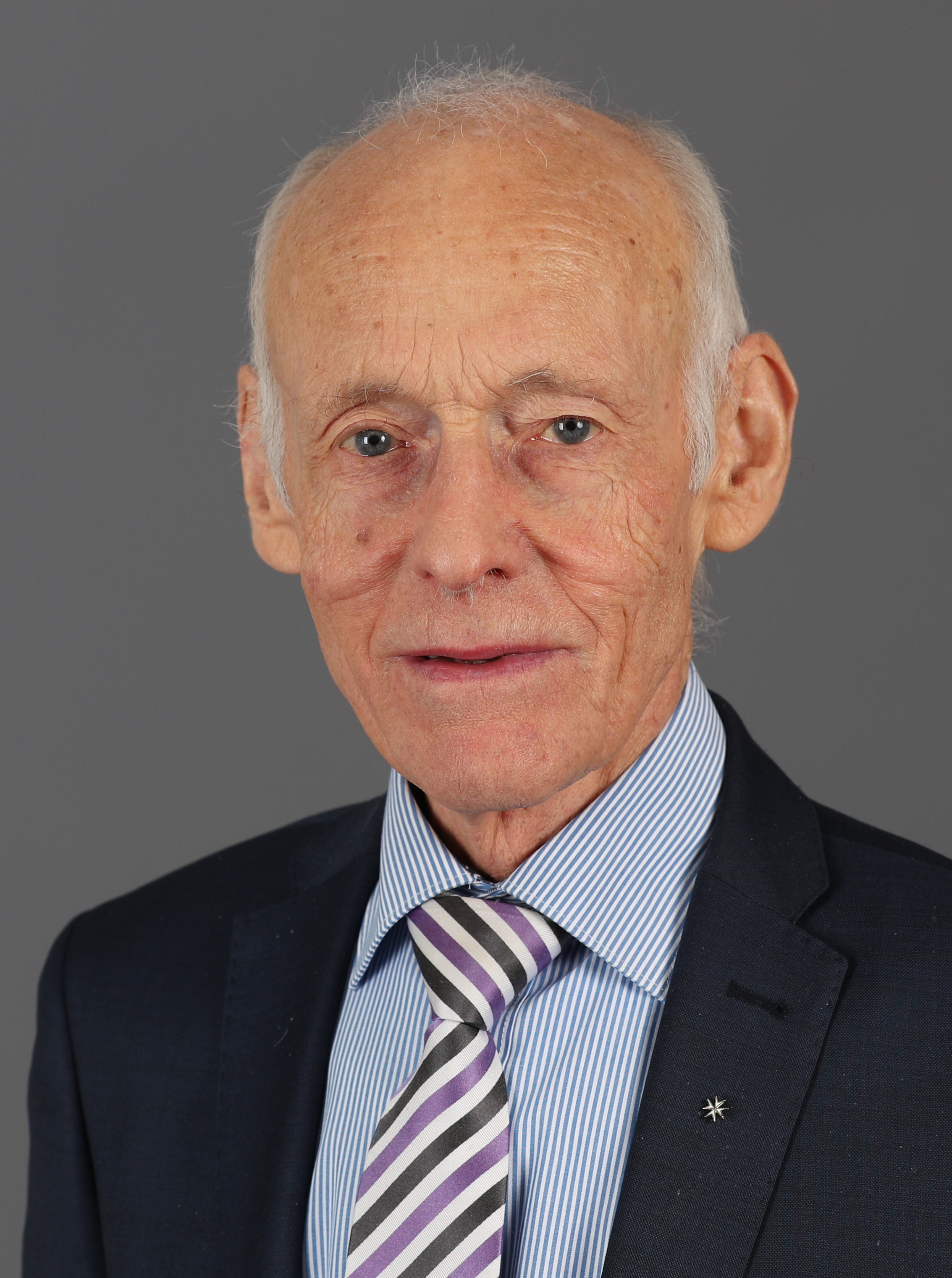
Wilhelm von Gottberg (* 1940)

- Gottberg, Wolf von (1865–1938), deutscher Verwaltungsbeamter
- Gottbill, Johann Christoph (1768–1828), deutscher Hüttenbesitzer und Bürgermeister
- Gottbill, Ludwig Karl (1731–1799), deutscher Hüttenbesitzer und Bürgermeister der Stadt Trier
- Gottburgsen, Anna (1896–1988), deutsche Malerin
- Gottburgsen, Paul (1832–1903), deutscher Jurist und Politiker (NLP), MdR, Bürgermeister

#### Gotte
- Götte, August (1901–1983), deutscher Mineraloge und Hochschullehrer
- Gotte, Christiane (* 1988), deutsche Fußballspielerin
- Götte, Jeannette (* 1979), deutsche Fußballspielerin
- Götte, Klaus (1932–2009), deutscher Bank- und Industriemanager
- Götte, Klaus (1936–2024), deutscher Schauspieler, Theaterregisseur und Hörspielsprecher
- Götte, Michael (* 1979), Schweizer Politiker (SVP)Michael Götte (* 1979)

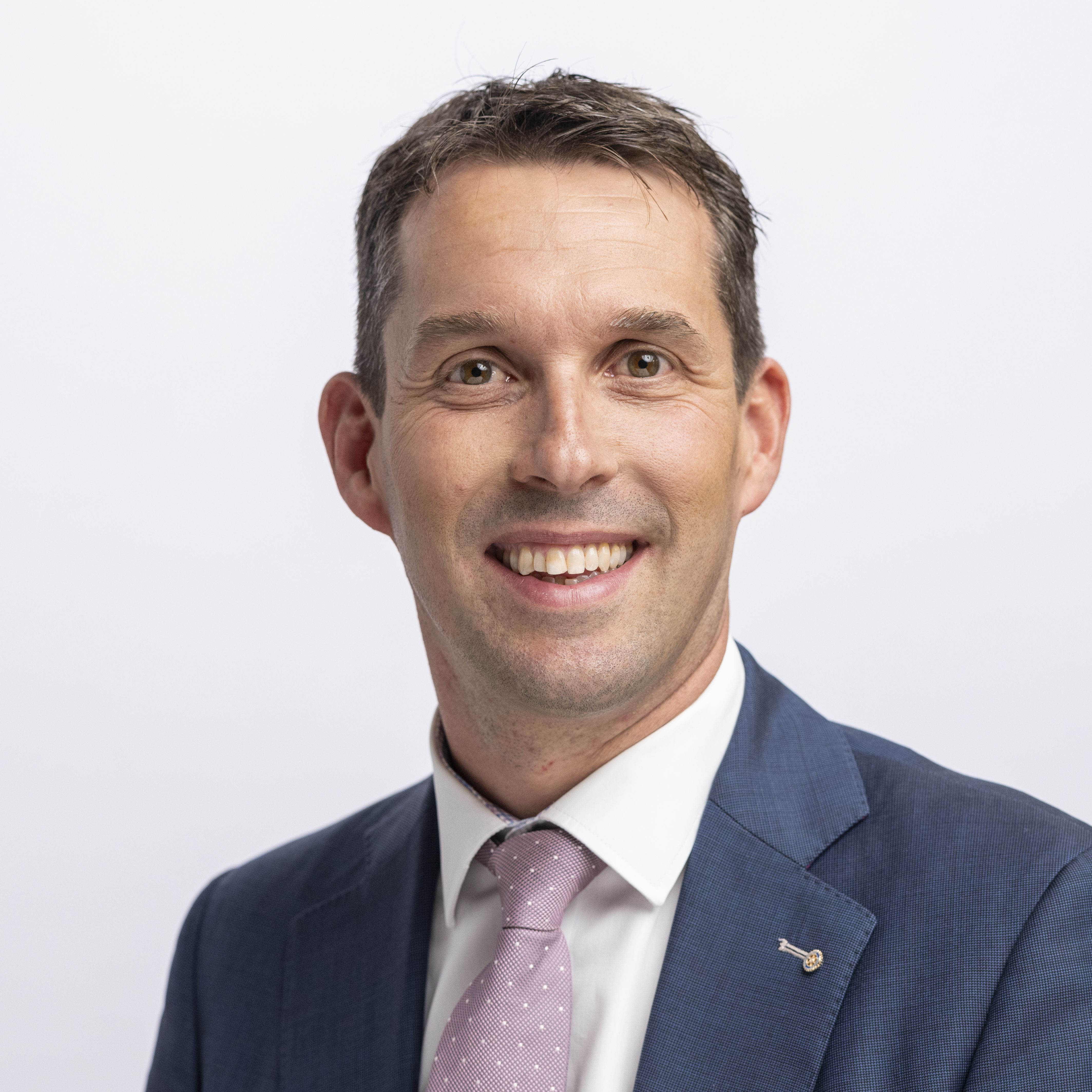
Michael Götte (* 1979)

- Götte, Rose (* 1938), deutsche Journalistin, Erziehungswissenschaftlerin und Politikerin (SPD), MdB, MdL
- Götte, Rüdiger (* 1969), deutscher Sachbuchautor
- Götte, Wilhelm (1807–1839), deutscher Philologe, Philosoph und Journalist
- Gotte, Wolfgang (1929–2002), deutscher Geologe
- Gottehrer, Richard, US-amerikanischer Songwriter, Musikproduzent und Gründer von Sire Records
- Göttel, Moritz (* 1993), deutscher Fußballspieler
- Göttel, Rolf (1944–2023), deutscher Schiedsrichter und Stadionsprecher
- Göttel, Sabine (* 1961), deutsche Dramaturgin, Autorin, Lyrikerin, Kulturmanagerin und Dozentin
- Göttelmann, Heribert (* 1936), deutscher Generalmajor des Heeres der Bundeswehr
- Göttelmann, Karl (1858–1928), Oberbürgermeister von Mainz
- Göttelmann, Stefan (* 1963), deutscher Kirchenmusiker und Organist
- Göttelmann, Wolfgang (1935–2025), deutscher Diplomat
- Gottemoeller, Rose (* 1953), US-amerikanische Diplomatin
- Götten, Gabriel Wilhelm (1708–1781), deutscher lutherischer Theologe
- Gottenkieny, Gustav (1896–1959), Schweizer Fussballspieler
- Gotter, Agnes (* 1573), deutsche Frau, wegen Hexerei angeklagt
- Gotter, Friedrich Gotthelf (1682–1746), deutscher evangelisch-lutherischer Theologe und Pädagoge
- Gotter, Friedrich Wilhelm (1746–1797), deutscher Schriftsteller
- Gotter, Gustav Adolf von (1692–1762), deutscher DiplomatGustav Adolf von Gotter (1692–1762)

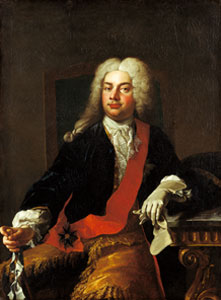
Gustav Adolf von Gotter (1692–1762)

- Gotter, Heinrich Ludwig von († 1782), preußischer Oberstleutnant, Chef des Garnisonsbataillons Nr. 4
- Gotter, Hervé Mattia (* 2004), italienischer Fußballspieler
- Gotter, Ludwig Andreas (1661–1735), deutscher Jurist und Kirchenlieddichter
- Gotter, Pauline (1786–1854), Ehefrau Friedrich Wilhelm Schellings
- Götter, Rainer (1946–2007), deutscher Fußballspieler
- Gotter, Ulrich (* 1964), deutscher Althistoriker und Hochschullehrer
- Gottert, Friedrich (* 1864), württembergischer Oberamtmann
- Göttert, Joachim († 1988), deutscher Boxveranstalter und -promoter
- Göttert, Karl-Heinz (* 1943), deutscher Germanist und emeritierter Professor für Germanistik an der Universität zu KölnKarl-Heinz Göttert (* 1943)

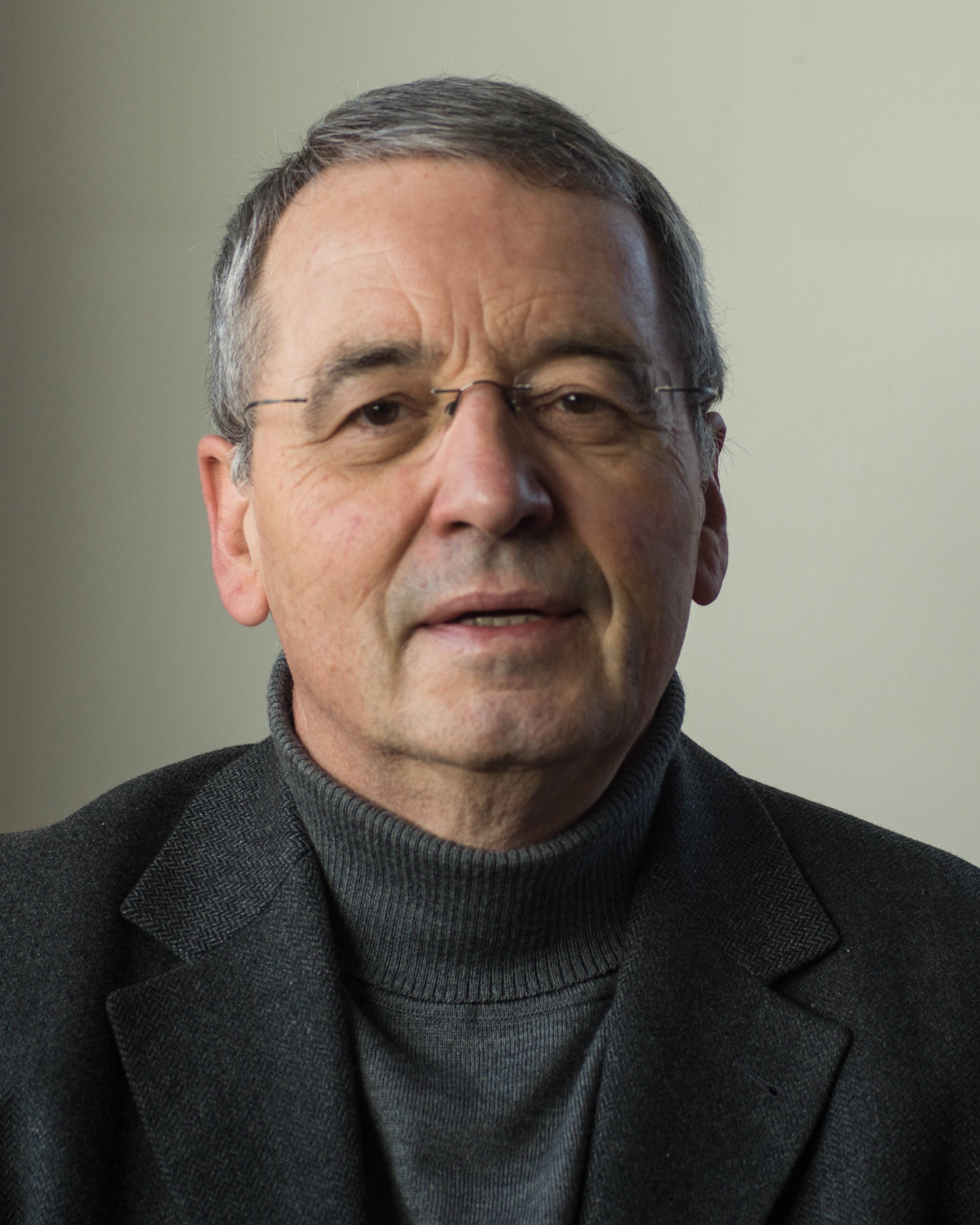
Karl-Heinz Göttert (* 1943)

- Gottert, Ursula-Rosamaria (* 1954), deutsche Schauspielerin
- Göttert, Willi (1911–2008), deutscher Pfarrer und Friedensaktivist
- Gottesheim, Friedrich Heinrich von (1749–1808), österreichischer Feldmarschallleutnant
- Gottesleben, Leo (1909–1983), deutscher Politiker (CDU), MdB
- Gottesman, Irving (1930–2016), US-amerikanischer Psychologe und Psychiater
- Gottesman, Julián (* 1994), uruguayischer Fußballspieler
- Gottesman, Ruth (* 1930), US-amerikanische Medizinerin im Bereich Pädagogische Psychologie
- Gottesman, Susan (* 1945), US-amerikanische Mikrobiologin
- Gottet, Stephan (1940–2024), Schweizer Zahnarzt und Buchautor

#### Gottf
- Gottfarstein, Joseph (1903–1980), Historiker u. Philologe
- Göttfert, Constantin (* 1979), österreichischer Autor
- Göttfert, Otto (1917–2006), deutscher Maschinenbauer, Pionier der Rheologie
- Gottfredson, Floyd (1905–1986), US-amerikanischer Comiczeichner und -texter, Cartoonist sowie Maler
- Gottfredson, Linda (* 1947), US-amerikanische Psychologin
- Gottfredson, Michael R. (* 1951), US-amerikanischer Kriminologe und Soziologe
- Gottfridsson, Jim (* 1992), schwedischer HandballspielerJim Gottfridsson (* 1992)

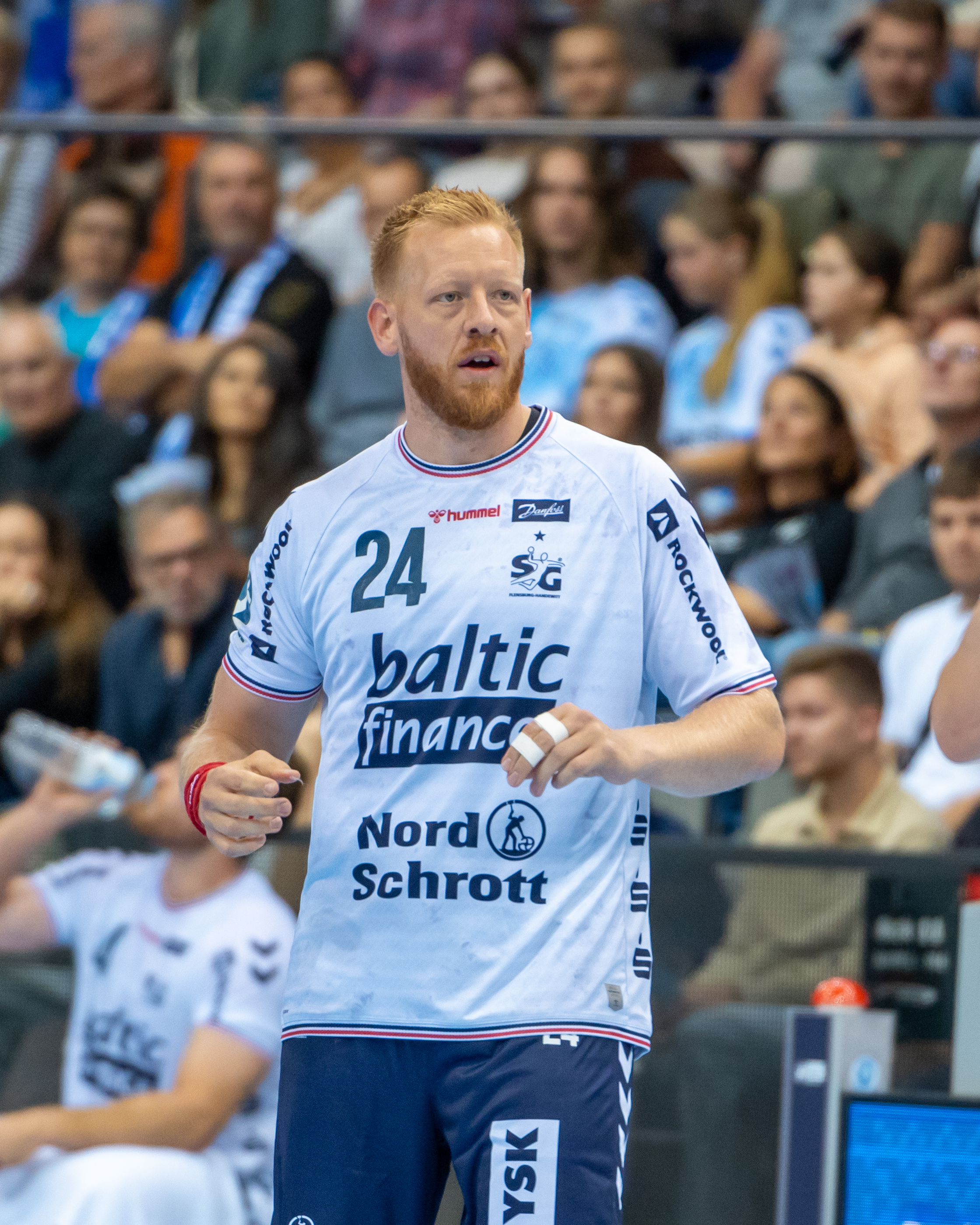
Jim Gottfridsson (* 1992)

- Gottfried, Sohn von Drogo von der Champagne
- Gottfried († 885), dänischer Königssohn, Markgraf von Friesland
- Gottfried († 1048), Graf von Angoulême
- Gottfried, Erster Bischof des Bistums Ösel-Wiek
- Gottfried († 1265), Benediktinerabt in Liesborn
- Gottfried († 1139), Graf von Château-Porcien und von Namur
- Gottfried († 1213), deutscher Benediktinerabt
- Gottfried Burel, französischer Kreuzfahrer
- Gottfried der Gefangene († 998), Graf von Verdun; Markgraf von Ename; Markgraf von Antwerpen; Graf im Bidgau; Graf im Methingau; Graf im Hennegau; Vogt von Saint Hubert und Mouzon
- Gottfried der Roller von Gültstein, Ritter in Gültstein
- Gottfried Hagen (1230–1299), mittelalterlicher Autor, Stadtschreiber, Jurist und Pfarrer
- Gottfried Haraldsson, Wikingerfürst
- Gottfried I. († 987), Graf von Anjou
- Gottfried I. († 1008), Herzog von Bretagne
- Gottfried I., Graf von Provence
- Gottfried I. († 1080), Herr von Joinville, Graf von Joigny
- Gottfried I., Burggraf von Utrecht und Graf von Werl-Arnsberg
- Gottfried I. († 1316), Graf von Böblingen, Pfalzgraf von Tübingen
- Gottfried I. († 964), Graf im Hennegau, Graf im Gillgau und Herzog von Niederlothringen
- Gottfried I., Graf von Gâtinais
- Gottfried I. (1099–1168), Graf von Wegebach-Ziegenhain (1141–1168)
- Gottfried I. († 1223), Adliger
- Gottfried I. († 1271), Graf von Habsburg-Laufenburg, nannte sich Graf im Zürichgau
- Gottfried I. von Bülow († 1314), Kanonikus und Domherr zu Schwerin, Bischof von Schwerin
- Gottfried I. von Hohenlohe, Geheimrat der Staufer
- Gottfried I. von Rancon, Herr von Rancon und Taillebourg; Kreuzfahrer
- Gottfried I. von Villehardouin († 1228), Fürst von Achaia
- Gottfried II., Graf von Gâtinais
- Gottfried II. († 1096), Herr von Joinville, Graf von Joigny
- Gottfried II. († 1100), Graf von Mortagne, Graf von Perche
- Gottfried II., Graf von Vendôme und Herr von Preuilly
- Gottfried II. († 1197), Bischof von Würzburg
- Gottfried II., deutscher Adliger
- Gottfried II., Herr von Haifa
- Gottfried II. († 1023), Herzog in Niederlothringen
- Gottfried II. (1006–1060), Graf von Anjou
- Gottfried II. († 1142), Graf von Löwen-Brüssel und Landgraf von Brabant
- Gottfried II. (* 1156), regierender Graf von Ziegenhain
- Gottfried II. (1157–1235), Graf von Arnsberg (1185–1235)
- Gottfried II. (1158–1186), Herzog von BretagneGottfried II. (1158–1186)

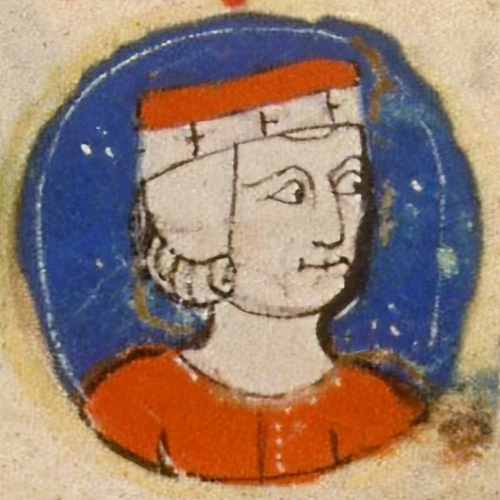
Gottfried II. (1158–1186)

- Gottfried II. († 1375), Graf von Habsburg-Laufenburg, Landgraf im Klettgau, Herr zu Alt-Rapperswil
- Gottfried II. von Admont († 1228), salzburgischer römisch-katholischer Geistlicher
- Gottfried II. von Apremont († 1250), Herr von Apremont-la-Forêt, Graf von Saarbrücken
- Gottfried II. von Lusignan, Herr von Montcontour, Vouvent und Mervent, Vizegraf von Châtellerault
- Gottfried II. von Raabs, Burggraf von Nürnberg
- Gottfried II. von Rancon († 1194), Herr von Rancon und Taillebourg, Kreuzfahrer
- Gottfried II. von Villehardouin (1195–1246), Fürst von Achaia
- Gottfried III. († 1069), Herzog von Niederlothringen, Markgraf von Tuszien
- Gottfried III. († 1188), Herr von Joinville und Seneschall von Champagne
- Gottfried III. († 1190), Graf von Löwen, Landgraf von Brabant, Markgraf von Antwerpen und Herzog von Niederlothringen
- Gottfried III. († 1202), Graf von Le Perche
- Gottfried III. (1040–1097), Graf von Anjou und Gâtinais
- Gottfried III. († 1218), Graf von Sponheim
- Gottfried III., Graf von Reichenbach
- Gottfried III., Graf von Arnsberg (1235–1285)
- Gottfried III., Adliger
- Gottfried III. von Raabs, Burggraf von Nürnberg
- Gottfried III. von Rancon († 1258), Herr von Rancon und Taillebourg
- Gottfried IV. († 1095), König von Man und der Inseln; König von Dublin
- Gottfried IV. († 1190), Herr von Joinville, Seneschall von Champagne sowie Teilnehmer am Dritten Kreuzzug
- Gottfried IV. († 1250), regierender Graf von Ziegenhain und Nidda
- Gottfried IV. († 1076), Herzog von NiederlothringenGottfried IV. († 1076)

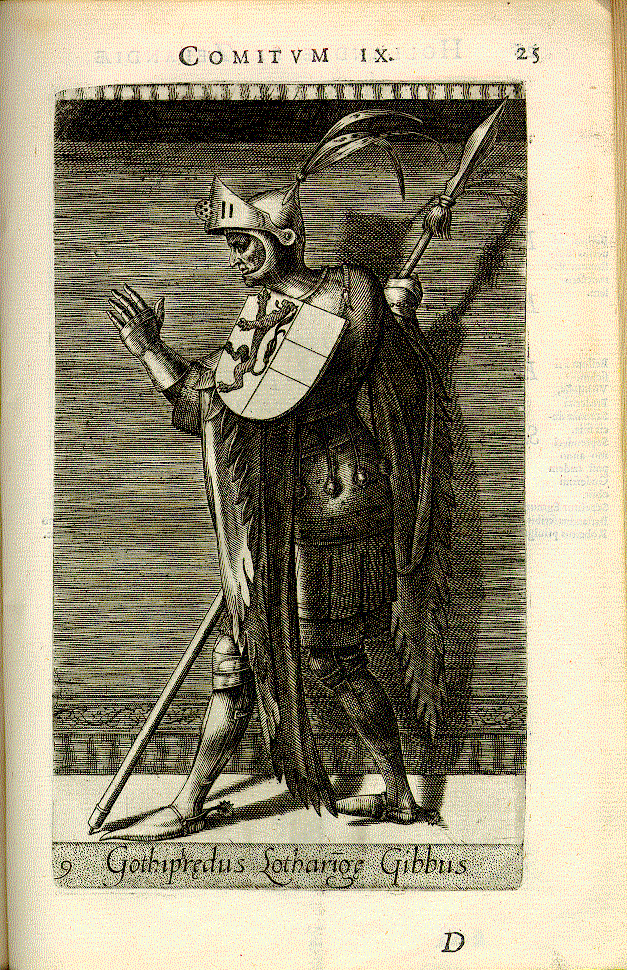
Gottfried IV. († 1076)

- Gottfried IV. († 1106), Erbgraf von Anjou
- Gottfried IV., Adliger
- Gottfried IV. († 1371), Graf der Grafschaft Arnsberg
- Gottfried IV. Schenk von Limpurg (1404–1455), Fürstbischof von Würzburg
- Gottfried Magnuson, König von Man
- Gottfried Poulain, Herr von Haifa
- Gottfried V. († 1187), König von Man und der Inseln
- Gottfried V. († 1272), regierender Graf von Ziegenhain
- Gottfried V. (1113–1151), Graf von Anjou, Maine und der Touraine, Herzog von NormandieGottfried V. (1113–1151)

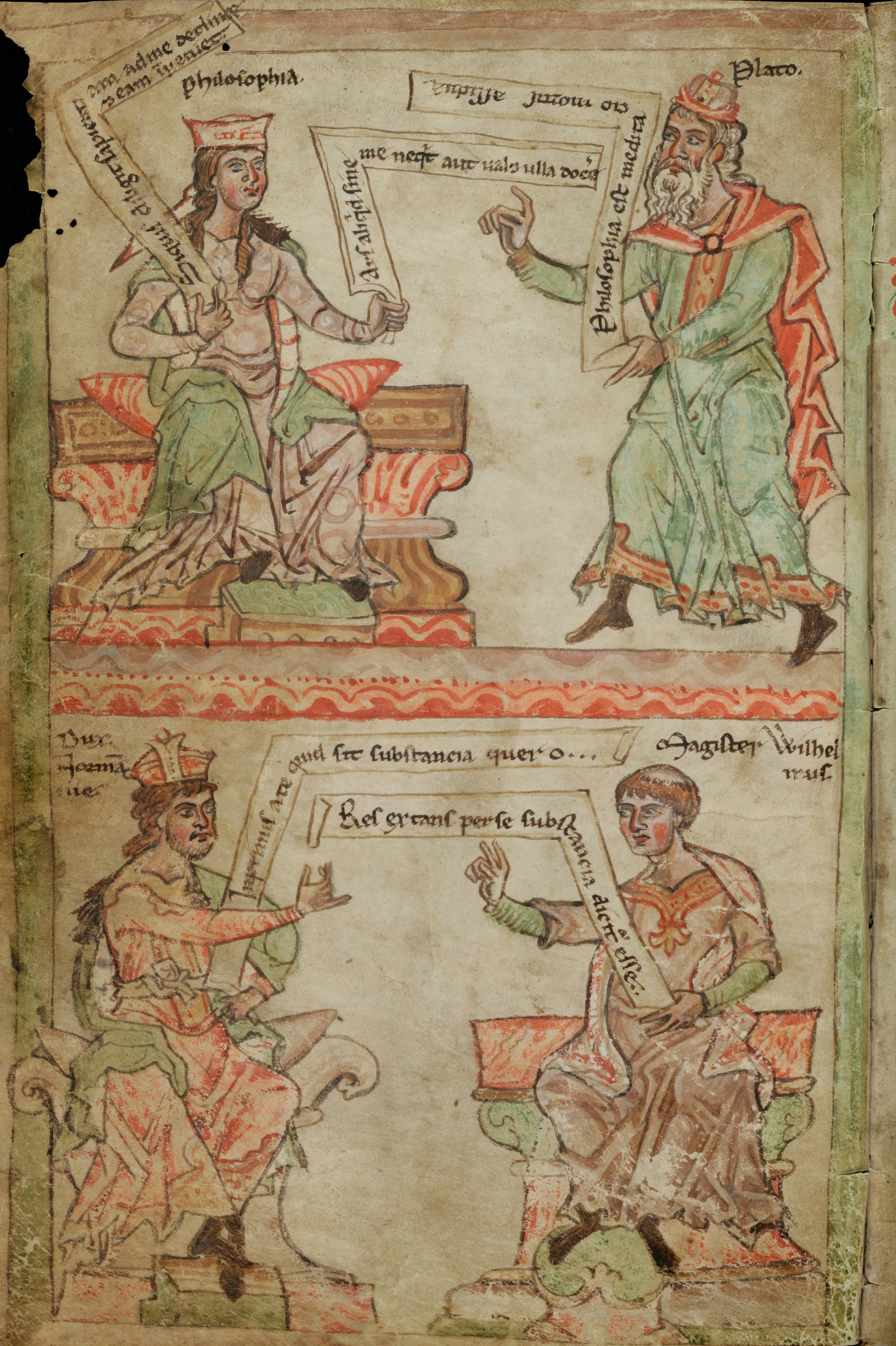
Gottfried V. (1113–1151)

- Gottfried V., Herr von Joinville, Seneschall von Champagne sowie Teilnehmer am Dritten und Vierten Kreuzzug
- Gottfried V., Adliger
- Gottfried VI. († 1250), Vizegraf von Châteaudun
- Gottfried VI. († 1139), Graf von Löwen-Brüssel und Landgraf von Brabant
- Gottfried VI. (1134–1158), Erbgraf von Anjou, Maine und Graf von Nantes
- Gottfried VI. (1262–1304), regierender Graf von Ziegenhain
- Gottfried VII., Graf von Ziegenhain und Nidda
- Gottfried VIII. († 1394), regierender Graf von Ziegenhain und Nidda
- Gottfried von Admont († 1165), Abt des Klosters Admont (1138–1165)
- Gottfried von Aerschot († 1302), Herr von Aerschot und Vierzon
- Gottfried von Amiens (1066–1115), französischer Priester, Bischof von Amiens und Heiliger
- Gottfried von Arnsberg († 1363), römisch-katholischer Bischof
- Gottfried von Auxerre, Zisterzienser, Abt und Biograph
- Gottfried von Beselich, Prämonstratenser, Klosterstifter und Bauherr
- Gottfried von Bouillon († 1100), Heerführer beim Ersten Kreuzzug; erster Regent des Königreichs JerusalemGottfried von Bouillon († 1100)

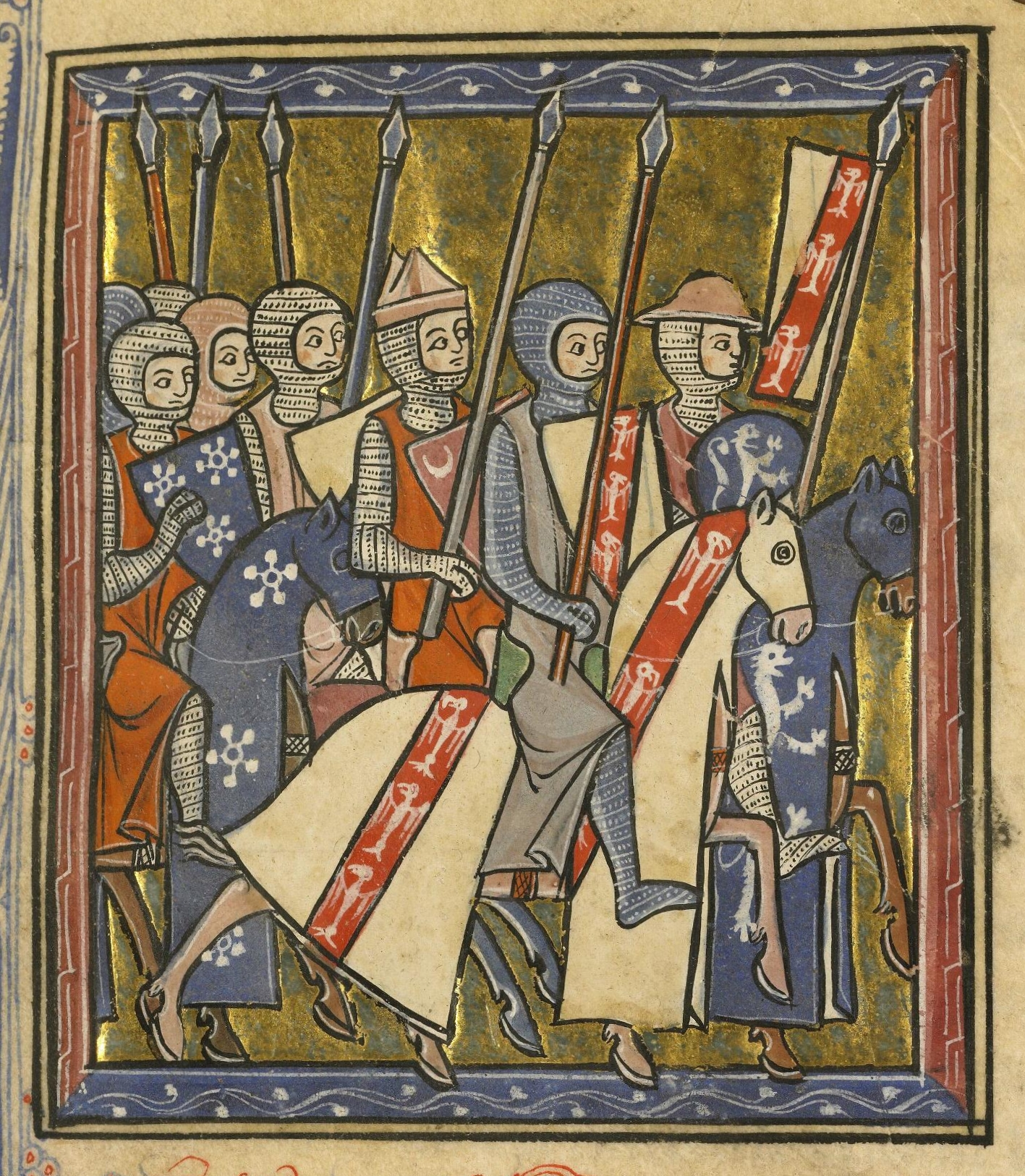
Gottfried von Bouillon († 1100)

- Gottfried von Bures († 1119), französischer Kreuzritter
- Gottfried von Burton, normannischer Benediktiner
- Gottfried von Calw († 1131), Graf von Calw und Pfalzgraf bei Rhein (1113–1126)
- Gottfried von Cappenberg († 1127), westfälischer Graf, Prämonstratenser und Heiliger
- Gottfried von Cremon († 1300), Lübecker Ratsherr
- Gottfried von Esch, Kreuzritter des Ersten Kreuzzugs
- Gottfried von Falmagne († 1128), Erzbischof von Trier (1124–1127)
- Gottfried von Fontaines, Philosoph und Theologe der Scholastik
- Gottfried von Hamburg († 1110), Graf von Hamburg
- Gottfried von Hexenagger († 1314), Bischof von Freising
- Gottfried von Holthausen († 1326), Domherr in Münster
- Gottfried von Hövel, Domherr in Münster und bischöflicher Offizial
- Gottfried von Isenberg († 1247), Domherr in Münster und Propst in Osnabrück
- Gottfried von Jülich, Graf im Jülichgau
- Gottfried von Lohn († 1247), Domdechant in Münster
- Gottfried von Lusignan († 1216), Graf von Jaffa und Askalon
- Gottfried von Neifen, deutschsprachiger Minnesänger
- Gottfried von Padberg († 1343), Abt des Klosters Grafschaft
- Gottfried von Passau († 1285), Bischof von Passau
- Gottfried von Porhoët (1082–1141), Graf von Porhoët, Regent der Bretagne
- Gottfried von Rechede, Domherr in Münster
- Gottfried von Rechede, Vizedominus und Domherr in Münster
- Gottfried von Rechede († 1271), Domherr in Münster
- Gottfried von Rhenen († 1178), Bischof von Utrecht
- Gottfried von Saint-Omer, flämischer Ritter, Mitgründer des TemplerordensGottfried von Saint-Omer

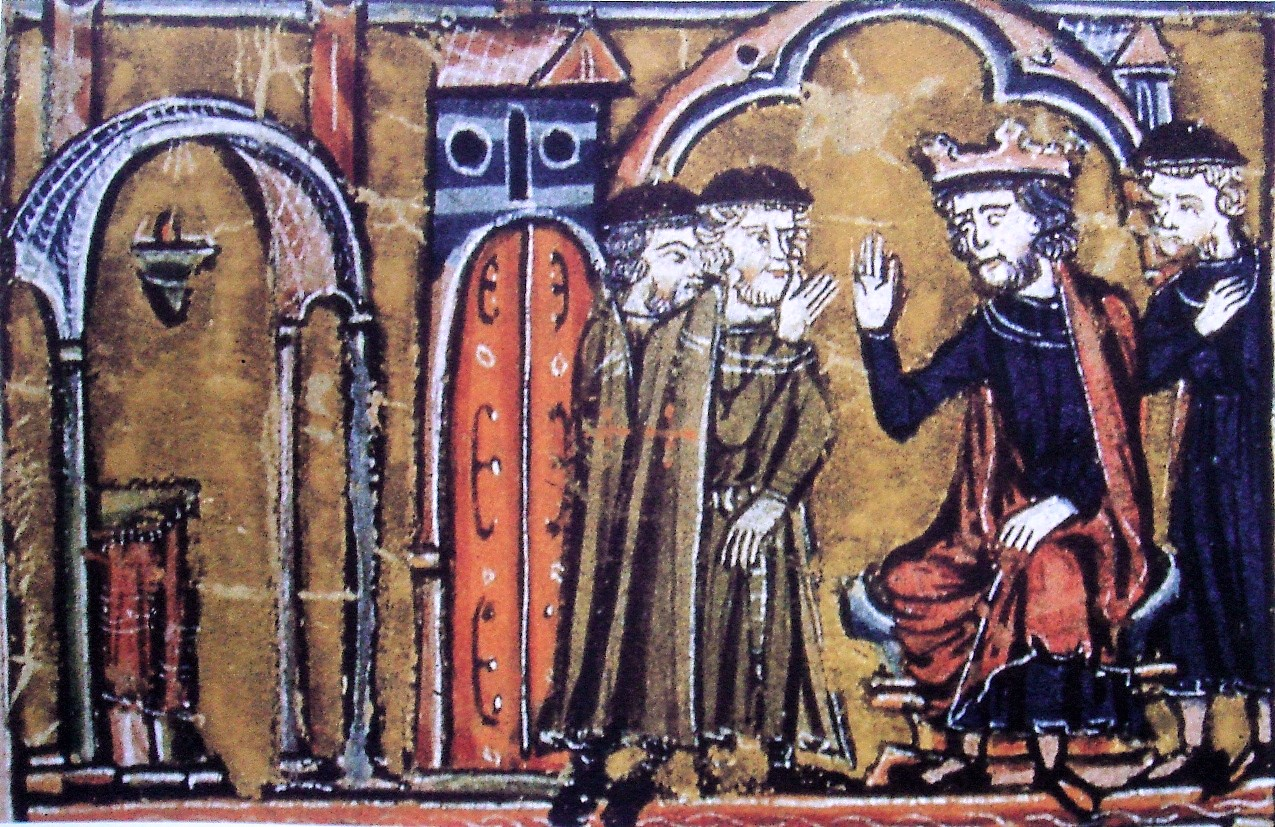
Gottfried von Saint-Omer

- Gottfried von Schlüsselberg († 1308), deutscher Klostergründer
- Gottfried von Schwarzburg, Domherr in Münster
- Gottfried von Spitzenberg (1132–1190), Bischof von Würzburg
- Gottfried von St. Victor, französischer Augustiner-Chorherr, Philosoph und Theologe
- Gottfried von Straßburg, mittelhochdeutscher DichterGottfried von Straßburg

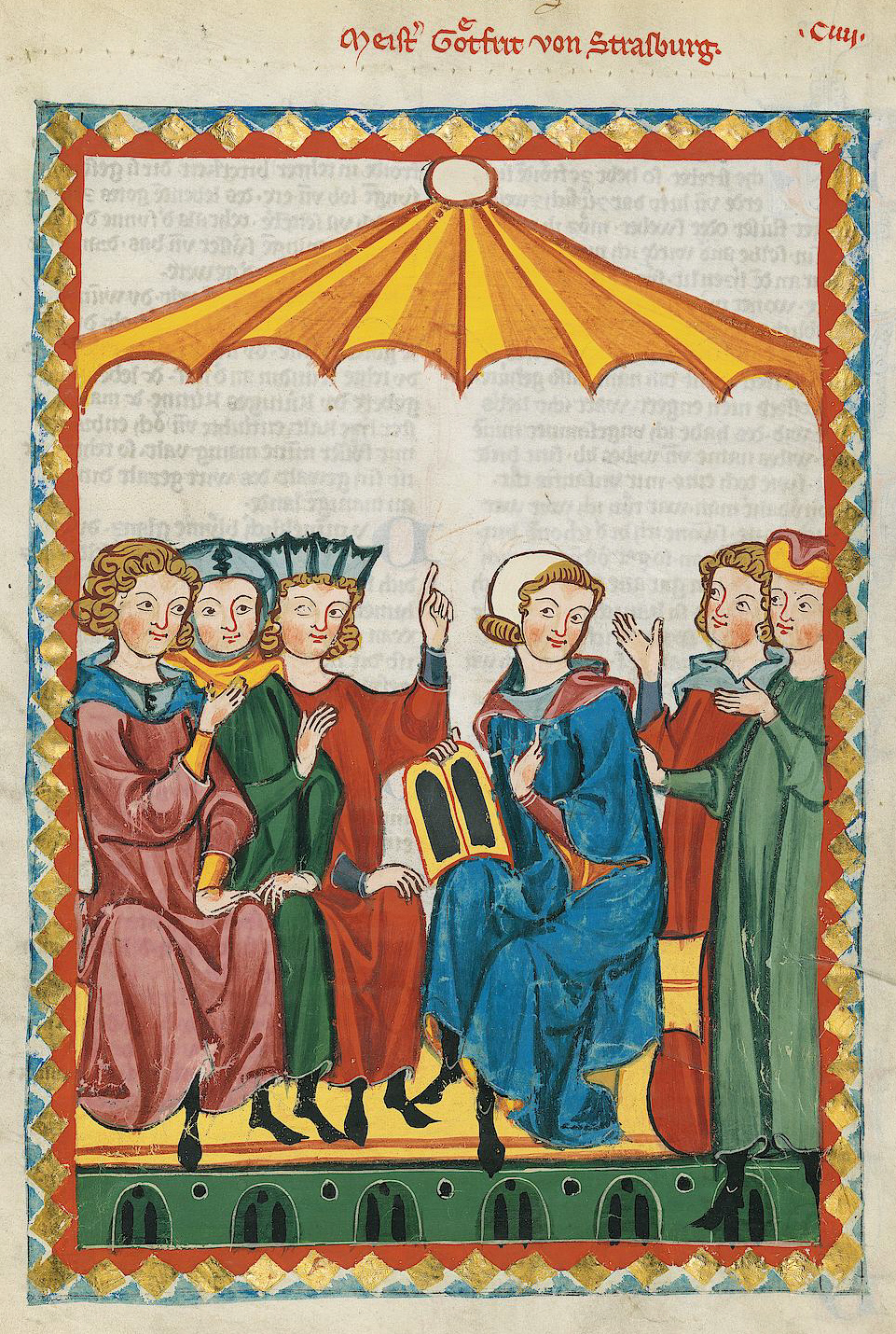
Gottfried von Straßburg

- Gottfried von Vaihingen († 1234), Graf im Enzgau und Gründer der Stadt Vaihingen an der Enz
- Gottfried von Villehardouin, Kreuzritter und Chronist
- Gottfried von Viterbo, Geschichtsschreiber und Dichter
- Gottfried von Waldeck († 1324), Bischof von Minden
- Gottfried von Weißeneck († 1362), Bischof von Passau
- Gottfried von Witten († 1399), Domherr in Münster
- Gottfried von Xanten, Propst von St. Severin (Köln), St. Viktor (Xanten) und gewählter Erzbischof von Köln
- Gottfried, Alexander (* 1985), deutscher Radrennfahrer
- Gottfried, Alfred (1924–2023), deutscher Architekt
- Gottfried, Brian (* 1952), US-amerikanischer Tennisspieler
- Gottfried, Gesche (1785–1831), deutsche SerienmörderinGesche Gottfried (1785–1831)

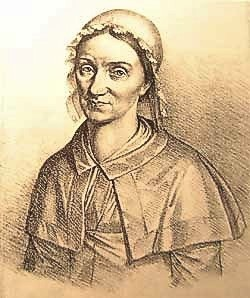
Gesche Gottfried (1785–1831)

- Gottfried, Gilbert (1955–2022), US-amerikanischer Schauspieler und Komiker
- Gottfried, Hermann (1929–2015), deutscher Glasmaler
- Gottfried, Howard (1923–2017), US-amerikanischer Filmproduzent
- Gottfried, Johann Adam (1726–1773), deutscher evangelischer Geistlicher, Privatlehrer und Schriftsteller
- Gottfried, Johann Ludwig (1584–1633), deutscher Theologe, Übersetzer, Autor, Herausgeber und Korrektor
- Gottfried, Kurt (1929–2022), austroamerikanischer theoretischer Physiker
- Gottfried, Oswald (1869–1949), deutscher Landschafts- und Porträtmaler
- Gottfried, Paul (* 1941), US-amerikanischer Politikwissenschaftler und Autor
- Gottfried, Stefan (* 1971), österreichischer Cembalist, Pianist, Hornist und Dirigent
- Gottfried, Willy (1896–1968), deutscher Radrennfahrer
- Gottfried, Wolfram (* 1931), deutscher Schwimmsportler
- Gottfried-Frost, Annemarie (1924–2022), deutsche Künstlerin
- Gottfriedsen, Bernd (1911–1992), deutscher Jurist sowie Diplomat und Adjutant Joachim von Ribbentrops
- Gottfriedt, Dirk (* 1944), deutscher Bildhauer
- Gottfurcht, Hans (1896–1982), deutscher Gewerkschafter und Widerstandskämpfer

#### Gottg
- Göttgens, Olaf (1965–2011), deutscher Manager
- Gottgetreu, Erich (1903–1981), deutsch-israelischer Journalist
- Gottgetreu, Moritz (1813–1885), deutscher Architekt und Hofbaumeister in Potsdam
- Gottgetreu, Rudolf (1821–1890), deutscher Architekt und Hochschullehrer

#### Gotth
- Gotthard, Axel (* 1959), deutscher Historiker
- Gotthard, Johann Christian († 1813), deutscher Ökonom, Autor und Hochschullehrer
- Gotthard, Kaspar († 1526), deutscher Prämonstratenserabt
- Gotthardi, Franz (1750–1795), österreichisch-ungarischer Polizeibeamter
- Gotthardt, Ernst (1908–1976), deutscher Geodät, Photogrammeter und Hochschullehrer
- Gotthardt, Evy, deutsche Schauspielerin
- Gotthardt, Frank (* 1950), deutscher Informatiker und Unternehmer
- Gotthardt, Frank (* 1970), deutscher Politiker (CDU), MdLFrank Gotthardt (* 1970)

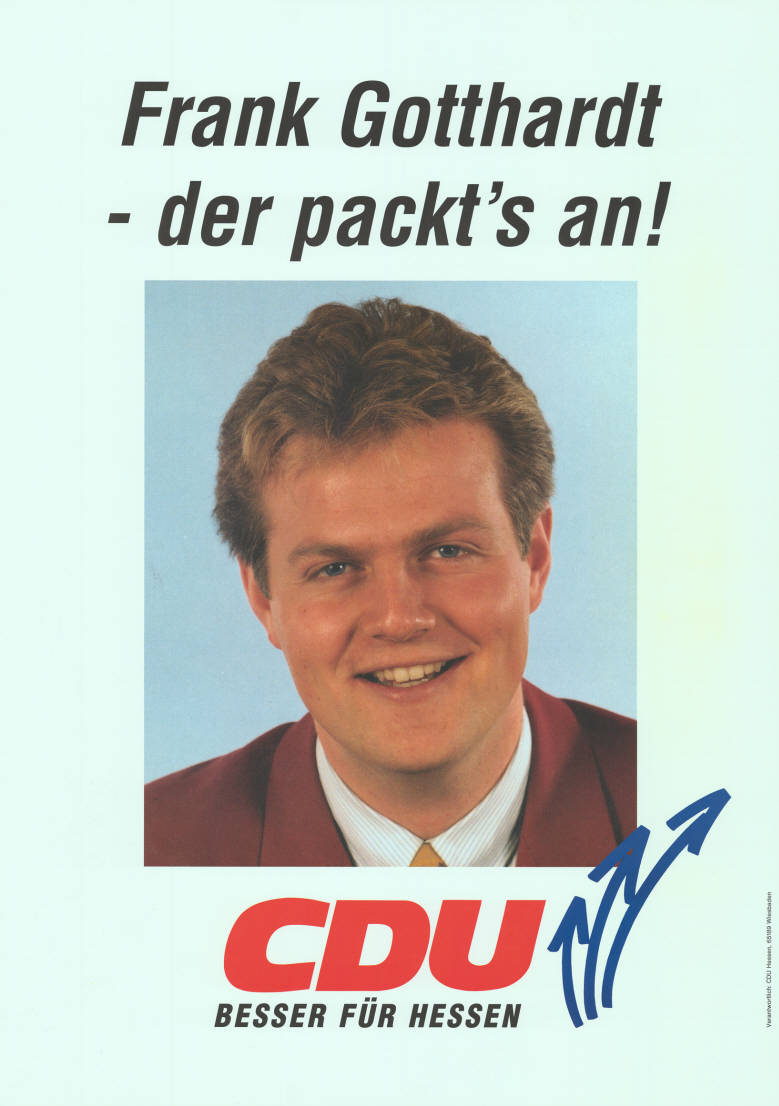
Frank Gotthardt (* 1970)

- Gotthardt, Hermann (1901–1949), deutscher Staatsbeamter, welcher die Arisierung jüdischen Eigentums mitorganisierte
- Gotthardt, Josef Georg (1907–1976), deutscher Politiker (CDU), MdL
- Gotthardt, Kai (* 1995), deutscher Dartspieler
- Gotthardt, Louis (1870–1932), Kaufmann und Landtagsabgeordneter
- Gotthardt, Peter (* 1941), deutscher Komponist, Musiker und Verleger
- Gotthardt, Tobias (* 1977), deutscher Politiker (Freie Wähler), MdLTobias Gotthardt (* 1977)

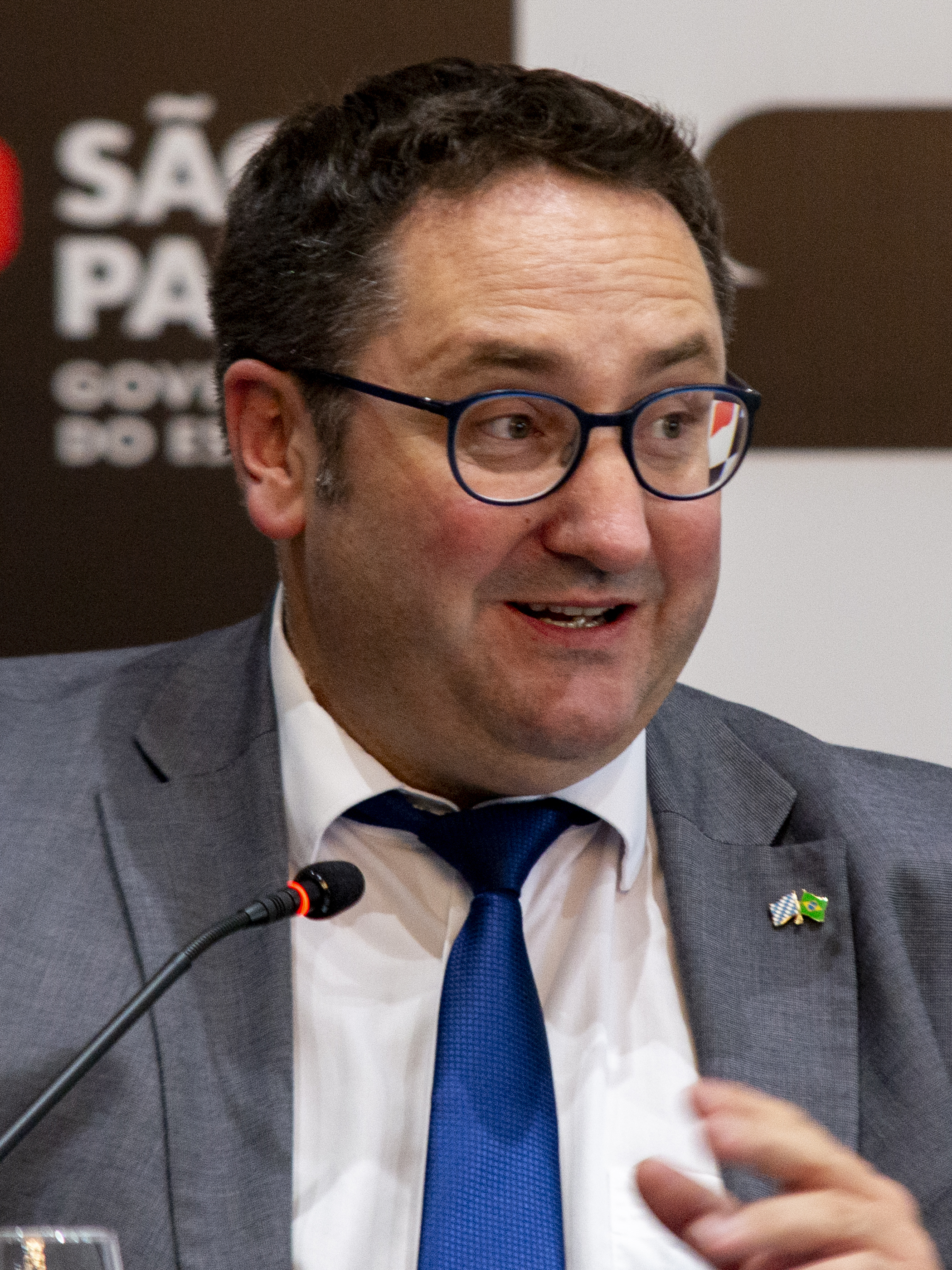
Tobias Gotthardt (* 1977)

- Gotthardt, Verena (* 1996), österreichische Schriftstellerin und Fotografin
- Gotthart, Georg († 1619), Eisenkrämer und Dichter, Verfasser von drei Spielen
- Gotthart, Johannes Wilhelm (1592–1649), Schweizer Geistlicher, Theologe, Lehrer und Autor
- Gotthartsleitner, Stefan (* 1990), österreichischer Fußballspieler
- Gottheil, Gustav (1827–1903), US-amerikanischer Reformrabbiner
- Gottheil, Julius (1810–1868), deutscher Zeichner, Lithograph, Fotograf, Schausteller und Maler
- Gottheil, Lea (* 1975), Schweizer Schriftstellerin
- Gottheil, Richard (1862–1936), US-amerikanischer Rabbiner und Zionist
- Gottheil, Walther (1860–1885), deutscher Schriftsteller
- Gottheim, Larry (* 1936), US-amerikanischer Filmkünstler
- Gottheimer, Josh (* 1975), US-amerikanischer Politiker
- Gottheiner, Albert (1878–1947), deutscher Architekt
- Gottheiner, Georg (1879–1956), deutscher Verwaltungsjurist und Politiker (DNVP), MdR
- Gottheiner, Paul (1838–1919), deutscher Architekt und Baubeamter
- Gotthelf, Herta (1902–1963), deutsche Politikerin (SPD)
- Gotthelf, Jens (* 1968), dänischer Schauspieler
- Gotthelf, Jeremias (1797–1854), Schweizer Schriftsteller und PfarrerJeremias Gotthelf (1797–1854)

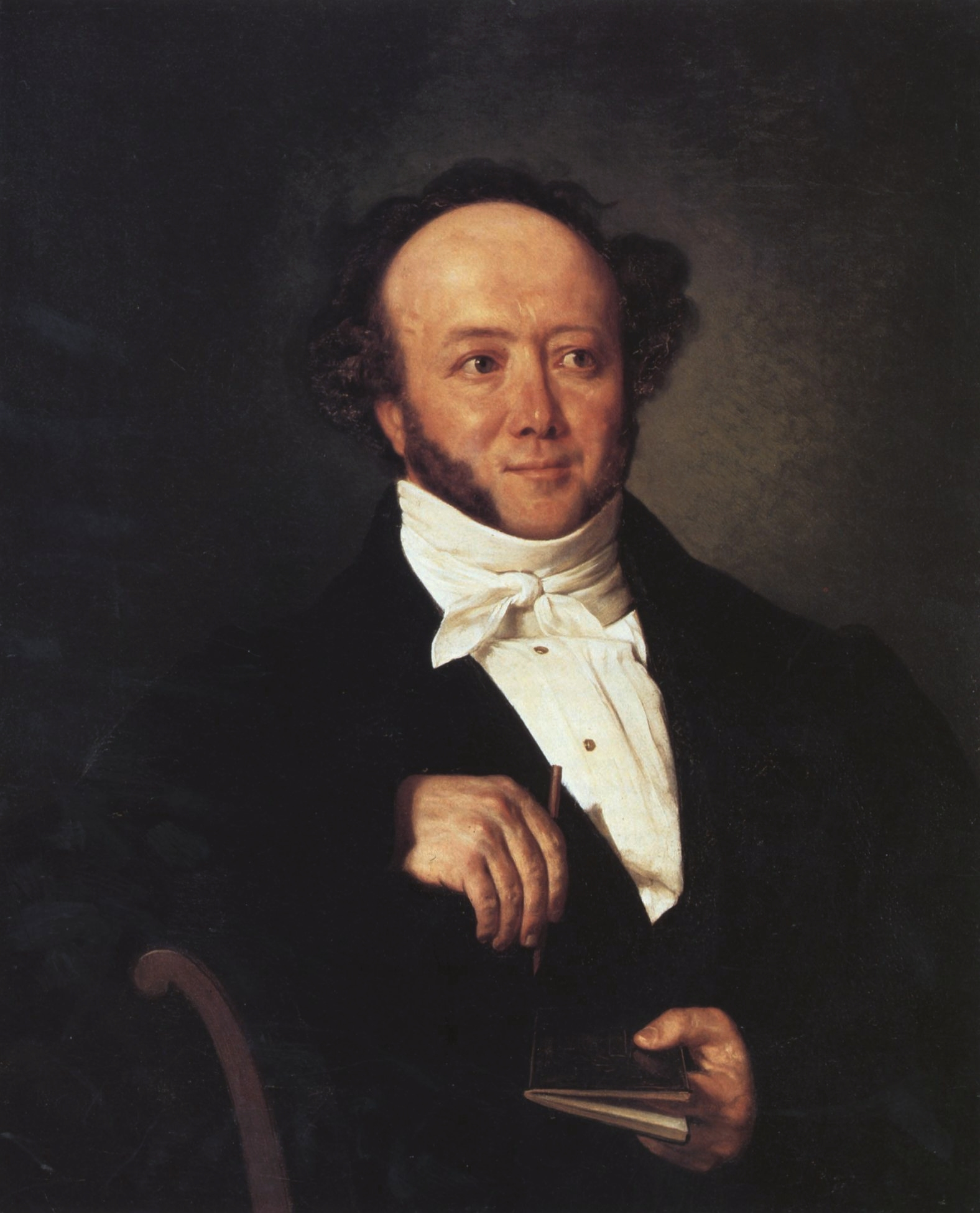
Jeremias Gotthelf (1797–1854)

- Gotthelf, Michael (* 1953), deutscher Journalist, Bankier und Gründer eines Literaturpreises
- Gotthelf, Tine (* 1968), dänische Schauspielerin
- Gotthelft, Dela E. (* 1892), deutsche Opern-, Konzert- und Oratoriensängerin (Alt)
- Gotthilf, Ernst (1865–1950), österreichischer Architekt
- Gotthilf, Leopold (1918–1999), deutscher Offizier, zuletzt Generalmajor
- Gotthold, Friedrich August (1778–1858), deutscher Pädagoge und Gymnasialrektor
- Gotthold, Helene (1896–1944), deutsche Krankenschwester, Zeugin Jehovas und NS-Opfer
- Gotthold, Willy, deutscher Skispringer

#### Gotti
- Gotti Tedeschi, Ettore (* 1945), italienischer Bankmanager
- Gotti, Gene (* 1946), US-amerikanischer Mafioso
- Gotti, Giovanni (1912–1988), italienischer Radrennfahrer
- Gotti, Girolamo Maria (1834–1916), italienischer Ordensgeistlicher und Kurienkardinal der römisch-katholischen Kirche
- Gotti, Gustavo (* 1993), argentinischer Fußballspieler
- Gotti, Irv (1970–2025), US-amerikanischer Hip-Hop-Produzent
- Gotti, Ivan (* 1969), italienischer Radrennfahrer
- Gotti, John (1940–2002), US-amerikanischer MobsterJohn Gotti (1940–2002)

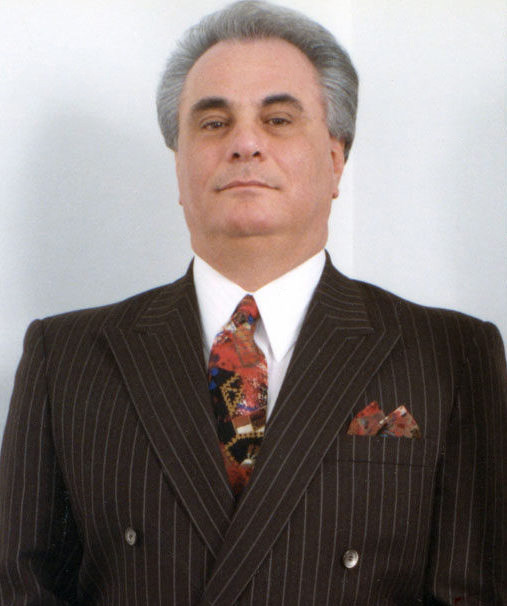
John Gotti (1940–2002)

- Gotti, John A. (* 1964), italienisch-amerikanischer Mobster der amerikanischen Cosa Nostra
- Gotti, Peter (1939–2021), italienisch-US-amerikanischer Mobster
- Gotti, Vincenzo († 1636), italienischer Maler
- Gottifredi, Alessandro (1595–1652), Generaloberer der Societas Jesu (Jesuitenorden)
- Götting, August (1834–1912), deutscher Jurist und Politiker (NLP), MdR
- Götting, August (* 1881), deutscher Werkmeister und Politiker der SPD
- Götting, Carl (1828–1899), deutscher Kaufmann, Weltreisender und Sammler
- Götting, Dirk (* 1960), deutscher Polizeibeamter, Leiter des Polizeimuseums Niedersachsen
- Götting, Franz (1905–1973), deutscher Bibliothekar
- Götting, Friedrich (1886–1946), deutscher Admiral
- Götting, Gerald (1923–2015), deutscher Politiker (CDU der DDR), MdV und Präsident der VolkskammerGerald Götting (1923–2015)

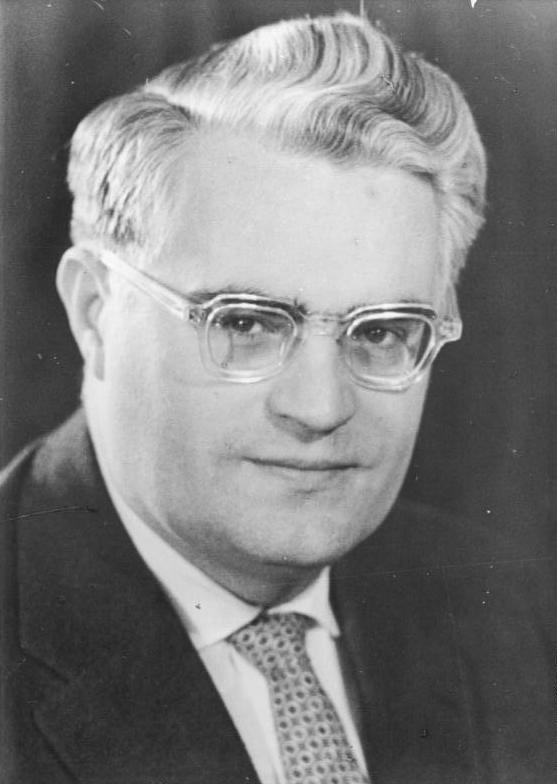
Gerald Götting (1923–2015)

- Götting, Gerhard (1879–1951), deutscher Politiker (CDU), MdL
- Götting, Gottfried (1840–1879), deutscher Bildhauer
- Götting, Hermann (1939–2004), deutscher Straßenbahnschaffner, Conférencier und Sammler von Alltagskultur
- Götting, Horst-Peter (* 1954), deutscher Jurist und Richter
- Götting, Johann Peter (1797–1865), deutscher Historienmaler und Bildhauer der Romantik
- Götting, Johanna (* 2004), deutsche Nachwuchsschauspielerin
- Götting, Ludwig (1854–1920), deutscher Jurist und Politiker (NLP), MdR
- Götting, Renate (* 1954), baden-württembergische Politikerin (FDP, DVP) und Mitglied des Landtags von Baden-Württemberg
- Göttinger Mescalero (* 1947), deutscher Autor des Textes „Buback – Ein Nachruf“
- Gottinger, Hans Werner (* 1943), deutscher Ökonom
- Gottinger, Heinrich (1860–1929), deutscher Opernsänger, -regisseur, Theaterschauspieler und -direktor
- Gottinger, Richard (1926–2008), deutscher Fußballspieler
- Göttisheim, Christian Friedrich (1837–1896), Schweizer Politiker
- Göttisheim, Emil (1863–1938), Schweizer Jurist und Politiker (FDP)
- Göttisheim, Rosa (1875–1950), Schweizer Lehrerin und Frauenrechtlerin

#### Gottk
- Göttke, Paul, deutscher Ministerialbeamter
- Göttke-Krogmann, Helmut (1919–2008), deutscher Kommunalpolitiker (CDU), Bürgermeister von Lohne

#### Gottl
- Göttl, Bertl (* 1942), österreichischer Politiker (ÖVP), Landesrat
- Göttl, Hugo (1821–1896), deutschböhmischer Apotheker und Naturforscher
- Gottl-Ottlilienfeld, Friedrich von (1868–1958), deutscher Staatswissenschaftler und Nationalökonom
- Göttle, Albert (* 1947), deutscher Bauingenieur, Baubeamter und Hochschullehrer
- Gottleber, Johann Christoph (1733–1785), deutscher Lehrer und Schulschriftsteller
- Gottlein, Arthur (1895–1977), österreichischer Filmpionier, Schauspieler, Regieassistent, Regisseur, Filmeditor, Aufnahmeleiter, Drehbuchautor und Filmfunktionär (Gewerkschafter)
- Göttler, Felix (* 2005), deutscher HandballspielerFelix Göttler (* 2005)

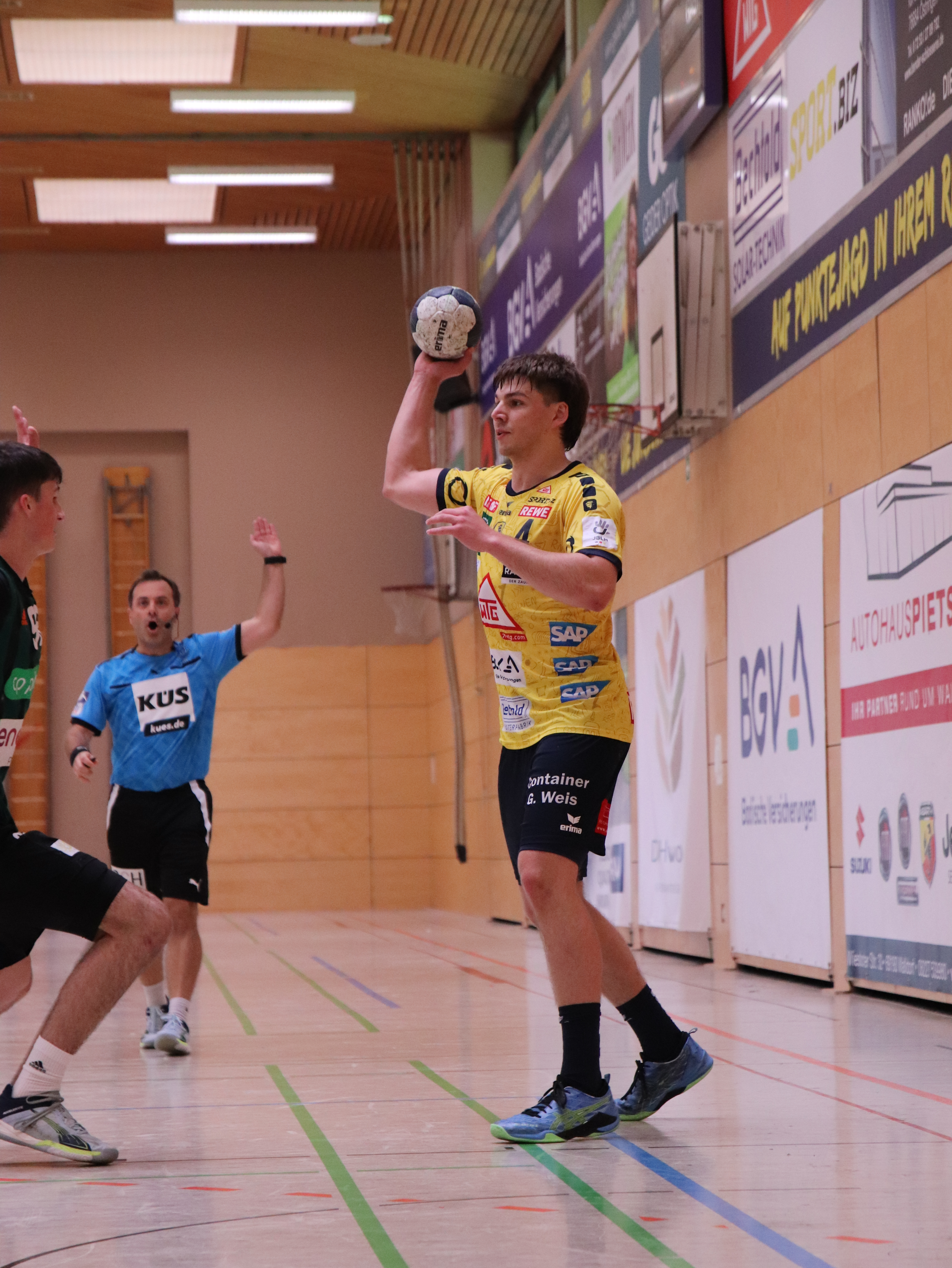
Felix Göttler (* 2005)

- Göttler, Hans (* 1953), deutscher Germanist
- Göttler, Joseph (1874–1935), deutscher katholischer Theologe und Pädagoge
- Göttler, Klaus (* 1966), deutscher evangelischer Theologe, Dozent an der Evangelistenschule Johanneum, Musiker und Gitarrist
- Göttler, Norbert (* 1959), deutscher Publizist, Schriftsteller und Fernsehregisseur
- Göttler, Otto (* 1948), deutscher Musikkabarettist und Gründer des Bairisch Diatonischen Jodelwahnsinns
- Göttler, Wilhelm (1890–1953), deutscher Politiker (CDU/CSU), MdL Württemberg-Hohenzollern und Bayern
- Göttlich, Gottlieb (1798–1857), deutsche intersexuelle Person
- Göttlich, Gottlob († 1788), Orgelbauer in Sachsen
- Göttlich, Guido (1968–2022), deutscher Punksänger
- Göttlich, Karlhans (1914–1991), deutscher Landwirt, Moor- und Torflagerstättenforscher
- Gottlich, Kurt (1932–2013), österreichischer Jurist, Verfassungsrichter und Staatsanwalt
- Göttlich, Lennard (* 2004), deutscher Motorradrennfahrer
- Göttlich, Oke (* 1975), deutscher Unternehmer, Journalist und SportfunktionärOke Göttlich (* 1975)

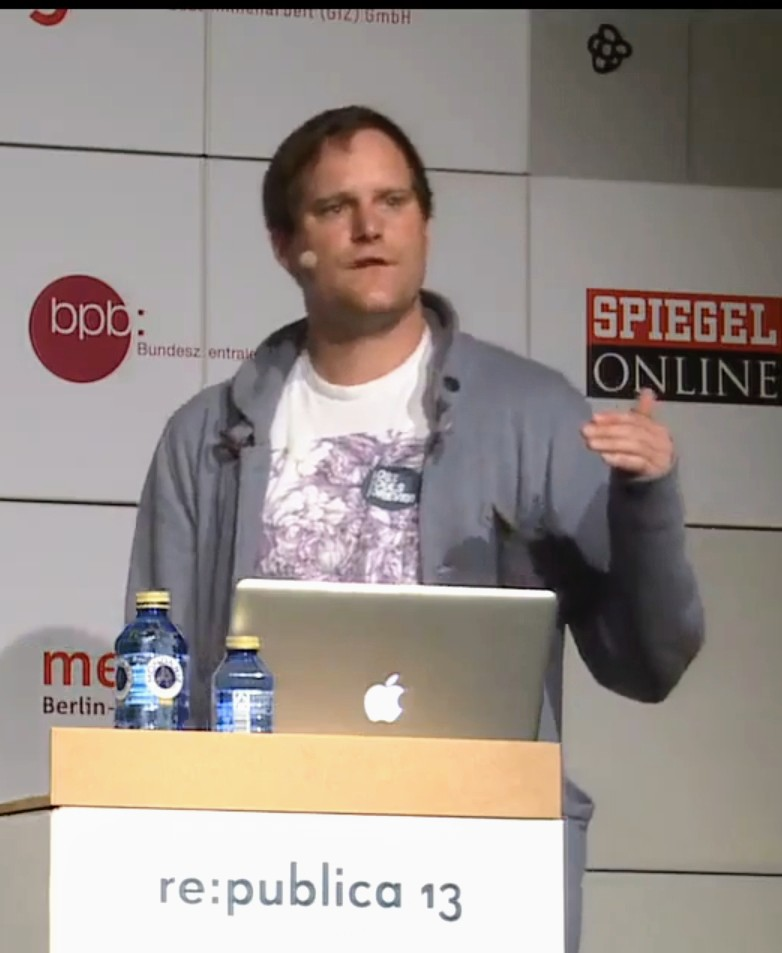
Oke Göttlich (* 1975)

- Göttlich, Simone (* 1978), deutsche Mathematikerin
- Göttlich, Udo (* 1961), deutscher Medienwissenschaftler
- Göttlich, Volker (* 1955), deutscher Fußballspieler
- Göttlicher, Anette (* 1975), deutsche Journalistin, Autorin
- Göttlicher, Armin (* 1977), österreichischer Basketballtrainer
- Göttlicher, Arvid (1939–2022), deutscher Lehrer, Historiker der antiken Seefahrt und Autor
- Göttlicher, Erhard (* 1946), deutscher Maler, Grafiker und Buchillustrator
- Göttlicher, Felix (* 2002), deutscher Fußballspieler
- Göttlicher, Hans Christian (* 1977), deutscher Bauingenieur, Lehrer und Politiker (CDU), MdL
- Göttlicher, Mario (* 1982), deutscher Fußballspieler
- Gottlieb, Adolph (1903–1974), US-amerikanischer Maler
- Gottlieb, Alex (1906–1988), US-amerikanischer Drehbuchautor und Filmproduzent
- Gottlieb, Anna (1774–1856), österreichische Opernsängerin (Sopran) und die erste Pamina in Wolfgang Amadeus Mozarts Zauberflöte
- Gottlieb, Ayelet Rose (* 1979), israelische Jazzsängerin und Komponistin
- Gottlieb, Bernhard (1885–1950), österreichischer Zahnarzt
- Gottlieb, Bernward Josef (1910–2008), deutscher Arzt, Medizinhistoriker und SS-Sturmbannführer
- Gottlieb, Carl (* 1938), US-amerikanischer DrehbuchautorCarl Gottlieb (* 1938)

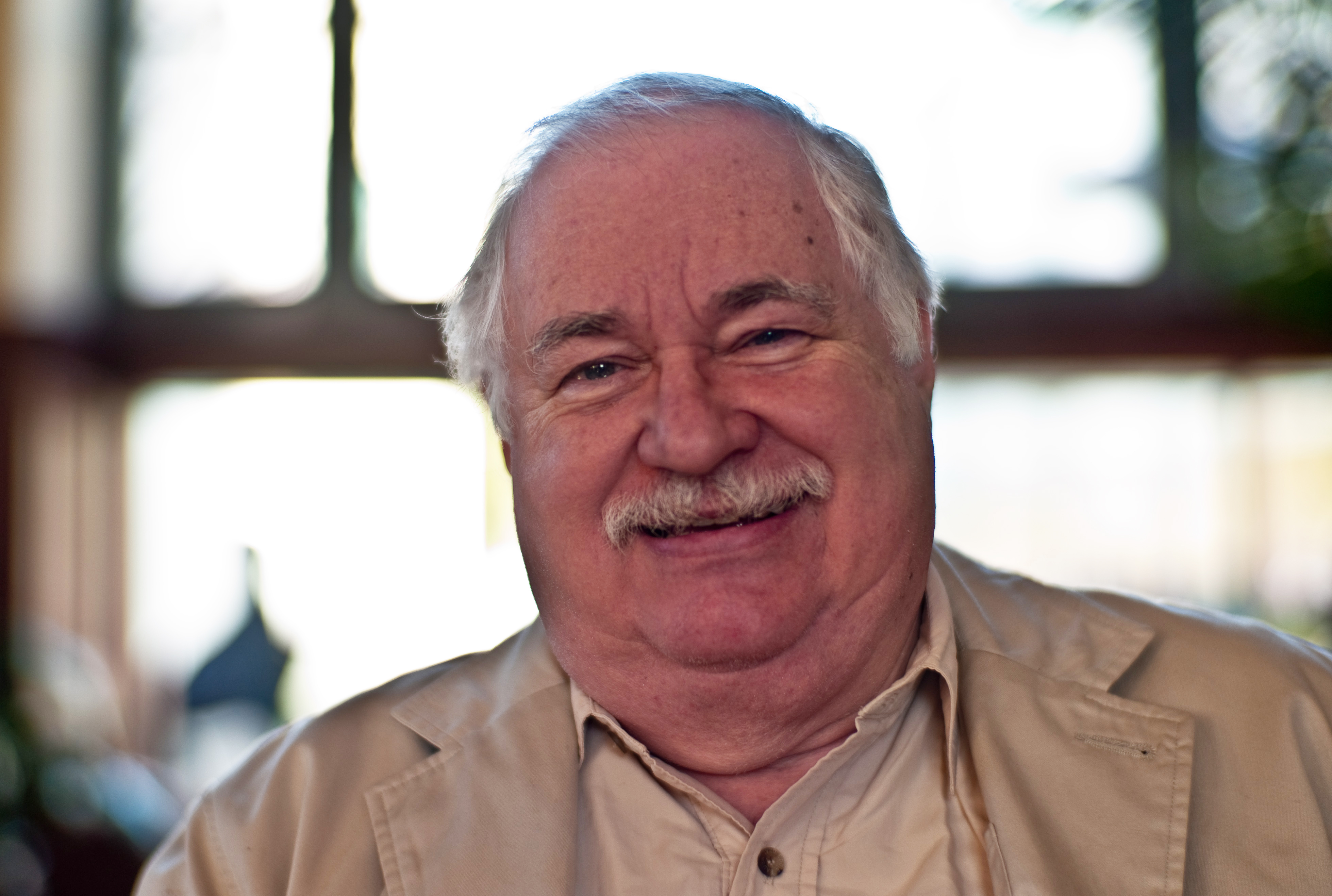
Carl Gottlieb (* 1938)

- Gottlieb, Christian (1784–1837), nassauischer Gutsbesitzer und Landtagsabgeordneter
- Gottlieb, Danny (* 1953), US-amerikanischer Jazz-Schlagzeuger
- Gottlieb, David (1944–2008), israelischer Mathematiker
- Gottlieb, Eddie (1898–1979), US-amerikanischer Unternehmer
- Gottlieb, Elah (1913–2005), deutsche Malerin
- Gottlieb, Ephraim (1921–1973), israelischer Hochschullehrer, Autor, Religionsphilosoph, Literaturwissenschaftler
- Gottlieb, Ernst-Arnošt (1893–1980), tschechoslowakischer Tischtennisspieler jüdischer Herkunft
- Gottlieb, Franz Josef (1930–2006), österreichischer Filmregisseur und Drehbuchautor
- Gottlieb, Gerda (1916–1992), österreichische Leichtathletin
- Gottlieb, Gordon (* 1948), US-amerikanischer Perkussionist und Dirigent
- Gottlieb, Günter (1946–2018), deutscher Bahnradsportler
- Gottlieb, Gunther (* 1935), deutscher Althistoriker
- Gottlieb, Henriette (1884–1942), deutsche Opernsängerin (Sopran)
- Gottlieb, Henrik (* 1953), dänischer Übersetzungswissenschaftler und Untertitler
- Gottlieb, Hersch Leib (1829–1930), ungarischer jüdischer Zeitschriftenherausgeber, Journalist und Schriftsteller
- Gottlieb, Jay (* 1948), US-amerikanischer Pianist
- Gottlieb, Johann (1815–1875), mährisch-österreichischer Chemiker
- Gottlieb, Lea (1918–2012), israelische Modedesignerin
- Gottlieb, Léopold (1879–1934), polnischer Maler
- Gottlieb, Marc, US-amerikanischer Drehbuchautor, Filmschauspieler, Filmproduzent und Filmregisseur
- Gottlieb, Maurycy (1856–1879), polnisch-jüdischer Maler
- Gottlieb, Otto Richard (1920–2011), tschechoslowakisch-brasilianischer Chemiker und Hochschullehrer
- Gottlieb, Peter (* 1940), österreichischer Gewerkschafter und Politiker (SPÖ), Bürgermeister von Frohnleiten, Landtagsabgeordneter der Steiermark
- Gottlieb, Robert (1931–2023), US-amerikanischer Schriftsteller und Journalist
- Gottlieb, Rudolf (1864–1924), deutscher Arzt und Pharmakologe
- Gottlieb, Sidney (1918–1999), US-amerikanischer Militärpsychiater und Chemiker
- Gottlieb, Sigmund (* 1951), deutscher Journalist, Chefredakteur des Bayerischen FernsehensSigmund Gottlieb (* 1951)

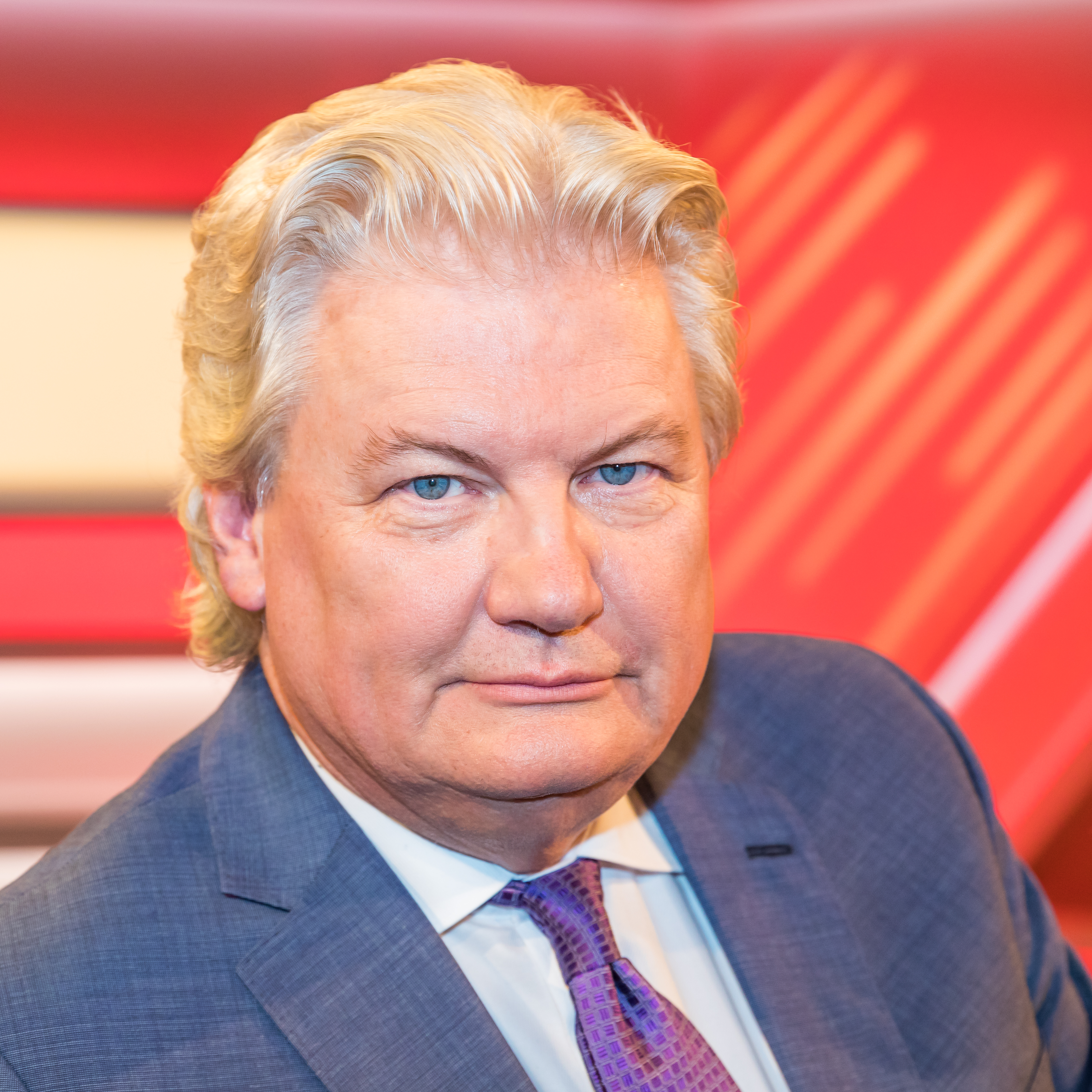
Sigmund Gottlieb (* 1951)

- Gottlieb, Theodor (1860–1929), österreichischer Bibliothekar und klassischer Philologe
- Gottlieb, Ulrich (* 1964), deutscher Pantomime und Choreograph
- Gottlieb, William P. (1917–2006), US-amerikanischer Fotograf
- Gottliff, John (* 1820), Sklave, Anführer des Sklavenaufstands 1848 in Frederikstad und Freiheitsheld von Dänisch-Westindien
- Göttling, Brigitte (* 1958), deutsche Juristin, Richterin, Gerichtspräsidentin
- Göttling, Friedrich August (1753–1809), deutscher Chemiker
- Göttling, Karl (* 1869), deutscher Politiker (VRP), MdL
- Göttling, Karl Wilhelm (1793–1869), deutscher klassischer Philologe
- Göttlinger, Margot (1920–2001), deutsche Schauspielerin, Mitbegründerin des Deutschen Staatstheaters Temeswar
- Göttlinger, Sebastian (* 1980), österreichischer Beachvolleyball-Spieler
- Gottlob, Adolf (1857–1930), deutscher Historiker
- Gottlob, Axel (* 1960), deutscher Unternehmer, Trainer und Bodybuilder
- Gottlob, Fritz (1859–1920), deutscher Architekt
- Gottlob, Georg (* 1956), österreichischer Informatiker
- Gottlob, Gerd (* 1964), deutscher Journalist und Fußballkommentator
- Gottlob, Kurt (1881–1925), österreichischer Chemiker
- Gottlob, Peter (* 1938), deutscher Bodybuilder und Unternehmer
- Gottlob, Theodor (1890–1953), deutscher Kirchenrechtler
- Gottlober, Abraham Bär (1810–1899), jiddischer Schriftsteller
- Gottlöber, Tino (* 1965), deutscher Fußballspieler
- Gottlund, Carl Axel (1796–1875), finnischer Ethnologe, Folklorist, Kulturpolitiker und Fennoman

#### Gottm
- Gottman, John (* 1942), US-amerikanischer PsychologeJohn Gottman (* 1942)

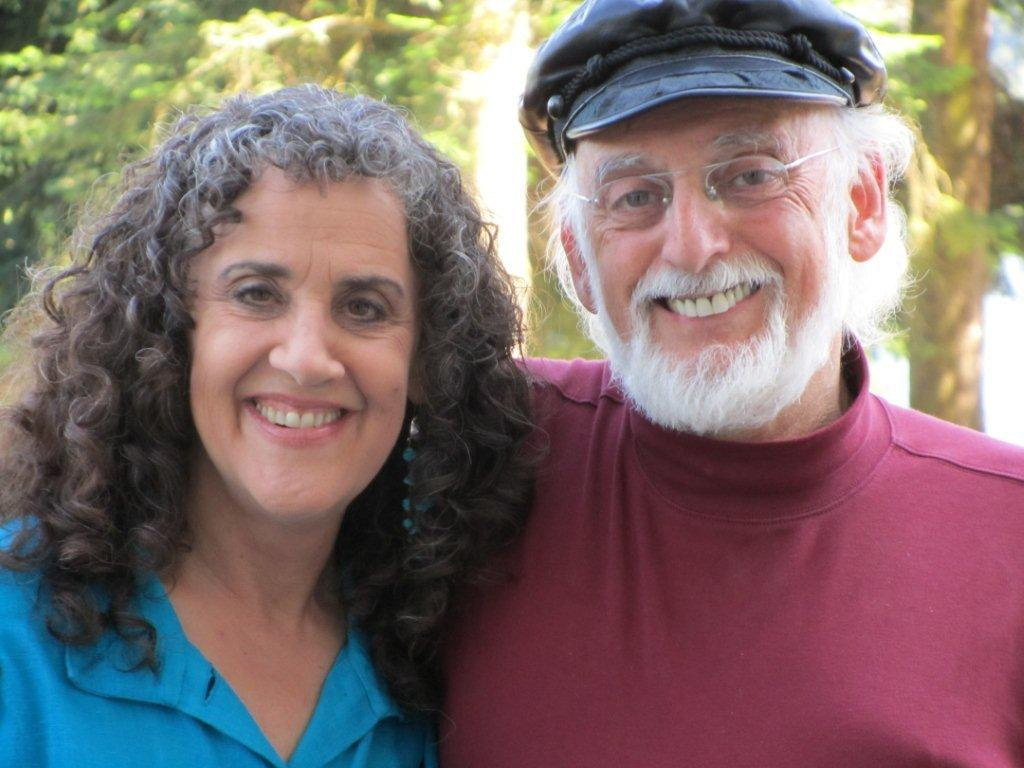
John Gottman (* 1942)

- Göttmann, Alexander (* 1957), deutscher Maler und Bildhauer
- Gottmann, Armin (* 1943), deutscher Arzt und buddhistischer Ordensleiter
- Göttmann, Frank (* 1946), deutscher Historiker
- Gottmann, Friedrich (1802–1861), Landtagsabgeordneter Waldeck
- Göttmann, Georgia (* 1974), deutsches Model
- Gottmann, Günther (1931–2018), deutscher Pädagoge und Museologe
- Gottmann, Karl-Heinz (1919–2007), deutscher Arzt und buddhistischer Ordensleiter
- Gottmann, Nadine (* 1985), deutsche Drehbuchautorin und Podcasterin
- Gottmik (* 1996), US-amerikanische Dragqueen und VisagistinGottmik (* 1996)

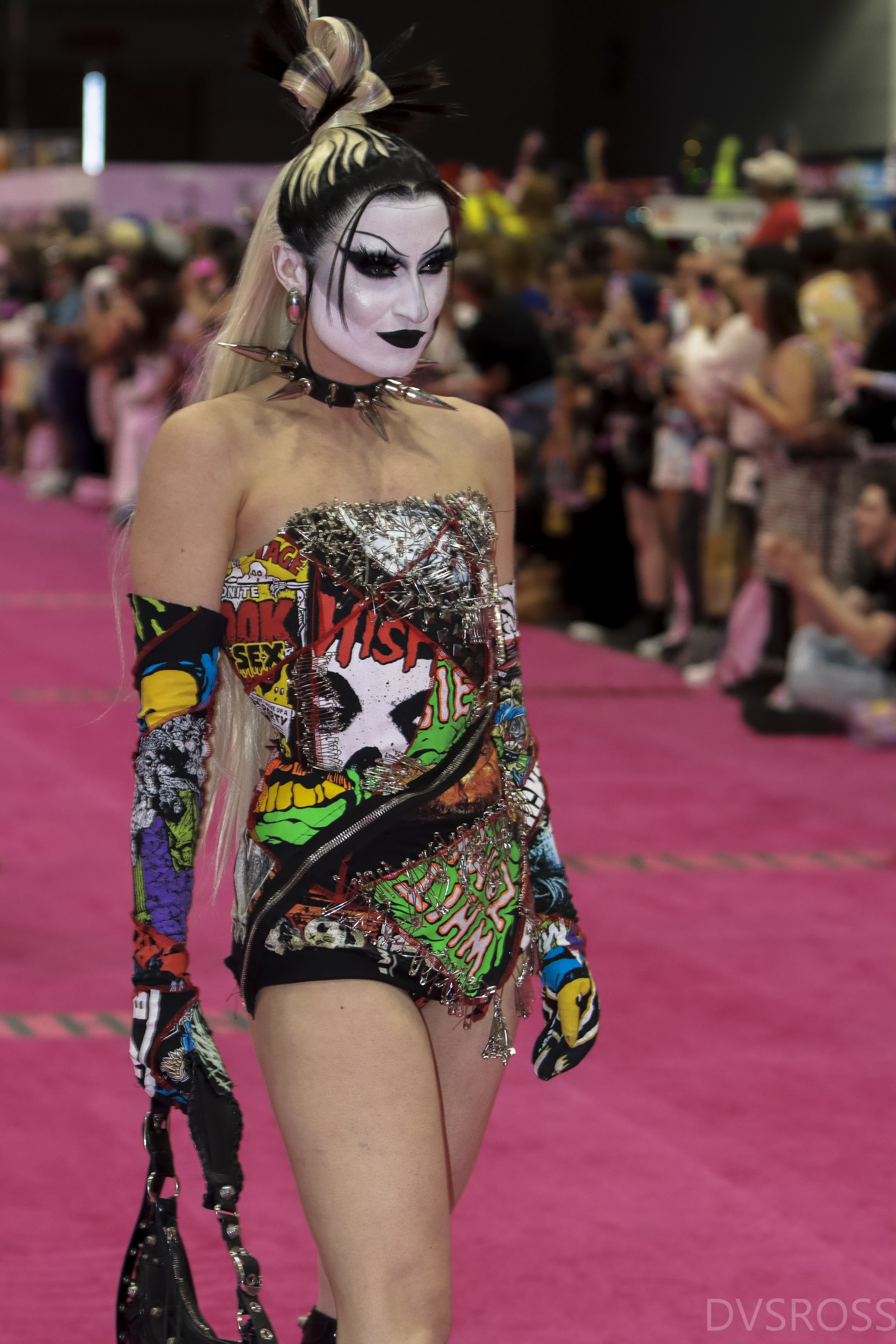
Gottmik (* 1996)

#### Gottn
- Göttner, Christian (* 1968), deutscher Journalist, Sportjournalist und Autor
- Göttner, Heide Solveig (* 1969), deutsche Autorin
- Göttner, Jens-Holger (1944–2022), deutscher Politiker (SPD), MdL
- Göttner-Abendroth, Heide (* 1941), deutsche Philosophin und Matriarchatsforscherin

#### Gotto
- Gotto, Bernhard (* 1973), deutscher Historiker
- Gotto, Klaus (1943–2017), deutscher Historiker
- Gotto, Lisa (* 1976), deutsche Film- und Medienwissenschaftlerin
- Gottofrey, Vincent (1862–1919), Schweizer Jurist, Hochschullehrer und Politiker
- Gottofrey, Xavier (1802–1868), Schweizer Politiker
- Gottong, Heinrich (1912–1944), deutscher Anthropologe und „Rassenforscher“
- Gottová, Charlotte Ella (* 2006), tschechische Schauspielerin, Sängerin und Tochter von Karel Gott
- Gottová, Ivana (* 1976), tschechische ModeratorinIvana Gottová (* 1976)

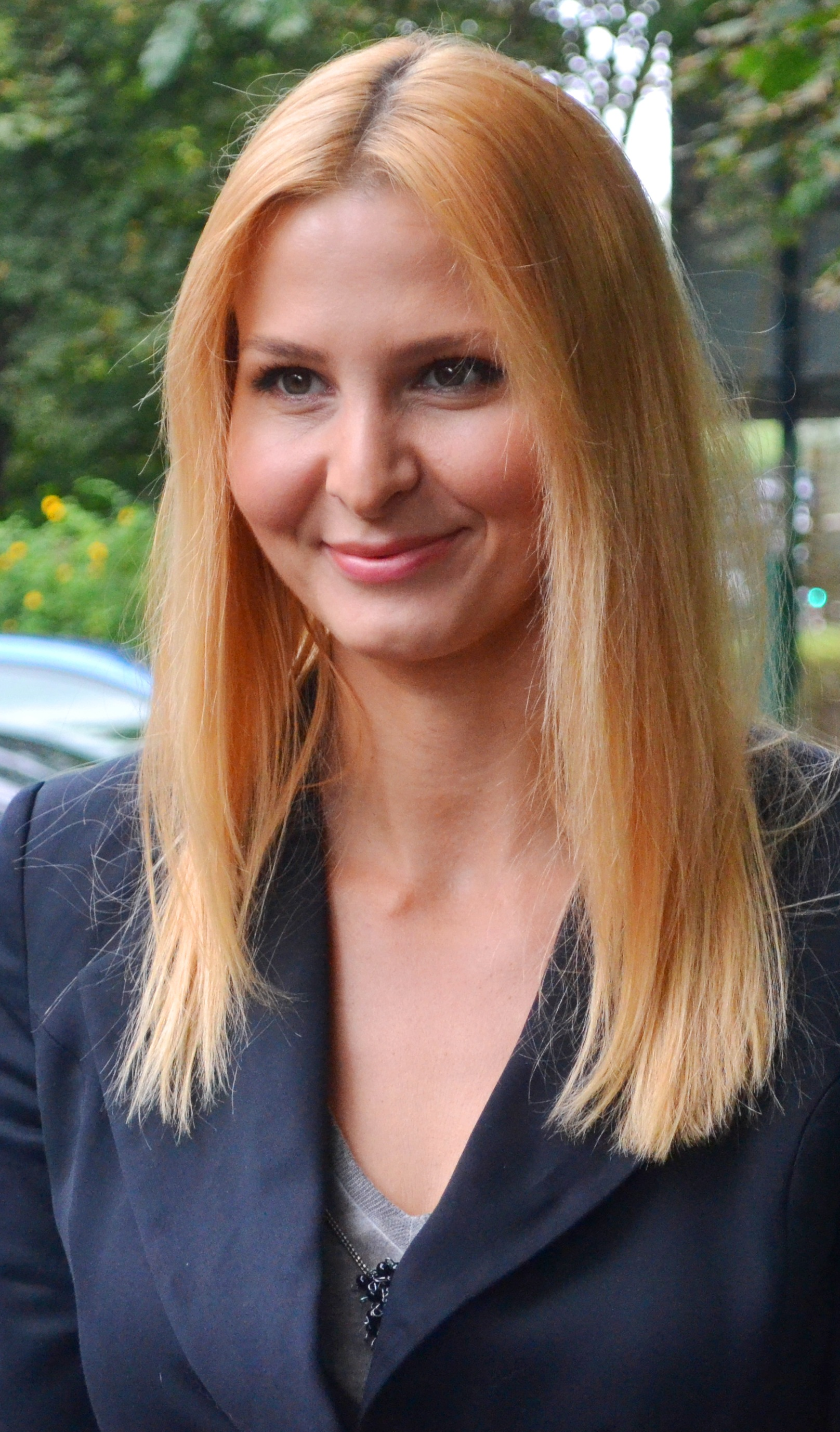
Ivana Gottová (* 1976)

- Gottowt, John (1881–1942), österreichischer Schauspieler und Regisseur für Theater und Stummfilm

#### Gottr
- Gottrau de Billens, Jean Pierre de (* 1727), Schweizer, Staatsmann, Militär, Verschwörer
- Gottrau, Anne-Elisabeth (1607–1657), Äbtissin der Zisterzienserinnen-Abtei Magerau
- Gottrau, Raphael (1647–1707), Abt von Einsiedeln
- Gottrau-von Wattenwyl, Marie de (1860–1910), Schweizer Schulgründerin
- Gottron, Adam (1889–1971), deutscher katholischer Geistlicher, Lokal- und Musikhistoriker, Ehrenbürger der Stadt Mainz
- Gottron, Heinrich (1890–1974), deutscher Dermatologe und Hochschullehrer
- Gottron, Paul, deutscher Radsportler
- Gottron, Philipp (1812–1881), Landtagsabgeordneter Großherzogtum Hessen

#### Gotts
- Gottsagen, Zack (* 1985), US-amerikanischer Schauspieler
- Gottsbacher, Karl (1852–1933), österreichischer Fossiliensammler
- Gottsberger, Gerhard (* 1940), deutsch-österreichischer Wissenschaftler
- Göttsberger, Johann (1868–1958), deutscher katholischer Theologe
- Gottsberger, Rudolf (* 1976), österreichischer Sounddesigner, Filmtonmeister, Video Editor und Filmemacher
- Göttsch, Hauke (* 1965), deutscher Politiker (CDU), MdL
- Göttsch, Walter (1896–1918), deutscher Jagdflieger im Ersten Weltkrieg
- Göttsch, Werner (1912–1983), deutscher SS-Führer
- Göttsch-Elten, Silke (* 1952), deutsche Volkskundlerin
- Gottschalch, Christoph (* 1969), deutscher Schauspieler, Regisseur und Autor
- Gottschalch, Johann Erich (1884–1961), deutscher Privatgelehrter, Herausgeber und Autor
- Gottschalch, Wilfried (1929–2006), deutscher Sozial- und Erziehungswissenschaftler
- Gottschalck, Adolf (1794–1855), deutscher Jurist und Politiker
- Gottschalck, August Friedrich von (1785–1861), sächsischer Generalmajor
- Gottschalck, Carl (1801–1868), deutscher Verwaltungsjurist und Politiker
- Gottschalck, Detlef (* 1963), deutscher Politiker (CDU), Staatsrat in Hamburg
- Gottschalck, Friedrich (1772–1854), deutscher Sagensammler, Bibliothekar und Herausgeber
- Gottschalck, Max (1835–1899), preußischer Generalmajor
- Gottschalck, Ulrike (* 1955), deutsche Politikerin (SPD), MdL, MdB
- Gottschald, Christian August (1754–1812), sächsischer Amtmann
- Gottschald, Christian Gottlieb (1717–1786), deutscher Unternehmer und Hammerherr
- Gottschald, Erich (1887–1949), deutscher hoher Landesbediensteter, Leiter der Sächsischen Staatskanzlei
- Gottschald, Ernst (1795–1871), deutscher Verwaltungsjurist, Kommunalbeamter und Abgeordneter im Königreich Sachsen
- Gottschald, Johann Georg († 1749), deutscher Unternehmer und Hammerherr
- Gottschald, Johann Jacob (1688–1759), deutscher Theologe und Kirchenlieddichter
- Gottschald, Kurt (* 1925), deutscher Fußballspieler
- Gottschald, Max (1882–1952), deutscher Philologe und Namenforscher
- Gottschald, Michael (1597–1674), deutscher Unternehmer und Hammerherr
- Gottschaldt, Kurt (1902–1991), deutscher Psychologe, Vertreter der Gestaltpsychologie und Hochschullehrer
- Gottschaldt, Matthias (1939–1998), deutscher Neurologe, Professor und Klinikgründer
- Gottschalg, Alexander Wilhelm (1827–1908), deutscher Kantor, Organist und Komponist
- Gottschalg, Johann Gottlieb, sachsen-weimarischer Theologe und Historiker
- Gottschalg, Johann Sebastian (1722–1793), Theologe und sachsen-weimarischer Beamter
- Gottschalk, Fürstbischof von Eichstätt
- Gottschalk († 913), Abt von Corvey
- Gottschalk († 1241), Benediktinerabt in Liesborn
- Gottschalk der Wende († 1066), abodritischer Fürst und MärtyrerGottschalk der Wende († 1066)

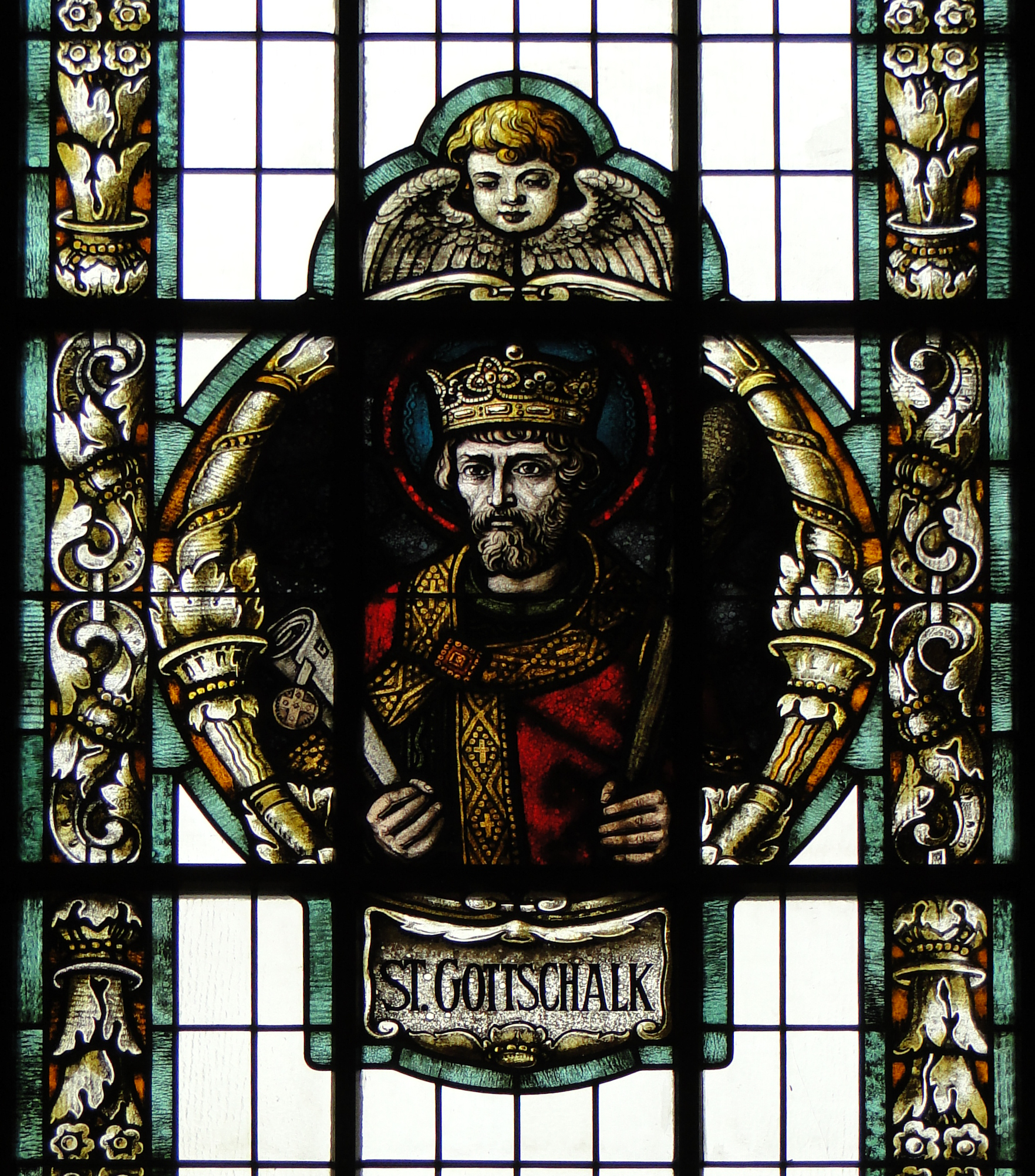
Gottschalk der Wende († 1066)

- Gottschalk I. von Lohn, Graf der Herrschaft Lohn
- Gottschalk II. von Lohn, Graf der Herrschaft Lohn
- Gottschalk von Aachen, Mönch
- Gottschalk von Diepholz († 1119), Bischof von Osnabrück (1110–1119)
- Gottschalk von Gabelizo, Stammvater der Grafen von Jabilinze und Burggrafen von Brandenburg
- Gottschalk von Hagenau († 1005), Bischof von Freising (994–1005)
- Gottschalk von Havelberg, Bischof von Havelberg (1048 bis 1085)
- Gottschalk von Heiligenkreuz, deutsch-österreichischer Ordensgeistlicher, Abt des Stiftes Heiligenkreuz
- Gottschalk von Kreuznach, deutscher jüdischer Unternehmer
- Gottschalk von Minden († 1112), Bischof von Minden
- Gottschalk von Orbais, mittellateinischer Gelehrter und Dichter
- Gottschalk von Rhemen, Domherr in Münster
- Gottschalk von Worms, deutscher jüdischer Unternehmer
- Gottschalk von Zutphen, Graf von Zutphen
- Gottschalk, Albert (1858–1940), deutscher Politiker (ThLB)
- Gottschalk, Albert (1866–1906), dänischer Maler
- Gottschalk, Alfred (1863–1942), deutscher Armenarzt und sozialdemokratischer Politiker
- Gottschalk, Alfred (1894–1973), deutsch-australischer Biochemiker
- Gottschalk, Alfred (1930–2009), US-amerikanisch-deutscher Rabbiner
- Gottschalk, Andreas (1815–1849), deutscher Arzt
- Gottschalk, Arno (* 1956), deutscher Gewerkschafter und Politiker (SPD), MdBB
- Gottschalk, Arthur (* 1952), US-amerikanischer Komponist
- Gottschalk, August (* 1869), deutscher Lehrer und Politiker (DDP), MdL
- Gottschalk, August (1921–2014), deutscher Fußballspieler
- Gottschalk, Carl Gottlieb (1824–1887), deutscher Bergbeamter und Hochschullehrer
- Gottschalk, Christa (1927–2018), deutsche Schauspielerin
- Gottschalk, Christoph (* 1953), deutscher Unternehmer
- Gottschalk, Daniel (* 1972), deutscher Kameramann
- Gottschalk, Elisabeth (1912–1989), deutsch-niederländische historische Geographin
- Gottschalk, Erich (1906–1996), deutscher Fußballspieler
- Gottschalk, Ernst (1877–1942), deutscher Bildhauer
- Gottschalk, Ernst Friedrich (1802–1851), deutscher Fabrikant und Politiker
- Gottschalk, Ferdinand (1858–1944), britischer Schauspieler und Dramatiker
- Gottschalk, Franz, dänischer Gitarrist und Bassist
- Gottschalk, Fritz (1853–1917), deutscher Gutsbesitzer und Politiker, MdR
- Gottschalk, Gabriela (* 1978), deutsche Choreografin, Tänzerin und SängerinGabriela Gottschalk (* 1978)

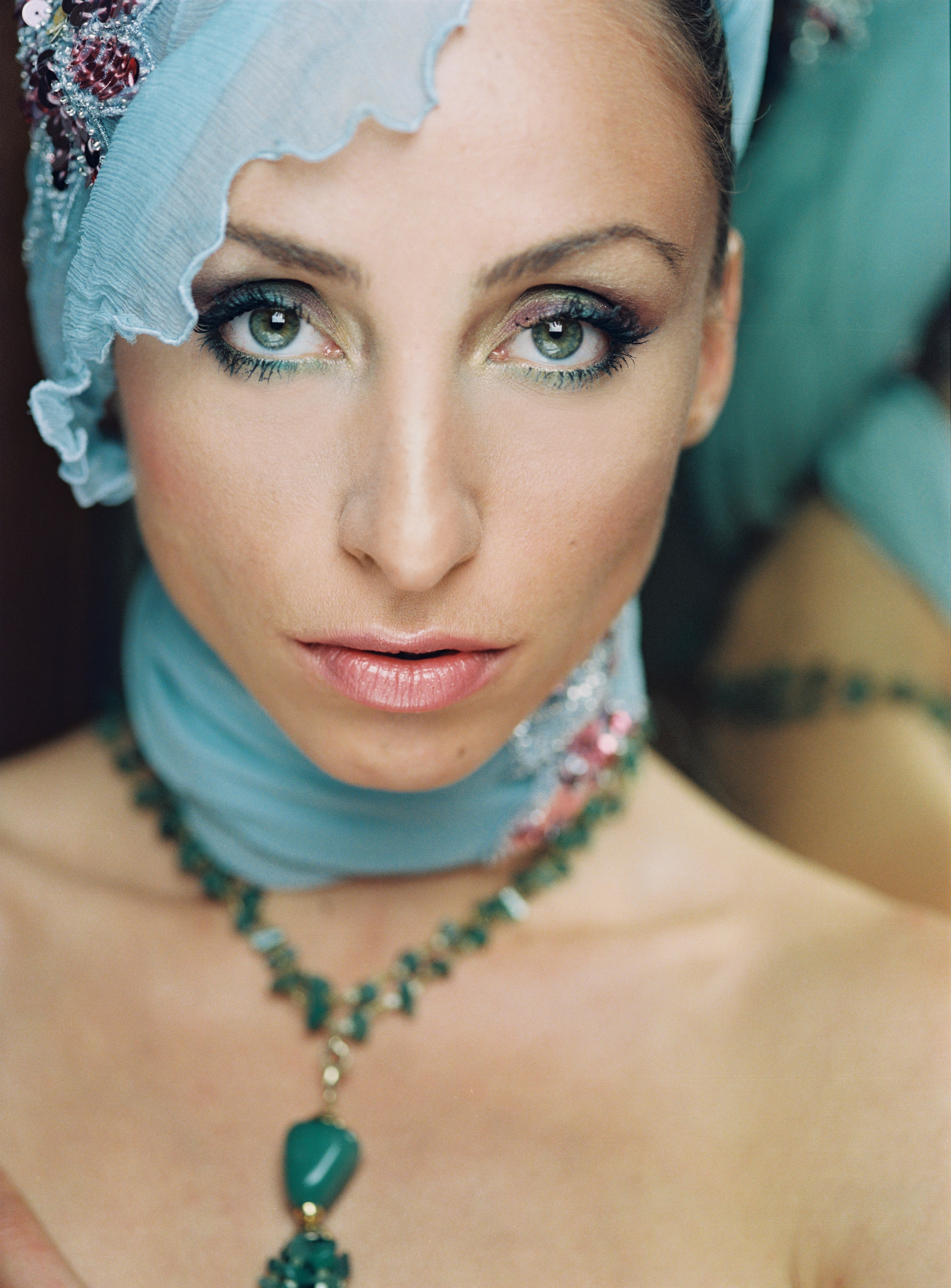
Gabriela Gottschalk (* 1978)

- Gottschalk, Gerhard (* 1935), deutscher Mikrobiologe und Genomforscher
- Gottschalk, Gunda (* 1969), deutsche Violinistin
- Gottschalk, Hans (1926–2010), deutscher Dramaturg und Filmproduzent
- Gottschalk, Hans Benedikt (1930–2004), deutsch-britischer Klassischer Philologe und Philosophiehistoriker
- Gottschalk, Hans Karl (1891–1941), deutscher Kameramann
- Gottschalk, Hans Ludwig (1904–1981), deutscher Arabist
- Gottschalk, Hans-Joachim (* 1943), deutscher Rechtsanwalt und Staatssekretär (CDU)
- Gottschalk, Heinz-Jürgen (* 1948), deutscher Rockmusiker
- Gottschalk, Helmut (* 1951), deutscher Bankmanager
- Gottschalk, Herbert (1919–1981), deutscher Schriftsteller
- Gottschalk, Hermann (1855–1930), deutscher Pädagoge, Lübeckischer Schulreformer
- Gottschalk, Heyno († 1541), letzter Abt des Benediktinerklosters Oldenstadt
- Gottschalk, Jasper-Wilhelm (1909–2009), deutscher Jurist, Oberkreisdirektor des Landkreises Osterholz
- Gottschalk, Joachim (1904–1941), deutscher Schauspieler
- Gottschalk, Jonas (* 1998), deutscher Basketballspieler
- Gottschalk, Joseph (1904–1996), deutscher römisch-katholischer Theologe und Priester
- Gottschalk, Karl (1928–1991), deutscher Politiker (SPD), MdA
- Gottschalk, Karl August (1777–1843), deutscher Jurist
- Gottschalk, Katrin (* 1985), deutsche Journalistin
- Gottschalk, Kay (* 1965), deutscher Politiker (AfD), MdBKay Gottschalk (* 1965)

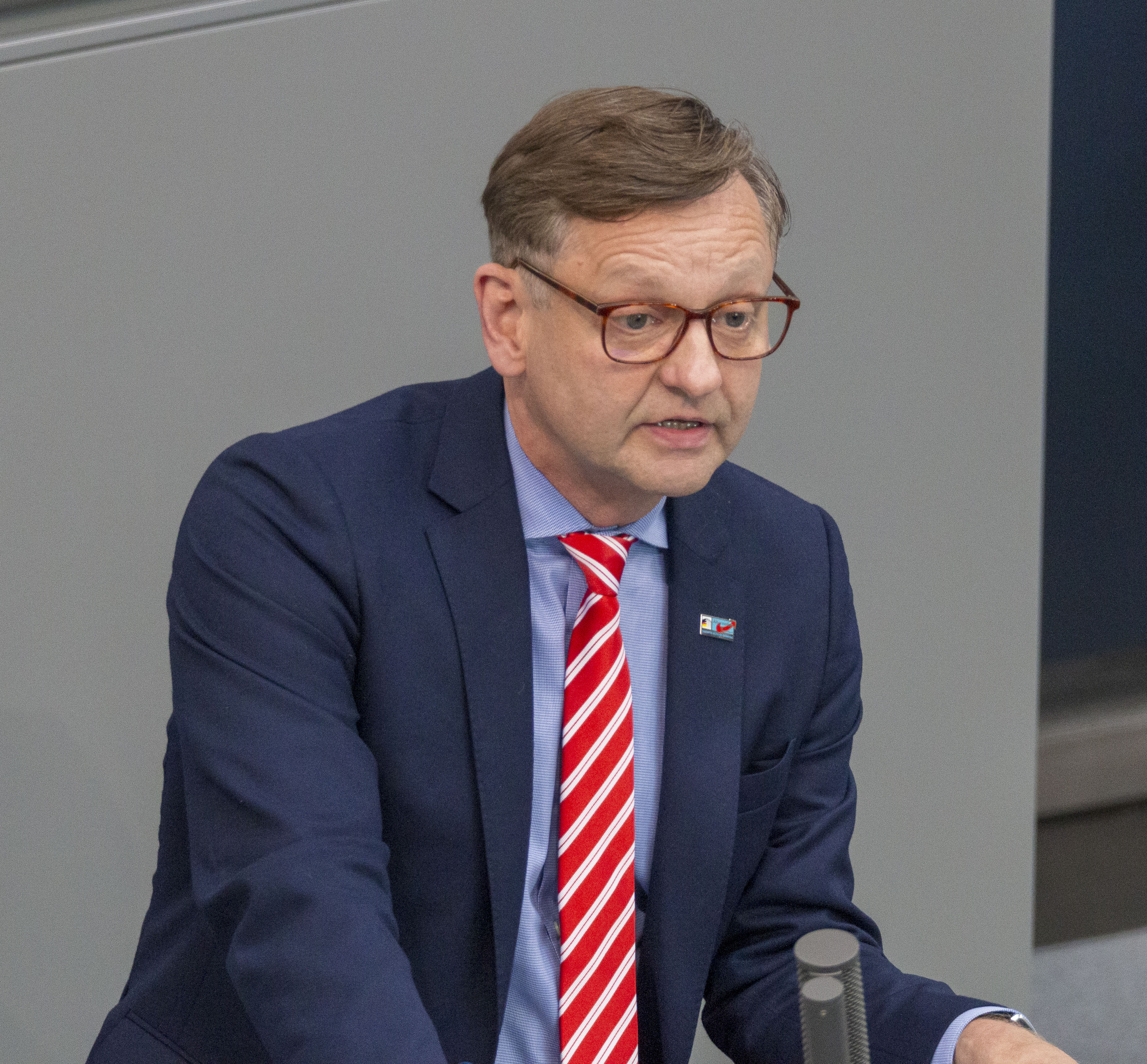
Kay Gottschalk (* 1965)

- Gottschalk, Klaus (1937–2020), deutscher Sportmediziner und Hochschullehrer
- Gottschalk, Louis Moreau (1829–1869), US-amerikanischer Pianist und Komponist
- Gottschalk, Ludwig (1876–1967), deutscher Filmverleiher und Filmproduzent
- Gottschalk, Manfred (1932–1982), deutscher Geistlicher, römisch-katholischer Bischof von Oudtshoorn
- Gottschalk, Maren (* 1962), deutsche Autorin, Historikerin und Journalistin
- Gottschalk, Meike (* 1970), deutsche Theater- und Fernsehschauspielerin
- Gottschalk, Norbert (* 1954), deutscher Jazzmusiker (Gesang, Gitarre, Trompete, Flügelhorn), Komponist und Musikpädagoge
- Gottschalk, Paul (1880–1970), deutschamerikanischer Buchantiquar
- Gottschalk, Peter (1942–2021), US-amerikanischer Wirtschaftswissenschaftler
- Gottschalk, Pit (* 1968), deutscher Sportjournalist
- Gottschalk, Regina (* 1940), deutsche Historikerin
- Gottschalk, René (* 1956), deutscher Facharzt
- Gottschalk, Robert (1906–1967), deutscher Maler
- Gottschalk, Robert (1918–1982), US-amerikanischer Erfinder
- Gottschalk, Shimon (* 1929), US-amerikanischer Sozialarbeitswissenschaftler
- Gottschalk, Thea (* 1945), deutsche Schauspielerin
- Gottschalk, Thomas (* 1950), deutscher Radio- und Fernsehmoderator und EntertainerThomas Gottschalk (* 1950)

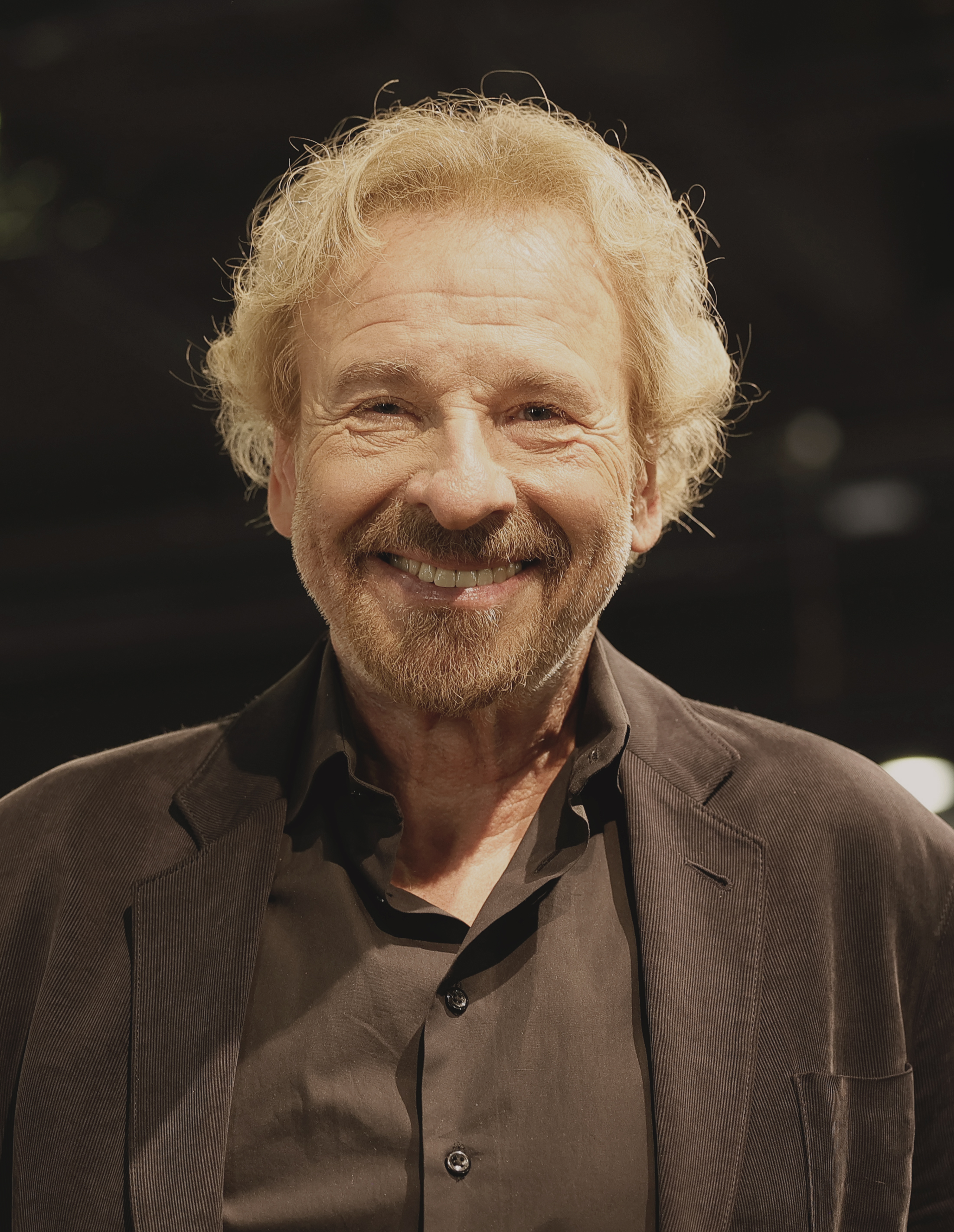
Thomas Gottschalk (* 1950)

- Gottschalk, Tillmann (1905–1991), deutscher Heimatdichter
- Gottschalk, Timo (* 1974), deutscher Rallye-Navigator
- Gottschalk, Uwe (* 1944), deutscher Tennisspieler
- Gottschalk, Walter (1891–1974), deutscher Bibliothekar und Orientalist
- Gottschalk, Walter (1893–1952), deutscher Politiker (NSDAP), MdR
- Gottschalk, Walter (1894–1969), deutscher Romanist, Anglist, Lexikograf und Angewandter Sprachwissenschaftler
- Gottschalk, Walter Alexander (* 1884), deutscher Jurist und Kommunalpolitiker (NSDAP)
- Gottschalk, Walter H. (1918–2004), US-amerikanischer Mathematiker
- Gottschalk, Winfried (1944–2021), deutscher Radrennfahrer
- Gottschalk-Mazouz, Niels (1967–2019), deutscher Philosoph
- Gottschall, Dietmar (1938–1997), deutscher Journalist und Fotograf
- Gottschall, Hermann von (1862–1933), deutscher Schachspieler
- Gottschall, Manfred (1937–2015), deutscher Grafik-Designer
- Gottschall, Margarete von (1870–1949), deutsche Schriftstellerin
- Gottschall, Rudolf von (1823–1909), deutscher Schriftsteller, Literaturkritiker
- Gottschall, Stefan (1942–1997), deutscher Chemiker, Hochschullehrer und Politiker (DSU), MdV, MdB
- Gottschall, Thomas (* 1962), Schweizer evangelisch-reformierter Geistlicher
- Gottschall, Zsófia (* 1978), ungarische Biathletin und Skilangläuferin
- Gottschalt, Martina, Leistungssport-Schwimmerin der DDR und mehrfache DDR-Meisterin
- Gottsche, Carl Christian (1855–1909), deutscher Geologe
- Göttsche, Claus (1899–1945), Leiter des Judenreferats der Hamburger Gestapo
- Göttsche, Gunther Martin (* 1953), deutscher Kirchenmusiker und Komponist
- Göttsche, Heinz Markus (1922–2010), evangelischer Kirchenmusiker, Organist, Dirigent und Komponist
- Göttsche, Jannik (* 2000), deutscher Basketballspieler
- Gottsche, Karl Moritz (1808–1892), deutscher Arzt und Botaniker
- Gøttsche, Liselotte, dänische Badmintonspielerin
- Göttsche, Lothar (* 1961), deutscher Mathematiker
- Göttsche, Michael (1934–2013), deutscher Zeichner, Maler und Bildhauer
- Göttsche, Stefanie (* 1972), deutsche Basketballspielerin
- Gottscheber, Josef (* 1946), österreichischer politischer Karikaturist
- Gottsched, Johann (1668–1704), deutscher Arzt, Physiker und Meteorologe
- Gottsched, Johann Christoph (1700–1766), deutscher Schriftsteller, Dramaturg, Sprachforscher und LiteraturtheoretikerJohann Christoph Gottsched (1700–1766)

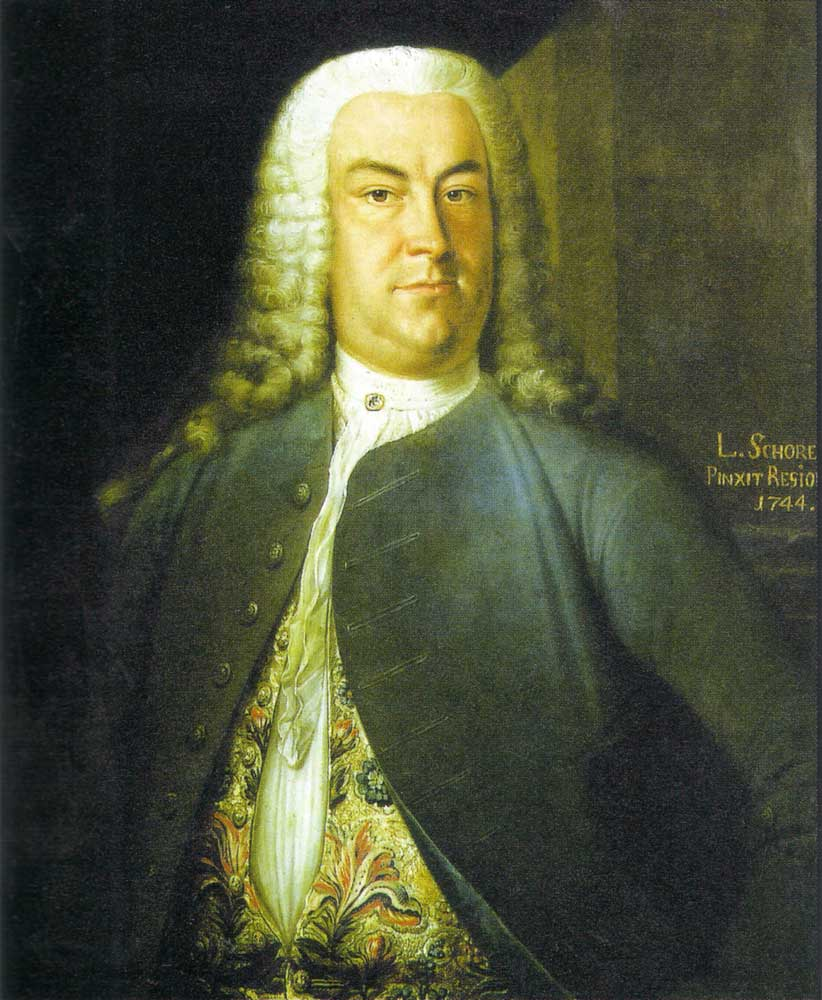
Johann Christoph Gottsched (1700–1766)

- Gottsched, Luise Adelgunde Victorie (1713–1762), deutsche Schriftstellerin
- Gottscheid, Franz (1856–1934), deutscher Theaterschauspieler und Theaterdirektor
- Gottschewski, Adolf (1875–1930), deutscher Kunsthistoriker und Kunsthändler
- Gottschewski, Georg (1906–1975), deutscher Genetiker und Zoologe
- Gottschewski, Hermann (* 1963), deutscher Musikwissenschaftler, Komponist und Hochschullehrer
- Gottschewski, Lydia (1906–1989), deutsche Nationalsozialistin, Bundesführerin des Bundes Deutscher Mädel
- Gottschick, Albert Friedrich (1807–1871), deutscher Philologe und Gymnasiallehrer
- Gottschick, Anna Martina (1914–1995), deutsche Verlagslektorin und Kirchlieddichterin
- Gottschick, Axel (* 1953), deutscher Schauspieler und Hörspielsprecher
- Gottschick, Florian (* 1981), deutscher Filmregisseur und Drehbuchautor
- Gottschick, Friedemann der Ältere (1928–2022), deutscher Kirchenmusiker und Hochschullehrer
- Gottschick, Johann Christian Benjamin (1776–1844), deutscher Kupferstecher und Lehrbeauftragter
- Gottschick, Johannes (1847–1907), deutscher evangelischer Theologe
- Gottschick, Nils (* 1993), deutscher Fußballspieler
- Gottschick, Sebastian (* 1959), deutscher Dirigent, Komponist und Violinist
- Gottschild, Dietmar (1943–2025), deutscher Nuklearmediziner und Hochschullehrer
- Gottschild, Martin (* 1976), deutscher Musiker, Komiker, Autor und Schauspieler
- Göttsching, Lothar (1936–2018), deutscher Papieringenieur und Hochschullehrer
- Göttsching, Manuel (1952–2022), deutscher Elektronik-Musiker und MultiinstrumentalistManuel Göttsching (1952–2022)

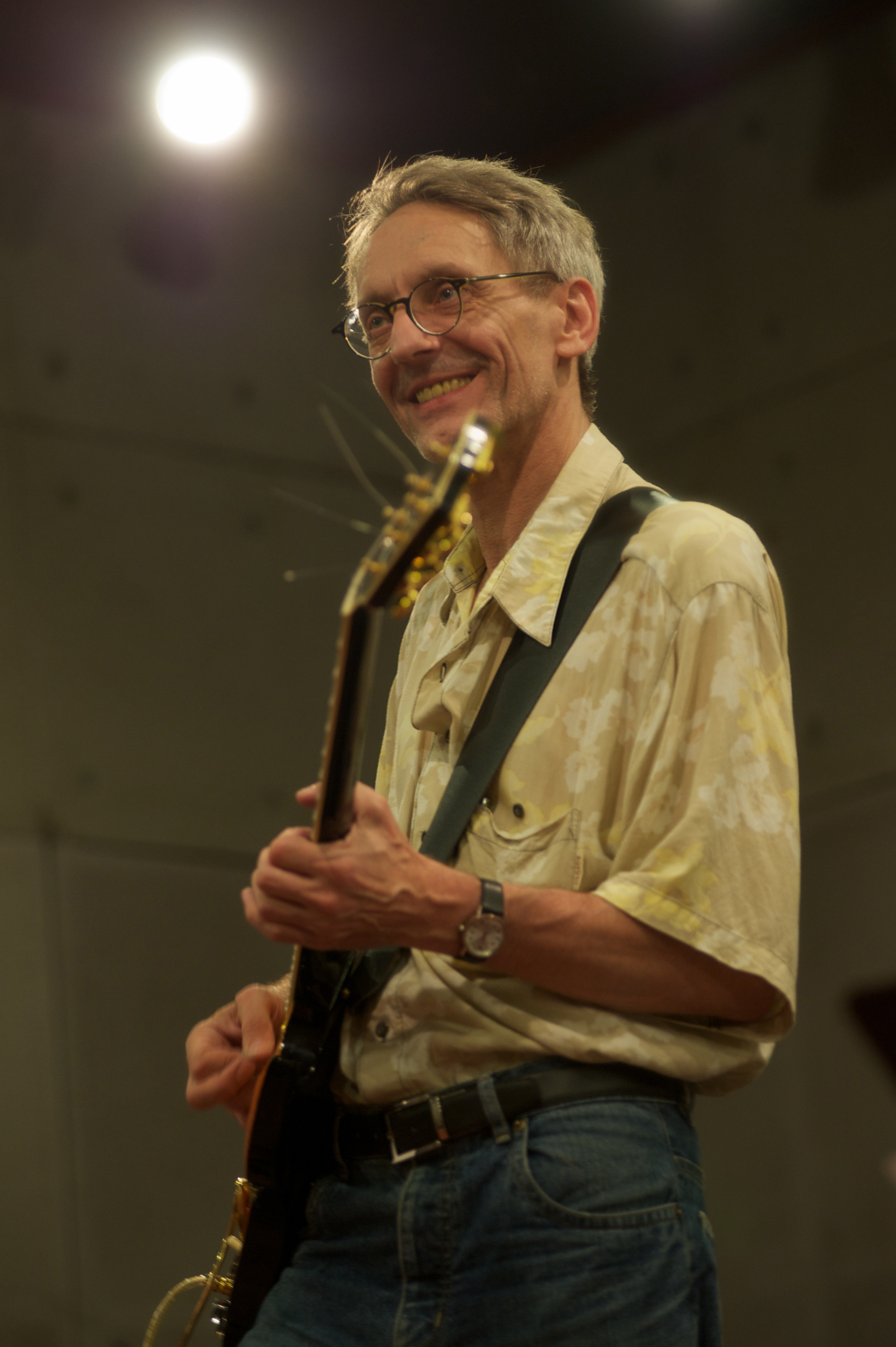
Manuel Göttsching (1952–2022)

- Göttsching, Martin (* 1944), deutscher Politiker (CDU), MdV, MdB
- Gottschlich, Alexandra (* 1982), deutsche Schauspielerin
- Gottschlich, Ayla (* 1982), deutsche Filmregisseurin und Drehbuchautorin
- Gottschlich, Daniel (* 1982), deutscher Koch
- Gottschlich, Gudrun (* 1970), deutsche Fußballspielerin
- Gottschlich, Hugo (1905–1984), österreichischer Kammerschauspieler
- Gottschlich, Jürgen (* 1954), deutscher Journalist und Publizist
- Gottschlich, Karl (1703–1770), deutscher Theologe, Jurist und Schriftsteller
- Gottschlich, Margret (* 1948), deutsche Politikerin (SPD), MdL
- Gottschlich, Stefanie (* 1978), deutsche FußballspielerinStefanie Gottschlich (* 1978)

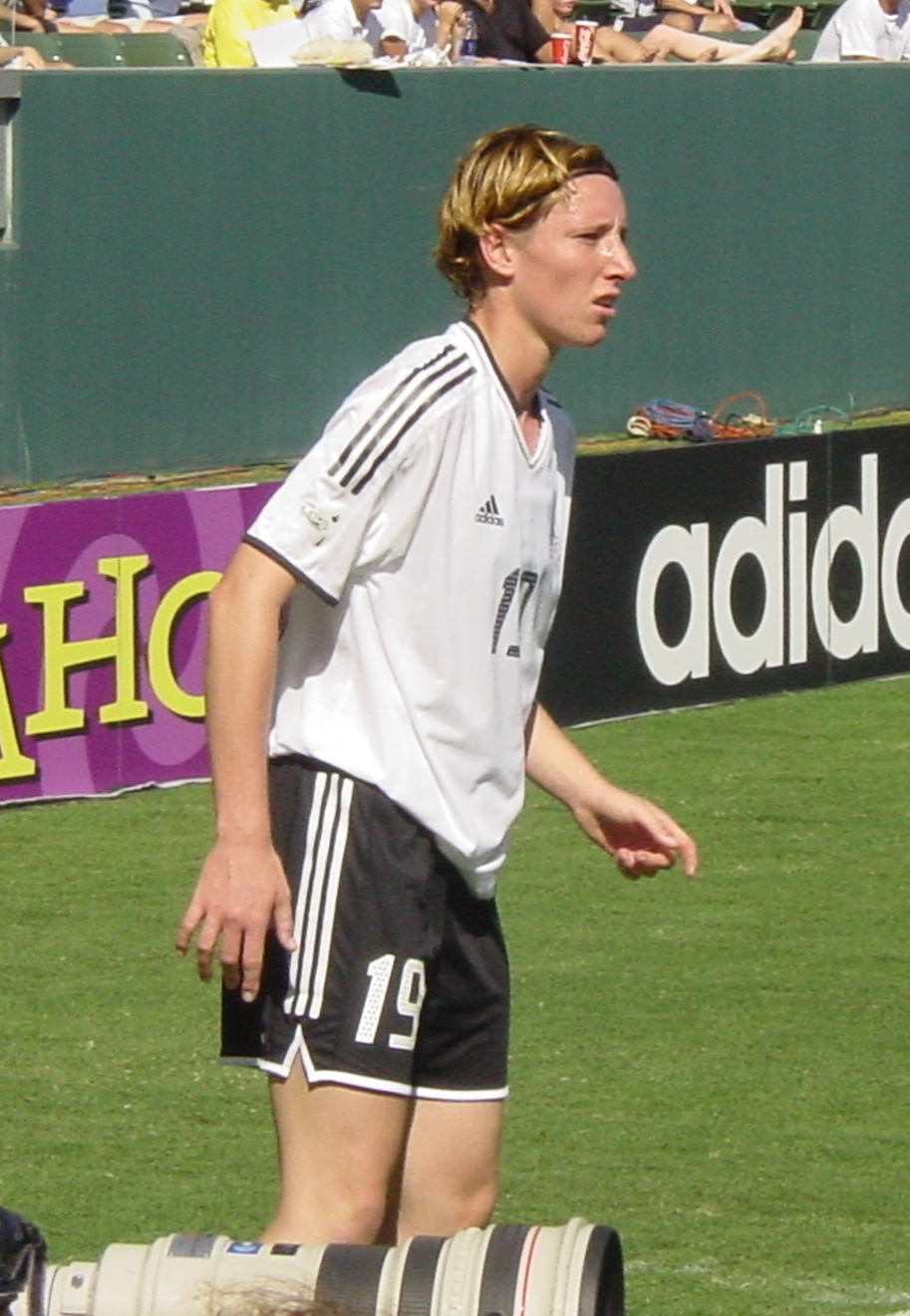
Stefanie Gottschlich (* 1978)

- Gottschlich, Tobias, deutscher Filmproduktionsleiter und ehemaliger Schauspieler
- Gottschling, Andreas (* 1967), deutscher Manager
- Gottschling, Arne (* 1985), deutscher Schauspieler
- Gottschling, Caspar (1679–1739), deutscher Pädagoge, Bibliothekar und Philologe
- Gottschling, Hubert (1931–1990), deutscher Naturwissenschaftler, Poet und Künstler
- Gottschling, Marcel (* 1994), deutscher Fußballspieler
- Gottschling, Paul Rudolph (1721–1805), deutscher Kaufmann und Schriftsteller
- Gottschling, Reinhard (1934–2008), rumänisch-deutscher Handballspieler und -trainer
- Gottschling, Stefan (* 1960), deutscher Fachautor, Berater und Trainer
- Gottschling, Stephan (* 1968), deutscher Radrennfahrer
- Gottschling, Sven (* 1971), deutscher Mediziner
- Gottschmann, Ernst (* 1971), österreichischer Musiker
- Gottschol, Hans-Joachim (1927–2007), deutscher Unternehmer
- Gottselig, Heinrich (1884–1935), deutscher Porträt- und Landschaftsmaler
- Gottshall, Dan (* 1961), amerikanischer Jazzmusiker (Posaune)
- Gottsleben, Johann Bernhard († 1635), evangelischer Geistlicher in Frohnhausen und Dillenburg
- Gottsleben, Johannes († 1612), deutscher Theologe, Magister, Professor und evangelischer Theologe
- Gottsleben, Joseph (1822–1888), deutscher Druckereibesitzer und Zeitungsverleger in Mainz
- Gottsleben, Ludwig (1836–1911), österreichischer Schauspieler und Schriftsteller
- Gottsmann, Andreas, österreichischer Historiker und Politologe
- Gottsmann, Werner (1924–2004), deutscher Maler und Grafiker
- Gottstein, Adolf (1857–1941), deutscher Sozialhygieniker
- Gottstein, Anton (1893–1982), tschechoslowakischer Skilangläufer
- Gottstein, Elias (* 1989), deutscher Musiker
- Gottstein, Eugen (1897–1978), deutscher Politiker (SPD)
- Gottstein, Eva (* 1949), deutsche Kommunal- und Landespolitikerin (Freie Wähler), MdL
- Gottstein, Georg (1868–1936), deutscher Chirurg in Breslau
- Gottstein, Günter (* 1944), deutscher Physiker
- Gottstein, Hans (1887–1965), deutscher Industrieller
- Gottstein, Jacob (1832–1895), deutscher Mediziner
- Gottstein, Klaus (1924–2020), deutscher Physiker und Friedensforscher
- Gottstein, Leo (1860–1922), deutscher Industrieller
- Gottstein, Margit (* 1960), deutsche Politikerin (Bündnis 90/Die Grünen) und Staatssekretärin
- Gottstein, Reiner (1910–1945), deutscher Polizeibeamter und SS-Führer
- Gottstein, Thomas (* 1964), Schweizer Bankmanager
- Gottstein, Ulrich (* 1926), deutscher Internist und Friedensaktivist

#### Gottv
- Gottvallès, Alain (1942–2008), französischer Schwimmer

#### Gottw
- Gottwald, Adolf (1872–1931), deutscher Lehrer und Politiker (Zentrum), MdL
- Gottwald, Alfred (1893–1971), deutscher expressionistischer Kirchenmaler
- Gottwald, August (1877–1957), österreichischer Rechtsanwalt und Politiker
- Gottwald, Christoph (1636–1700), deutscher Mediziner und Naturforscher
- Gottwald, Christoph (* 1954), deutscher Roman- und Drehbuchautor
- Gottwald, Clemens (* 1995), deutscher Jazzmusiker (Posaune, Komposition)
- Gottwald, Clytus (1925–2023), deutscher Komponist, Chorleiter und Musikwissenschaftler
- Gottwald, Felix (* 1976), österreichischer Nordischer KombiniererFelix Gottwald (* 1976)

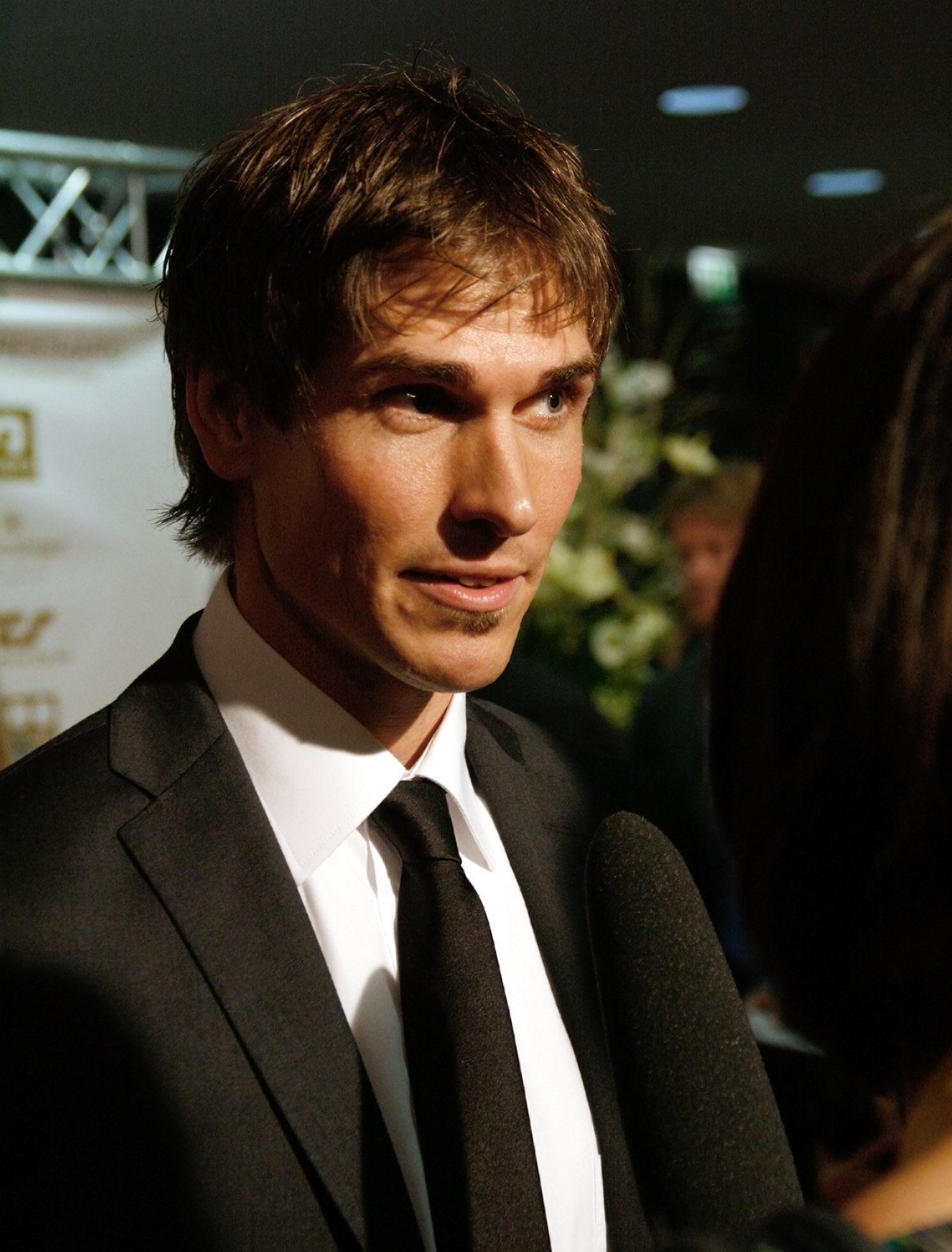
Felix Gottwald (* 1976)

- Gottwald, Franz-Theo (* 1955), deutscher Unternehmens- und Politikberater, Stiftungsexperte und Autor
- Gottwald, Franziska (* 1971), deutsche Mezzosopranistin
- Gottwald, Frieder (* 1964), deutscher Session-Bassist
- Gottwald, Gabriele (* 1955), deutsche Politikerin (Die Grünen/Linkspartei), MdB, MdA
- Gottwald, George Joseph (1914–2002), US-amerikanischer Geistlicher
- Gottwald, Hartwig (1917–2005), deutscher Politiker (CDU), MdL
- Gottwald, Heinrich (1821–1876), deutscher Musiker, Komponist und Musikschriftsteller
- Gottwald, Herbert (1937–2009), deutscher Historiker
- Gottwald, Herwig (* 1957), österreichischer Germanist
- Gottwald, Ilse (* 1936), deutsche Malerin und Grafikerin
- Gottwald, Johann Christoph (1670–1713), deutscher Mediziner und Naturforscher
- Gottwald, Joseph (1754–1833), deutscher Musiklehrer und Organist
- Gottwald, Klement (1896–1953), tschechoslowakischer PolitikerKlement Gottwald (1896–1953)

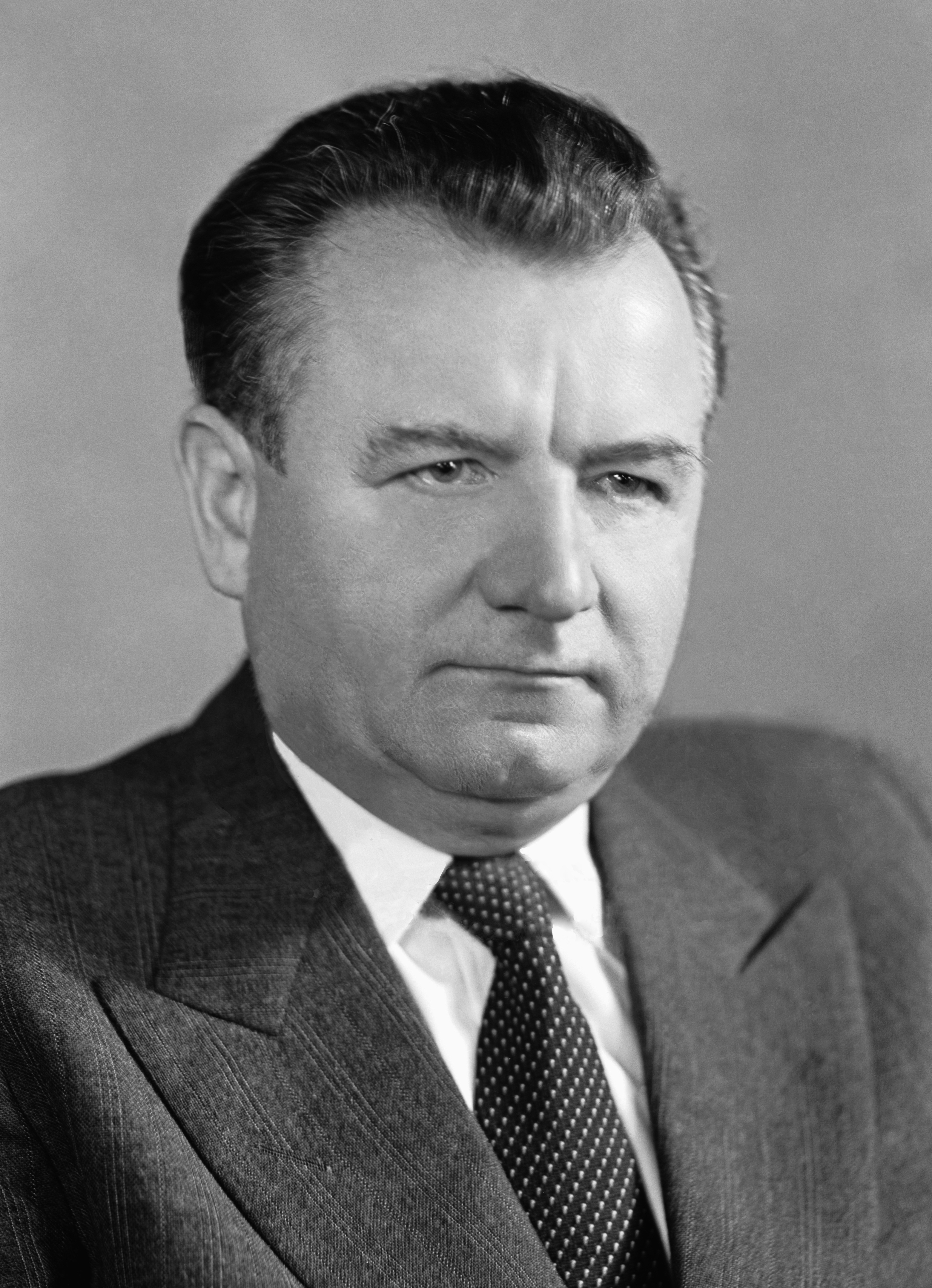
Klement Gottwald (1896–1953)

- Gottwald, Max (* 2000), deutscher Fußballspieler
- Gottwald, Maximilian (* 1986), deutscher Basketballspieler
- Gottwald, Michael, US-amerikanischer Filmproduzent, der 2013 für einen Oscar nominiert wurde
- Gottwald, Moritz (* 1988), deutscher Theater- und Filmschauspieler
- Gottwald, Oliver (* 1978), deutscher Sänger, Gitarrist und Songwriter im deutschsprachigen Indiepop
- Gottwald, Peter (* 1935), deutscher Psychiater und Psychologe
- Gottwald, Peter (* 1944), deutscher Jurist, Hochschullehrer und Richter
- Gottwald, Peter (* 1948), deutscher Diplomat
- Gottwald, Rainer (* 1966), deutscher Box-Manager und Kickboxer
- Gottwald, René (* 1973), deutscher Fußballspieler
- Gottwald, Scotty, deutscher Jazzmusiker (Schlagzeug, Perkussion)
- Gottwald, Siegfried (1943–2015), deutscher Mathematiker und Logiker
- Gottwald, Ursula (* 1970), deutsche Schauspielerin
- Gottwaldt, Alfred (1949–2015), deutscher Jurist, Historiker und Autor
- Gottwalt, Lukas (* 1997), deutscher Fußballspieler
- Gottweis, Andrea (* 1961), österreichische Politikerin (ÖVP), Burgenländische Landtagsabgeordnete
- Gottweis, Herbert (1958–2014), österreichischer Politologe
- Gottweiss, Charles (1887–1976), deutsch-französischer Künstler und Bildhauer
- Gottweiss, Thomas (* 1979), deutscher Politiker (CDU), MdL

#### Gottz
- Gottzein, Eveline (1931–2023), deutsche Ingenieurin
- Gottzmann, Carola L. (* 1943), deutsche Germanistin

### Gotu
- Gotua, Lewan (1905–1973), georgischer Schriftsteller

### Goty
- Gotye (* 1980), belgisch-australischer Sänger und Songschreiber, MultimusikerGotye (* 1980)

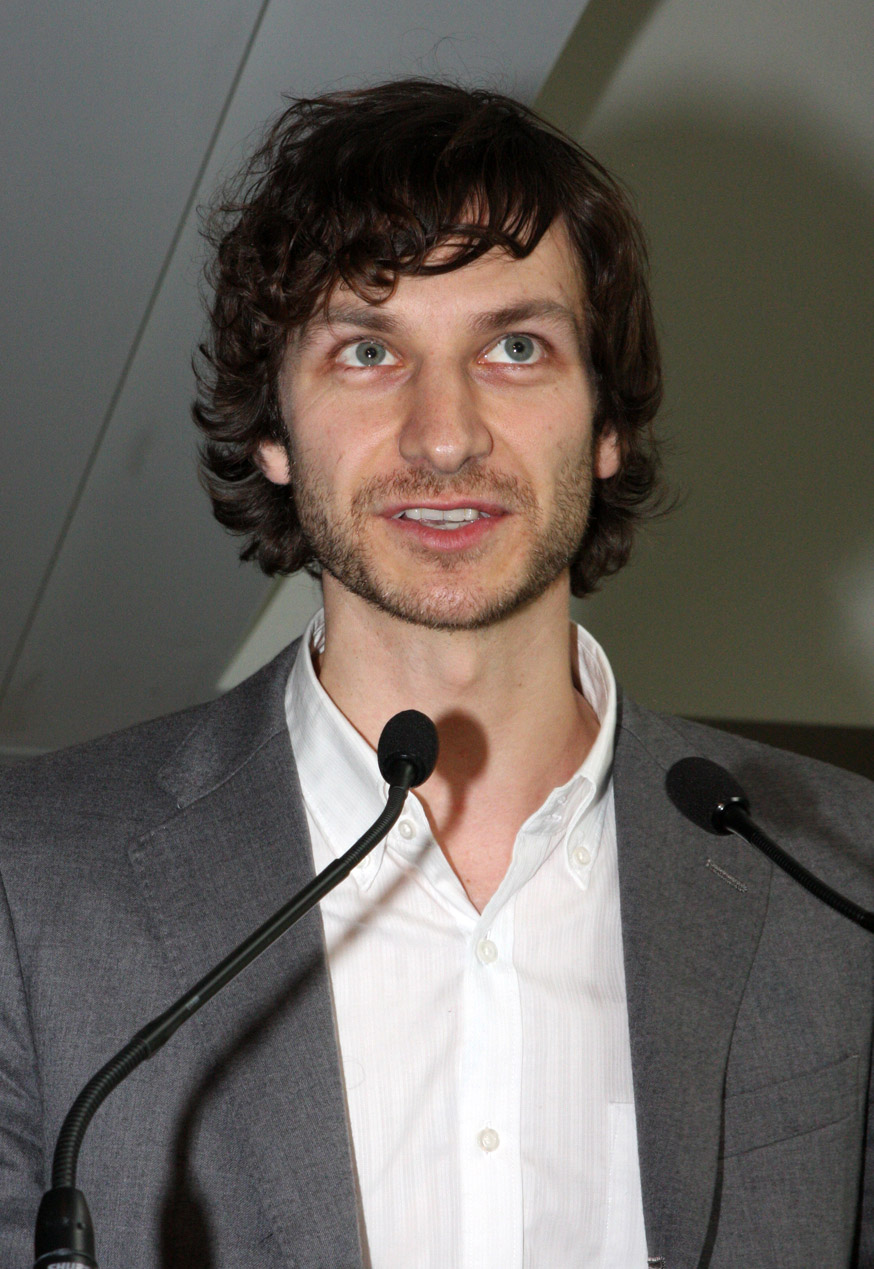
Gotye (* 1980)

### Gotz
- Götz und Schwanenflies, Alexander von (1806–1871), preußischer Beamter, Regierungspräsident von Köslin, Regierungspräsident von Düsseldorf
- Götz und Schwanenfließ, Karl von (1776–1858), preußischer Generalmajor
- Götz von Olenhusen, Albrecht (1935–2022), deutscher Rechtsanwalt
- Götz von Olenhusen, Irmtraud (* 1952), deutsche Historikerin
- Götz von Olenhusen, Leo (1855–1942), sächsischer General der Infanterie
- Götz von Olenhusen, Peter (* 1952), deutscher Jurist
- Götz, Alexander (1928–2018), österreichischer Politiker (FPÖ), Abgeordneter zum NationalratAlexander Götz (1928–2018)

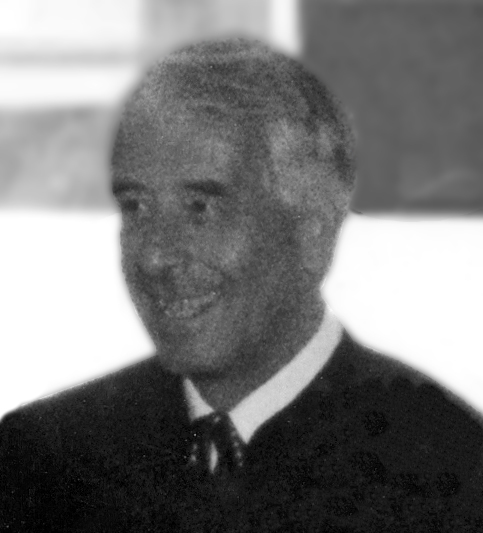
Alexander Götz (1928–2018)

- Götz, Anton (1867–1946), römisch-katholischer Prälat
- Götz, Ashton (* 1993), deutscher Fußballspieler
- Götz, Bettina (* 1962), österreichische Architektin und Hochschullehrerin
- Götz, Carl (1818–1879), deutscher Verwaltungsjurist
- Götz, Christa (* 1948), deutsche Politikerin (CSU), MdL Bayern
- Götz, Christian (1783–1849), deutscher Generalmajor in Diensten der österreichischen Kaiserlichen Armee
- Götz, Christian (1810–1884), badischer Generalmajor, später preußischer Generalleutnant
- Götz, Christian (1940–2000), deutscher Gewerkschafter
- Götz, Christian (* 1988), deutscher Basketballspieler
- Götz, Cornelia (* 1965), deutsche Opernsängerin (Sopran)
- Götz, Cornelia (* 1966), deutsche Basketballspielerin
- Götz, Daniela (* 1987), deutsche Schwimmerin
- Götz, Dieter (1942–2020), deutscher Anglist, Sprachwissenschaftler und Hochschullehrer
- Götz, Dieter (* 1964), deutscher Fußballspieler
- Götz, Edmund (1792–1862), österreichischer Ordensgeistlicher und Politiker
- Götz, Edmund (1891–1968), deutscher Maler und Grafiker
- Götz, Eduard (1876–1961), deutscher Malermeister, Dekorationsmaler und Kunstmaler
- Götz, Eicke (* 1939), deutscher Politiker (CSU), MdB
- Götz, Emil Friedrich (1806–1858), deutscher Mediziner und Hochschullehrer
- Götz, Falko (* 1962), deutscher Fußballspieler und -trainerFalko Götz (* 1962)

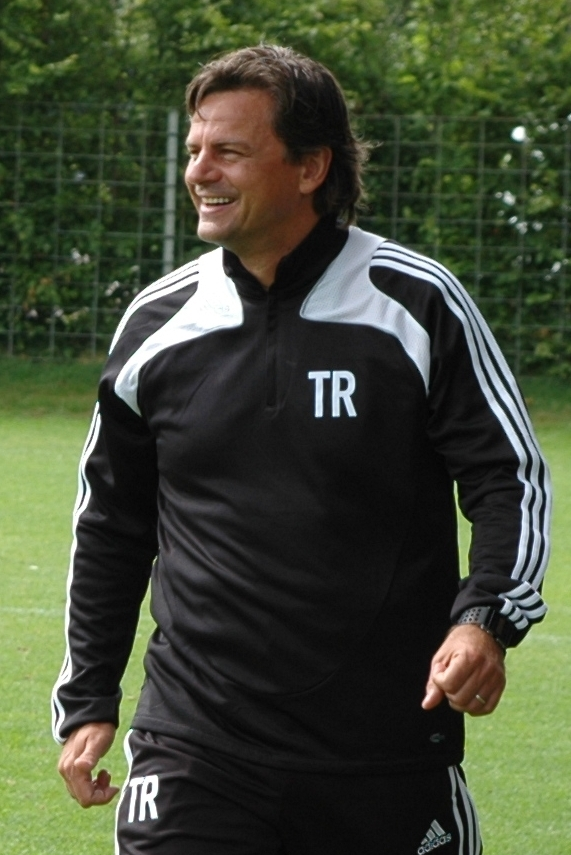
Falko Götz (* 1962)

- Götz, Ferdinand (* 1955), österreichischer Künstler
- Götz, František (1894–1974), tschechischer Literaturhistoriker, Kritiker, Dramaturg, Übersetzer
- Götz, Franz (1929–2020), deutscher Archivar und Historiker
- Götz, Franz (* 1945), deutscher Politiker (SPD, Freie Wähler), MdL
- Götz, Frederik (* 1988), deutscher Schauspieler
- Götz, Friedrich (* 1945), deutscher Mikrobiologe und Molekularbiologe
- Götz, Friedrich von (1844–1920), sächsischer Generalmajor
- Götz, Gabriele Franziska (* 1954), deutsche Designerin
- Götz, Georg (1869–1939), bayerischer königlicher Bezirksamtmann, königlicher Regierungsrat und Mitglied der Kammer der Abgeordneten
- Götz, Georg (* 1963), deutscher Hochschullehrer, Professor für Volkswirtschaftslehre (Universität Gießen)
- Götz, Georg Friedrich (1750–1813), Theologe evangelisch-lutherischen Glaubens, Prediger, Erzieher und Zoologe
- Götz, Georg Joseph (1802–1871), deutscher Priester, Domkapitular und bayerischer Landtagsabgeordneter
- Götz, Gerhard (* 1920), deutscher DBD-Funktionär, DBD-Bezirksvorsitzender Dresden
- Götz, Gerhard (1931–2024), deutscher Weinbau- und Obstbaufachmann
- Götz, Gero (* 1969), deutscher Jurist und Richter am Bundesgerichtshof
- Götz, Gisela, deutsche Wirtschaftswissenschaftlerin
- Götz, Götz von (1881–1954), deutscher Verwaltungsbeamter
- Götz, Gustav (* 1979), österreichischer Radiomoderator
- Götz, Hans Herbert (1921–1999), deutscher Wirtschaftsjournalist und -publizist
- Götz, Heike (* 1964), deutsche Journalistin und ModeratorinHeike Götz (* 1964)

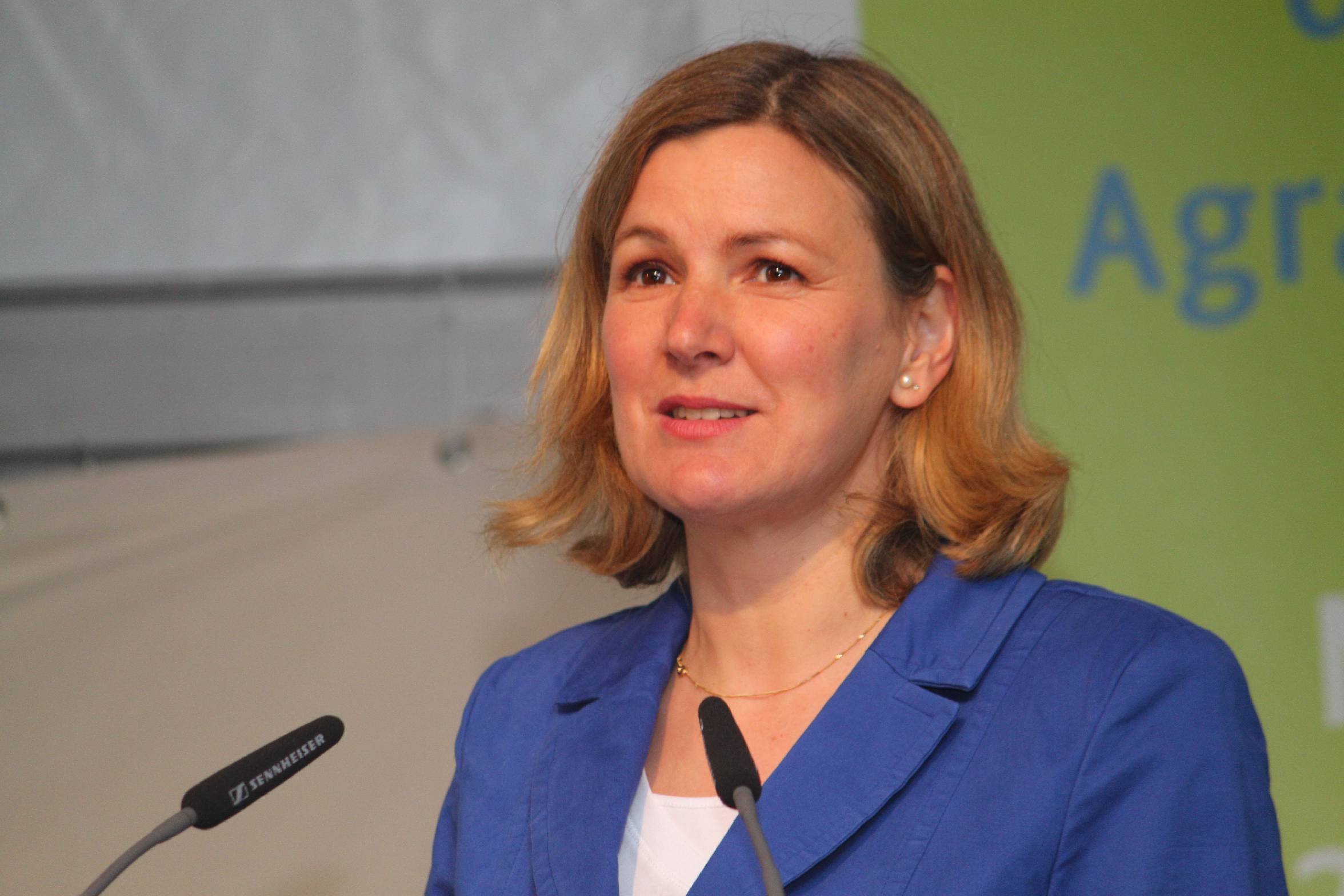
Heike Götz (* 1964)

- Götz, Heike (* 1970), deutsche Moderatorin
- Götz, Heinrich (1866–1931), deutscher Fotograf
- Götz, Heinrich (1896–1960), deutscher Offizier, zuletzt Generalleutnant im Zweiten Weltkrieg
- Götz, Heinz-Werner (* 1941), deutscher Kaufmann und Senator (Bayern)
- Götz, Herbert (* 1963), österreichischer Manager
- Götz, Hermann (1848–1901), deutscher Maler, Lithograf, Plastiker und Kunstgewerbler
- Götz, Hermann (1888–1971), deutscher Politiker
- Götz, Hermann (1913–1983), deutscher Politiker (SPD), MdL Bayern
- Götz, Hermann (1914–1987), deutscher Politiker (CDU), MdB
- Götz, Hilde Charlotte (1928–2016), deutsche Ärztin und Wissenschaftlerin
- Götz, Irene (* 1962), deutsche Kulturwissenschaftlerin und Ethnologin
- Götz, Isabell (* 1957), deutsche Familienrichterin
- Götz, Jakob (1890–1977), deutscher Unternehmer, Unternehmensgründer und Schiffseigner
- Götz, Janina-Kristin (* 1981), deutsche Schwimmerin
- Götz, Johann (1734–1797), altösterreichischer Orgelbauer
- Götz, Johann Friedrich (1820–1892), deutscher Unternehmer und mehrfacher Steinbruchbesitzer
- Götz, Johann Michael († 1810), deutscher Notenstecher und Musikverleger
- Götz, Johann Nikolaus (1721–1781), deutscher Geistlicher, Schriftsteller und Übersetzer
- Götz, Johann Wilhelm (1732–1762), deutscher Porzellanbildner
- Götz, Johannes (1865–1934), deutscher Bildhauer
- Götz, Josef (1774–1839), österreichischer Salinen- und Badearzt
- Götz, Josef (1823–1894), österreichischer Politiker
- Götz, Joseph (1895–1933), deutscher Widerstandskämpfer und KPD-Funktionär
- Götz, Joseph Matthias (1696–1760), deutscher Bildhauer des Rokoko
- Götz, Jürgen (* 1967), deutscher Kommunalpolitiker, Erster Bürgermeister Veitshöchheim und Musiker bei Fastnacht in Franken
- Götz, Karl (1888–1954), deutscher Politiker (NSDAP), MdR
- Götz, Karl (1903–1989), deutscher nationalsozialistischer Schriftsteller, Lehrer und Kulturfunktionär
- Götz, Karl (1922–1993), deutscher Pianist, Bandleader und Schlagerkomponist
- Götz, Karl Georg (* 1930), deutscher Biophysiker
- Götz, Karl Otto (1914–2017), deutscher Maler der informellen Kunst und LyrikerKarl Otto Götz (1914–2017)

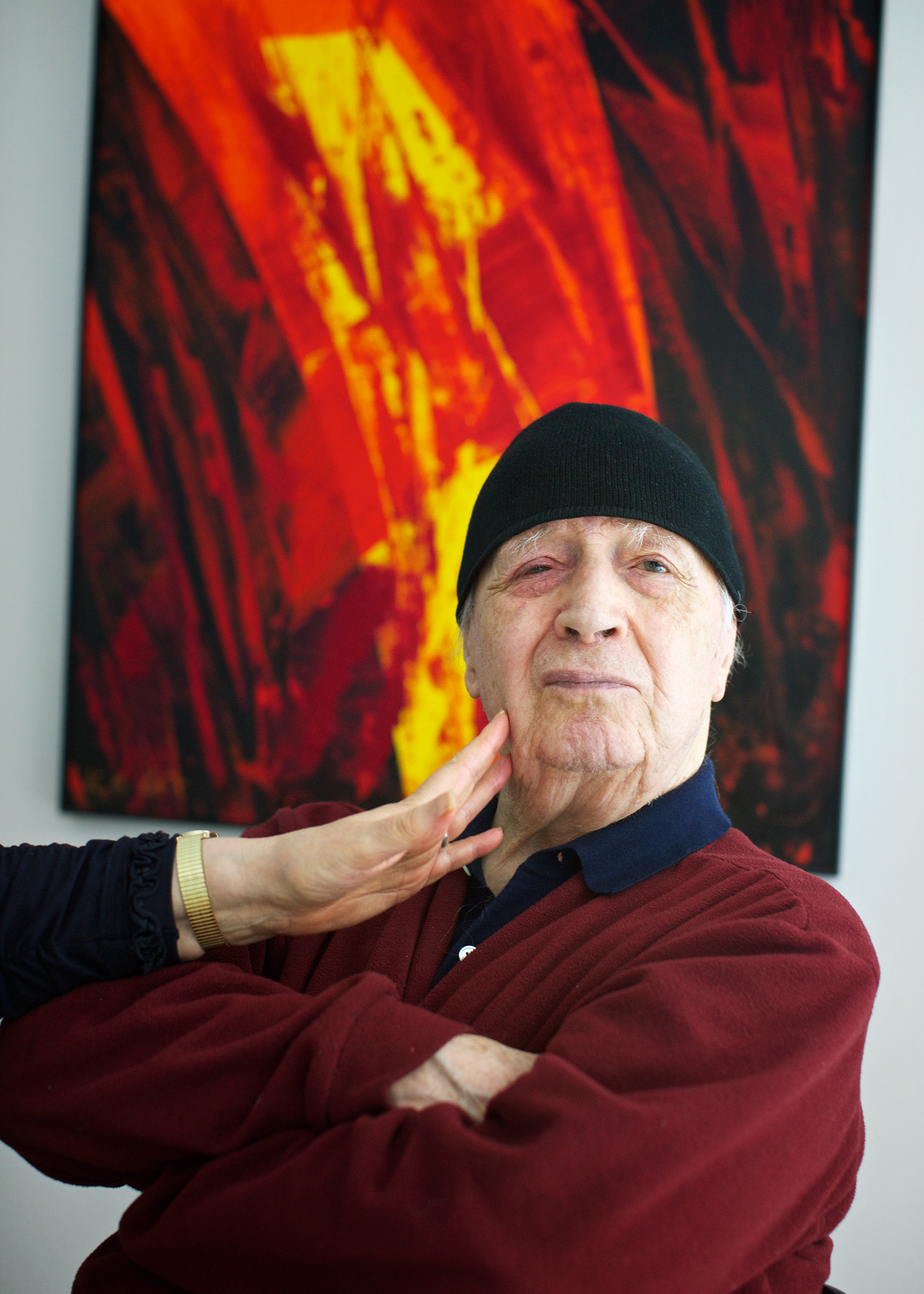
Karl Otto Götz (1914–2017)

- Götz, Karlheinz (1941–2023), deutscher Unternehmer
- Götz, Kay-Uwe (* 1959), deutscher Tierzuchtwissenschaftler und Hochschullehrer
- Götz, Leo (1883–1962), deutscher Maler
- Götz, Leonhard von († 1640), Bischof von Lavant
- Götz, Leopold (1833–1903), deutscher evangelischer Theologe
- Götz, Lothar (1925–2018), deutscher Architekt, Baumanager und Hochschullehrer
- Götz, Ludwig (1887–1955), deutscher Unternehmer und Schiffseigner
- Götz, Lutz (1891–1958), deutscher Schauspieler
- Götz, Magdalena (* 1962), deutsche Biologin
- Götz, Manfred (1932–2021), deutscher Islamwissenschaftler und Turkologe
- Götz, Marcel (* 1996), deutscher Fußballspieler
- Götz, Marcus (* 1987), deutsch-schwedischer Eishockeyspieler
- Götz, Margarete (* 1951), deutsche Pädagogin und HochschullehrerinMargarete Götz (* 1951)

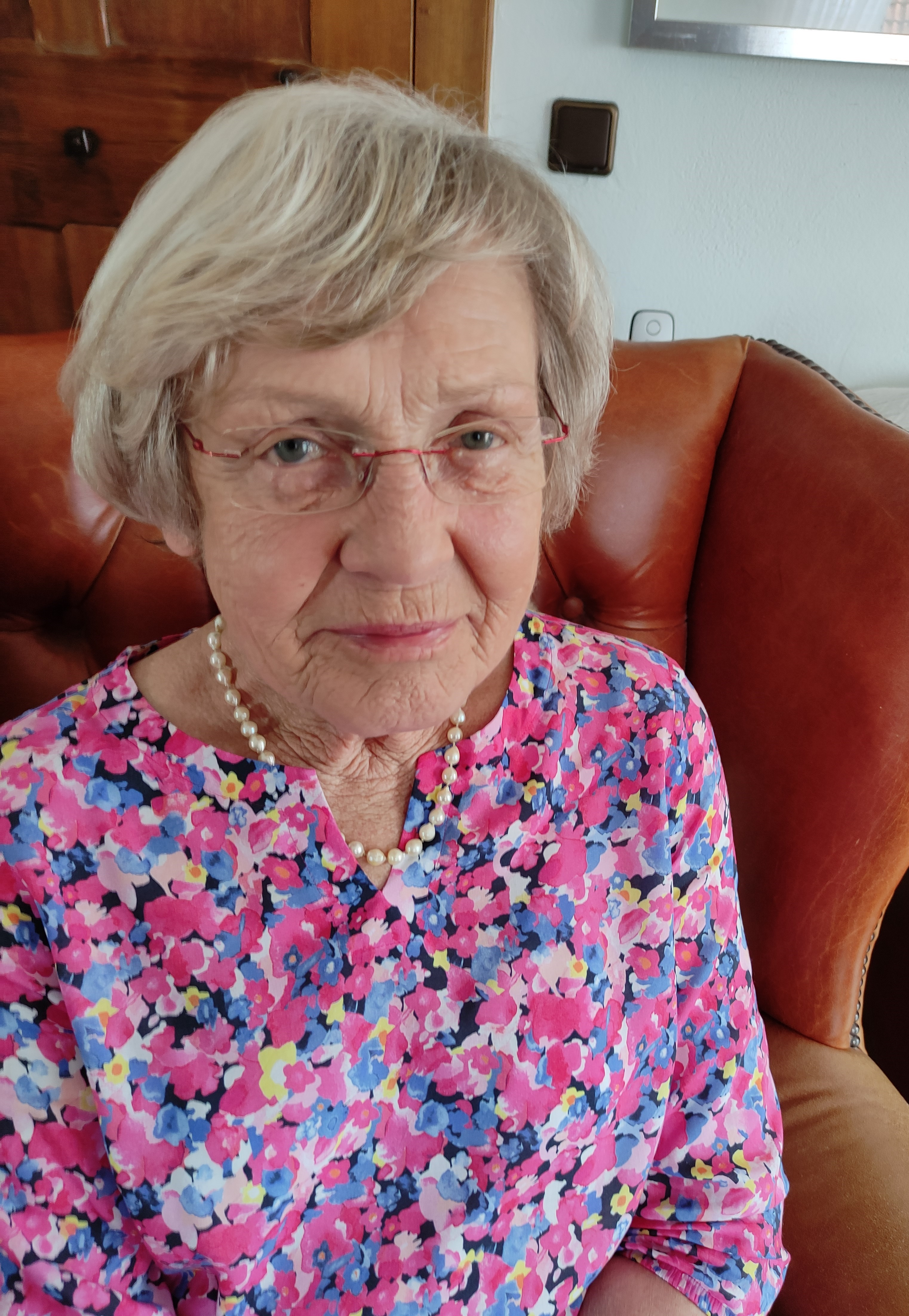
Margarete Götz (* 1951)

- Götz, Maria Magdalena (1657–1722), deutsche Dichterin
- Götz, Markus (* 1973), deutscher Komponist
- Götz, Markus (* 1973), deutscher Kommentator und Moderator
- Götz, Martin (1903–1969), deutsch-britischer Wirtschaftswissenschaftler und Journalist
- Götz, Mathias (* 1972), deutscher Jazzmusiker (Posaune, Komposition)
- Gotz, Maximilian (* 1963), bayerischer Kommunalpolitiker (CSU)
- Götz, Maximilian (* 1986), deutscher AutomobilrennfahrerMaximilian Götz (* 1986)

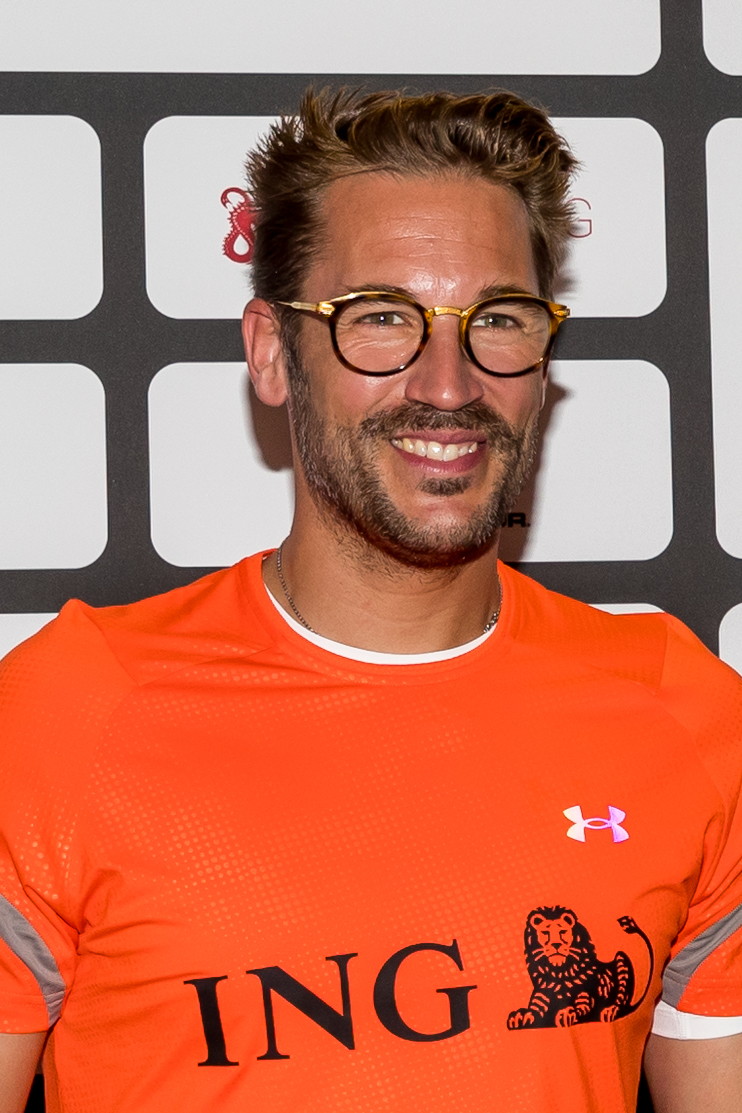
Maximilian Götz (* 1986)

- Götz, Maya (* 1967), deutsche Medienwissenschaftlerin
- Götz, Monika (* 1981), deutsche Leichtathletin
- Götz, Nora (* 1989), deutsche Volleyballspielerin
- Götz, Norbert (* 1965), deutscher Politikwissenschaftler, Historiker und Skandinavist
- Götz, Olaf (* 1965), deutscher Filmregisseur
- Götz, Otto (1895–1995), deutscher Löser von Schachkompositionen
- Götz, Paul (1883–1962), deutscher Astronom
- Götz, Paul (1891–1954), deutsch-schweizerischer Geophysiker, Meteorologe und Astronom
- Götz, Paulus († 1633), deutscher Historiker und Schulleiter
- Götz, Peter (1935–2024), deutscher Zoologe und Hochschullehrer
- Götz, Peter (* 1947), deutscher Politiker (CDU), MdB
- Götz, Richard (1874–1954), deutscher Maler und Kunstsammler
- Götz, Robert (1892–1978), deutscher Komponist, Musikpädagoge, Lieddichter
- Götz, Roland (* 1939), deutscher Organist und Cembalist
- Götz, Rolf (1943–2008), deutscher Autorennfahrer
- Götz, Rolf (1946–2013), deutscher Gymnasiallehrer und Landeshistoriker
- Götz, Rudolf (* 1949), deutscher Politiker (CDU), MdL
- Götz, Stefan (* 1966), österreichischer Mathematiker und Hochschulprofessor
- Götz, Susann (* 1982), deutsche Eishockeyspielerin und Sportsoldatin (Stabsunteroffizier)
- Götz, Theo (1930–2008), deutscher Lehrer, Politiker (CDU) und Mitglied des Landtags von Baden-Württemberg
- Götz, Theodor von (1826–1892), sächsischer Oberstleutnant und Schlachtenmaler
- Götz, Thomas (* 1953), deutscher Diplomat
- Götz, Thomas (* 1968), deutscher Psychologe
- Götz, Thomas (* 1972), deutscher politischer Beamter (Bündnis 90/Die Grünen)
- Götz, Thomas (* 1985), deutscher Eishockeyspieler
- Götz, Tom (* 1985), deutscher Beachvolleyballspieler
- Götz, Torsten (* 1968), deutsch-schweizerischer Koch, Gastronom und Fernsehkoch
- Götz, Volker (* 1945), deutscher Rechtsanwalt
- Götz, Volkmar (* 1934), deutscher Rechtswissenschaftler
- Götz, Walter (* 1960), deutscher Fußballspieler
- Götz, Werner (* 1934), deutscher Opernsänger (Tenor)
- Götz, Wilhelm (1844–1911), bayerischer Gefängnispfarrer, Lehrer und Geograph
- Götz, Willi (1926–1993), deutscher Maler und Grafiker
- Götz, Willi (* 1947), deutscher Fußballspieler
- Götz, Woldemar (1930–1996), deutscher Astronom
- Götz, Wolfgang (1923–1996), deutscher Kunsthistoriker
- Götz, Wolfgang (* 1951), deutscher Wirtschaftswissenschaftler und EU-Beamter
- Götz, Wolfgang, deutscher Dirigent und Chorleiter
- Götz-Hünerbein, Hans von (1832–1883), deutscher Verwaltungsjurist und Rittergutsbesitzer
- Götz-Sobel, Christiane (* 1956), deutsche Wissenschaftsjournalistin

#### Gotze
- Götze Regenbogen, Thilo (1949–2015), deutscher Künstler, Kunsthistoriker, Kulturwissenschaftler und Autor
- Götze, Albert (1887–1967), deutscher Politiker (SPD), MdBB
- Götze, Albrecht (1897–1971), deutscher Altorientalist
- Götze, Alfred (1865–1948), deutscher Prähistoriker
- Götze, Alfred (1876–1946), deutscher Philologe
- Götze, Alfred (1900–1970), deutscher Fußballspieler
- Götze, Alfried (1904–1985), deutscher Politiker (SPD), MdA
- Götze, Andreas (* 1953), deutscher Turner und Sportjournalist
- Götze, Ann-Kathrin (* 1989), deutsches Model und InfluencerinAnn-Kathrin Götze (* 1989)

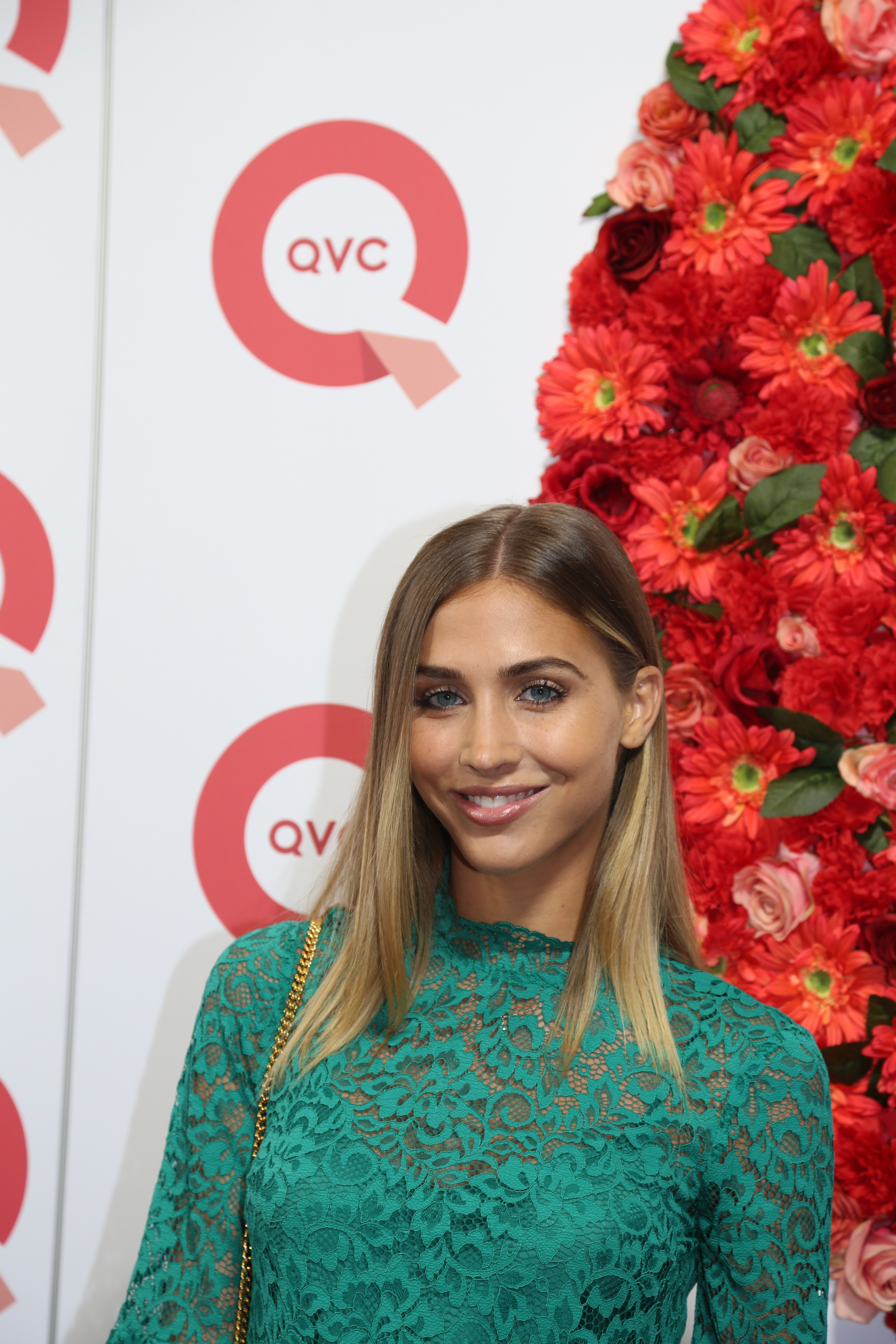
Ann-Kathrin Götze (* 1989)

- Götze, Anna (1875–1958), deutsche Anarchistin
- Götze, August (1814–1881), deutscher Kaufmann, Unternehmer und Kommunalpolitiker
- Götze, Auguste (1840–1908), deutsche Schauspielerin, Sängerin (Alt), Gesangspädagogin und Schriftstellerin
- Götze, Bruno (1862–1913), deutscher Radsportler
- Götze, Carl (1865–1947), deutscher Pädagoge und Schulreformer
- Götze, Daniela (* 1978), deutsche Mathematikdidaktikerin
- Götze, Dietrich (* 1941), deutscher Verleger und Mediziner
- Götze, Ekkeland (* 1948), deutscher Maler und Konzeptkünstler
- Götze, Elisabeth (* 1966), österreichische Politikerin (Grüne), Abgeordnete zum Nationalrat
- Götze, Fabian (* 1990), deutscher Fußballspieler
- Götze, Felix (* 1998), deutscher Fußballspieler
- Götze, Franz (1814–1888), deutscher Violinist, Opernsänger und Gesangslehrer
- Götze, Franz (1859–1934), deutscher Theaterkapellmeister und Komponist
- Götze, Friedrich (* 1951), deutscher Mathematiker
- Götze, Gela (1957–2007), deutsche Schauspielerin
- Götze, Georg (1633–1699), deutscher lutherischer Theologe
- Götze, Georg Heinrich (1667–1728), evangelischer Superintendent von Lübeck
- Götze, Gerhard (* 1948), deutscher Dokumentarfilmer, Galerist, Verleger und Publizist
- Götze, Grita (* 1959), deutsche Künstlerin
- Götze, Günther (1926–2003), deutscher Schauspieler
- Götze, Heinrich (1836–1906), deutscher Musikpädagoge und Komponist
- Götze, Heinz (1912–2001), deutscher Verleger
- Götze, Heinz Arnold (1901–1945), deutscher Architekt
- Götze, Hellmuth (1886–1942), deutscher Theaterschauspieler und Theaterintendant
- Götze, Henny (1901–1997), deutsche Unternehmer-Ehefrau und Stifterin
- Götze, Hermann (1807–1869), deutscher Gutsbesitzer und Politiker, MdL
- Götze, Inge (* 1939), deutsche Textilkünstlerin, Malerin und Zeichnerin
- Götze, Johann Christian (1692–1749), deutscher Kaplan und Bibliothekar
- Götze, Johann Nikolaus Conrad (1791–1861), Musikdirektor und Chorrepetitor am großherzoglichen Hoftheater in Weimar
- Götze, Juliana (* 1985), deutsche Schauspielerin
- Götze, Karl (1836–1887), deutscher Komponist und Theaterkapellmeister
- Götze, Karl Heinz (* 1947), deutscher Germanist
- Götze, Karl-Heinz (1917–1976), deutscher Politiker (SPD), MdBB, Gewerkschaftsfunktionär
- Götze, Klaus (* 1940), deutscher Fotograf, Fotodesigner und Buchillustrator
- Götze, Kurt (1922–2018), deutscher Pilot
- Götze, Ludwig (1832–1878), deutscher Lehrer, Historiker und Archivar
- Götze, Lutz (* 1943), deutscher Germanist, Sprachwissenschaftler und Hochschullehrer
- Götze, Maria (* 1980), deutsche Schwimmerin im Behindertensport
- Götze, Mario (* 1992), deutscher FußballspielerMario Götze (* 1992)

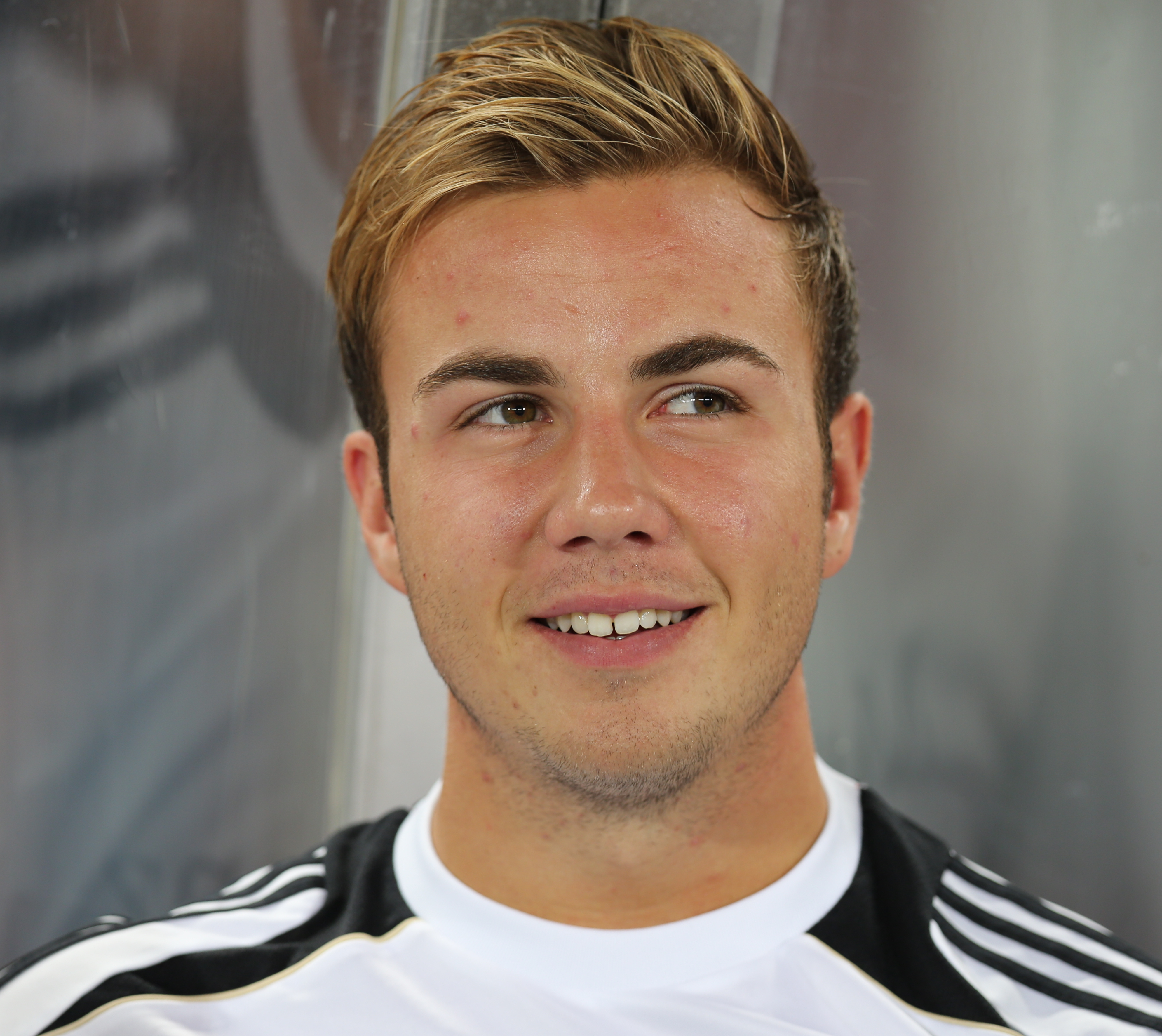
Mario Götze (* 1992)

- Götze, Martin (1865–1928), deutscher Bildhauer
- Götze, Max (1880–1944), deutscher Radsportler
- Götze, Max (1891–1938), deutscher Krimineller, Oper der NS-Justiz
- Götze, Monika (* 1963), deutsche Übersetzerin
- Götze, Moritz (* 1964), deutscher Maler, Grafiker, Email- und Objektkünstler
- Götze, Otto-Christoph (1927–1987), deutscher Politiker (NDPD), MdV
- Götze, Paul (1761–1835), deutscher Diener von Johann Wolfgang von Goethe
- Götze, Paul (1903–1948), deutscher Kriegsverbrecher und Angehöriger der Lager-SS im KZ Auschwitz
- Götze, Reinhold (1904–1966), deutscher Widerstandskämpfer gegen den Nationalsozialismus, Politiker (SED)
- Götze, Richard (1890–1955), deutscher Veterinärmediziner, Hochschullehrer und Rektor
- Götze, Robby Joachim (* 1964), deutscher Museologe
- Götze, Rüdiger (1942–2017), deutscher Theaterschauspieler und -regisseur
- Götze, Rudolf (1863–1920), deutscher Nervenarzt
- Götze, Sigismund von (1576–1650), kurfürstlich-brandenburgischer Kanzler
- Götze, Susanne (* 1980), deutsche Journalistin und BuchautorinSusanne Götze (* 1980)

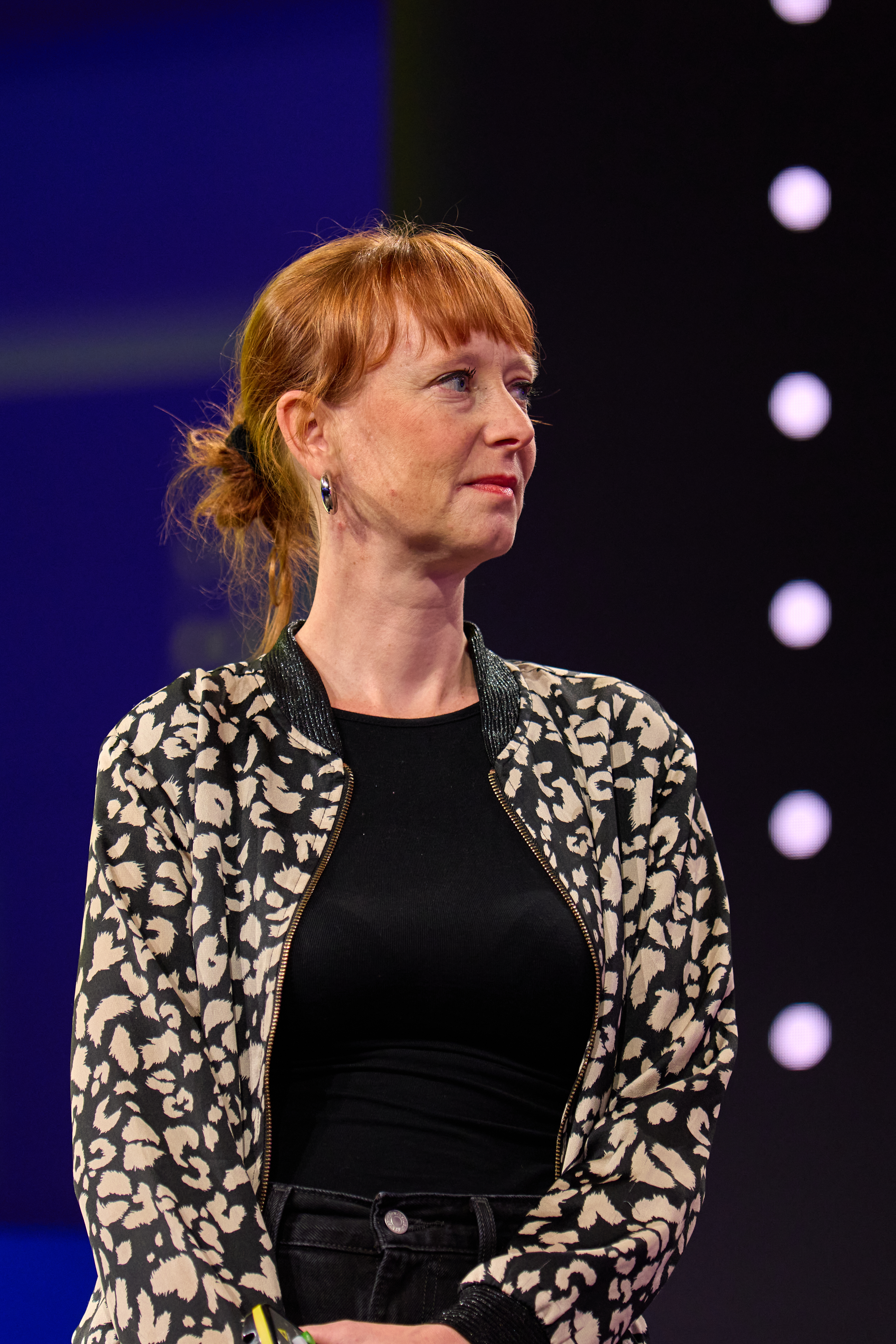
Susanne Götze (* 1980)

- Götze, Theodor (1878–1954), deutscher Heimatforscher und Museumsgründer
- Götze, Thomas Matthias († 1672), Buchhändler und Verleger
- Götze, Tom (* 1968), deutscher Bassist
- Götze, Udo (* 1969), deutscher Verwaltungsjurist und politischer BeamterUdo Götze (* 1969)

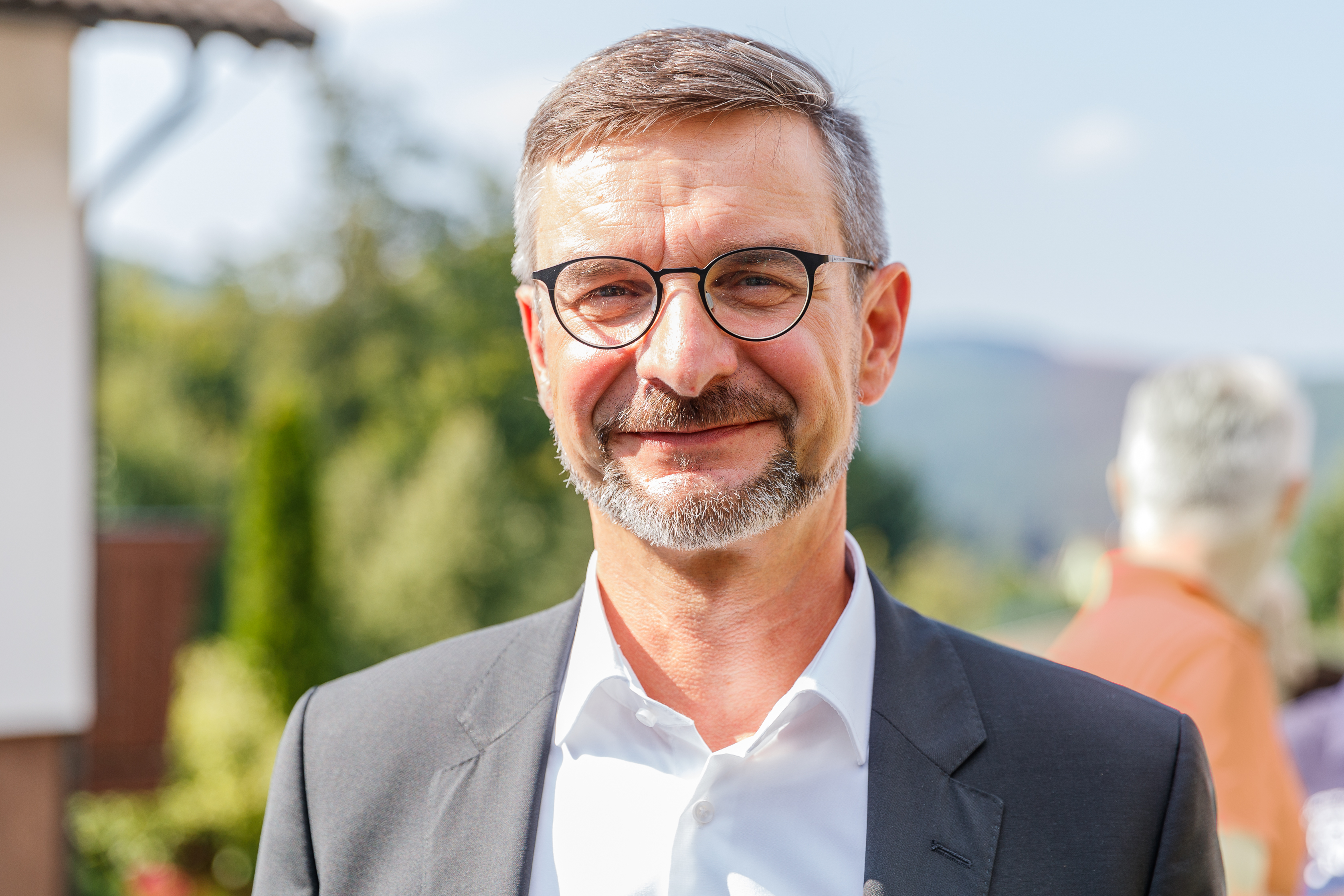
Udo Götze (* 1969)

- Götze, Walter (1879–1952), deutscher Musiker, Prähistoriker und Konservator
- Götze, Walter (1901–1967), deutscher Maler und Grafiker
- Götze, Walter (1902–1938), deutscher Krimineller, Opfer der NS-Justiz
- Götze, Wasja (* 1941), deutscher Maler, Dichter, Grafiker und Liedermacher
- Götze, Werner (1925–2010), deutscher Radiomoderator
- Götze, Wieland, deutscher Schlagzeuger und Singer-Songwriter
- Götze, Wilhelm (1792–1876), deutscher Jurist
- Götze, Wilhelm (1871–1954), deutscher Puppenspieler
- Götze, Wolfgang (1906–1988), deutscher Künstler
- Götze, Wolfgang (1937–2021), deutscher Physiker
- Götze, Wulf (1593–1667), deutscher Zimmermeister
- Götzel, Hartmut (* 1956), deutscher Politiker (CDU), MdL
- Götzel, Otto, deutscher Fußballschiedsrichter
- Götzelmann, Henry (* 1927), deutscher Buchgestalter
- Gotzelo I. († 1044), wahrscheinlich jüngster Sohn des Grafen Gottfried von Verdun und der Mathilde von Sachsen
- Gotzelo II. (1008–1046), Herzog von Lothringen
- Götzelt, Margarete (1909–1984), deutsche Politikerin (SED), MdV, Vorsitzende der Gewerkschaft Handel
- Götzelt, Steffi (* 1960), deutsche Ruderin
- Götzen, Adolf Sigismund von (1769–1847), preußischer Offizier, Großgrundbesitzer und Landschaftsdirektor
- Götzen, Evelin (* 1963), deutsche Fußballspielerin
- Götzen, Franz Anton von (1693–1738), deutscher Adliger, Stifter der Wallfahrtskirche Albendorf in der Grafschaft Glatz
- Götzen, Friedrich Wilhelm von der Ältere (1734–1794), Generaladjutant, Gouverneur der Grafschaft Glatz
- Götzen, Friedrich Wilhelm von der Jüngere (1767–1820), preußischer Generalleutnant, Gouverneur der Provinz Schlesien
- Götzen, Gustav Adolf von (1866–1910), deutscher Ostafrikaforscher und Gouverneur von Deutsch-OstafrikaGustav Adolf von Götzen (1866–1910)

Gustav Adolf von Götzen (1866–1910)

- Götzen, Johann Georg von (1623–1679), Landeshauptmann der Grafschaft Glatz
- Götzen, Johann von (1599–1645), deutscher kaiserlicher General im Dreißigjährigen Krieg
- Götzen, Lubbertus (1894–1979), niederländischer Politiker und Kolonialbeamter
- Gotzen-Beek, Betina (* 1965), deutsche Illustratorin
- Götzenberger, Jakob (1802–1866), deutscher Maler
- Götzenbrugger, René (* 1972), deutscher Autor, Unternehmer, Designer und Innovator
- Götzendorff-Grabowski, Helene von (1860–1908), deutsche Schriftstellerin
- Götzer, Wolfgang (* 1955), deutscher Politiker (CSU), MdB

#### Gotzi
- Götzinger, Ernst (1837–1896), Schweizer Germanist und Historiker
- Götzinger, Georg (1884–1966), römisch-katholischer Priester
- Götzinger, Gustav (1880–1969), österreichischer Geologe
- Götzinger, Hans (1867–1941), österreichischer Maler, Wiener Aquarellist
- Götzinger, Herbert (1928–1976), deutscher Objektkünstler
- Götzinger, Johann Karl (1731–1790), deutscher lutherischer Theologe
- Götzinger, Jonas (* 1991), Schweizer Schauspieler
- Götzinger, Karl (1913–1987), österreichischer Geologe
- Götzinger, Max Wilhelm (1799–1856), deutsch-Schweizer Germanist und Gymnasiallehrer
- Götzinger, Maximilian (* 1987), deutscher Biathlet, der für die Niederlande startet
- Götzinger, Otto (1912–1999), österreichischer Maler und Restaurator
- Götzinger, Valentin (* 2000), österreichischer Radsportler
- Götzinger, Wilhelm Leberecht (1758–1818), Erschließer der Sächsischen Schweiz
- Götzinger, Wolfgang (1944–2015), österreichischer Bildhauer, Maler und Restaurator

#### Gotzk
- Götzke, Christin (* 1997), deutsche Schauspielerin und Model
- Götzke, Frank (* 1969), deutscher Ingenieur und Technologiemanager
- Götzke, Heinz, deutscher Boxer
- Götzke, Otto (1890–1945), deutscher Widerstandskämpfer gegen den Nationalsozialismus
- Götzke, Otto, deutscher Boxer
- Gotzkow, Gustav von (1789–1841), preußischer Offizier und Ritter des Ordens Pour le Mérite
- Gotzkowsky, Johann Ernst (1710–1775), preußischer Kaufmann und PatriotJohann Ernst Gotzkowsky (1710–1775)

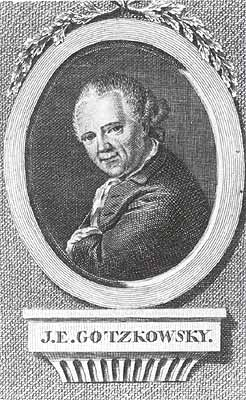
Johann Ernst Gotzkowsky (1710–1775)

#### Gotzl
- Götzl, Alfred (1873–1946), österreichischer Sozialmediziner, Hochschullehrer der Universität Wien und Tuberkuloseforscher
- Götzl, Alfred (1877–1956), deutsch-österreichischer Maschinenbauer
- Götzl, Camilla (* 1876), österreichische Opernsängerin (Sopran) böhmischer Herkunft
- Götzl, Eduard (1921–1986), deutscher Politiker (SED), MdV
- Götzl, Hans-Jörg (* 1967), deutscher Motorjournalist
- Götzl, Johann Nepomuk, deutscher Kaufmann und Politiker
- Götzl, Liisa (* 1988), deutsche Fußballspielerin
- Götzl, Manfred (* 1953), deutscher Jurist und Vorsitzender Richter am Oberlandesgericht München
- Götzl, Otto (1886–1960), österreichischer Kaufmann und Politiker (ÖVP), Landtagsabgeordneter
- Götzl, Paul (1884–1957), österreichischer Industrie-Manager
- Götzl, Stephan (* 1960), deutscher Manager
- Götzl, Thomas (* 1990), finnisch-deutscher Fußballspieler
- Götzloff, Carl (1799–1866), deutscher Maler

#### Gotzm
- Gotzmann, Andrea (* 1957), deutsche Basketballspielerin und Verbandsfunktionärin
- Gotzmann, Andreas (* 1960), deutscher Historiker und Religionswissenschaftler
- Gotzmann, Emmy (1881–1950), deutsche Malerin des Nachimpressionismus
- Götzmann, Jutta (* 1965), deutsche Kunsthistorikerin
- Gotzmann, Leo (1893–1945), österreichischer Politiker (NSDAP), MdR und Polizeipräsident Wiens
- Götzmann, Peter (* 1957), deutscher Schlagzeuger und Musikpädagoge
- Götzmann, Roman (* 1982), deutscher Politiker (SPD) und Oberbürgermeister

#### Gotzs
- Gøtzsche, Peter C. (* 1949), dänischer Medizinforscher und Leiter des Nordic Cochrane Center am Rigshospitalet in Copenhagen, DänemarkPeter C. Gøtzsche (* 1949)

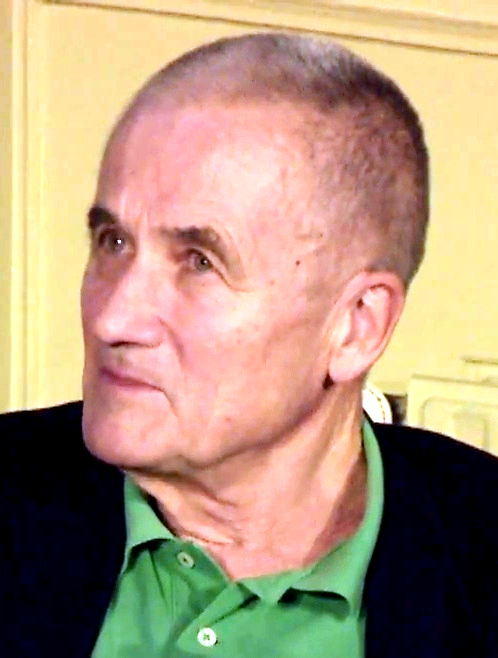
Peter C. Gøtzsche (* 1949)